# Vantaggio del tratto

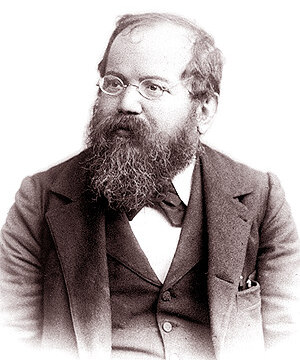
Wilhelm Steinitz, primo campione del mondo ufficiale di scacchi.

Il vantaggio del tratto è, negli scacchi, il vantaggio del giocatore che muove per primo (usualmente detto Bianco). I giocatori e i teorici degli scacchi generalmente concordano nel ritenere che il Bianco cominci la partita con un certo vantaggio; le statistiche – compilate fin dal 1851 – sostengono questa idea, mostrando che il Bianco vince più spesso del Nero, conquistando tra il 52 e il 56% dei punti. Tale superiorità è simile nelle partite di torneo tra umani e tra computer, mentre è minore nelle partite di gioco rapido e in quelle disputate tra giocatori più deboli.
La portata di tale vantaggio è stata a lungo dibattuta: non è noto se, dato il miglior gioco possibile di entrambe le parti, una partita terminerebbe con la vittoria del Bianco oppure con una patta. Il problema era già stato affrontato nel 1889 dal primo campione del mondo della storia, Wilhelm Steinitz, e da allora la maggior parte dei giocatori e dei teorici ha sostenuto che una partita perfetta terminerebbe con una patta. Alcuni teorici hanno invece sostenuto che a gioco perfetto il Bianco vinca, secondo alcuni con l'apertura di re o secondo altri con la partita di donna, mentre la possibilità di vittoria del Nero non è stata mai presa sostanzialmente in considerazione.
Alcuni grandi giocatori hanno espresso il timore che, con l'avanzare dell'analisi sugli scacchi, si giungesse a una "morte per patte"; per evitare questo pericolo, José Raúl Capablanca e Robert Fischer proposero dei tipi di scacchi eterodossi per rinnovare l'interesse nel gioco, mentre Emanuel Lasker suggerì di cambiare il punteggio della patta e dello stallo.
Dal 1988 i teorici hanno contestato le idee preesistenti sul vantaggio del Bianco, sostenendo che la generale percezione del vantaggio del Bianco è fondata più sulla psicologia che sul gioco vero e proprio e mostrando che a volte l'iniziativa del Bianco scompare senza apparente motivo con il progredire del gioco. Lo stile di gioco prevalente per il Nero prevede la ricerca di posizioni sbilanciate e dinamiche in cui cercare controgioco, anziché cercare semplicemente di portarsi in una posizione pari.
Gli scrittori moderni affermano anche che il Nero ha alcune possibilità di compensazione e l'idea che il Bianco debba vincere è un peso psicologico per il giocatore che ha il Bianco, che a volte perde a causa dei suoi tentativi di forzare il gioco per vincere. Giocare per secondi può essere a volte vantaggioso a causa dell'obbligo del Bianco di rivelare il proprio gioco per primo: alcune aperture, giudicate buone per il Nero, non sono altrettanto efficaci quando giocate, in contromossa, con il Bianco, perché il tempo in più di quest'ultimo rivela al Nero in anticipo i piani del suo avversario; anche alcune aperture simmetriche (in cui i due giocatori fanno le stesse mosse) possono condurre a posizioni in cui muovere per primi è svantaggioso.
È possibile che in futuro il problema possa essere risolto con mezzi informatici, come è successo per la dama inglese; tale risultato sembra comunque lontano, per via della molto maggiore complessità del gioco, che richiede una mole di analisi enormemente superiore.

## Percentuali di vittoria
|                                | Bianco vince | Patte  | Nero vince | Punteggio del Bianco |
| ------------------------------ | ------------ | ------ | ---------- | -------------------- |
| Tornei 1851–1878               | 45,52%       | 14,07% | 40,41%     | 52,55%               |
| Tornei 1881–1914               | 36,89%       | 31,76% | 31,35%     | 52,77%               |
| Tornei 1919–1932               | 36,98%       | 36,98% | 26,04%     | 55,47%               |
| Totale 1851–1932               | 38,12%       | 30,56% | 31,31%     | 53,40%               |
| Database New in Chess (2000)   | -            | -      | -          | 54,8%                |
| Database ChessGames.com (2008) | 36,79%       | 36,52% | 26,68%     | 55,05%               |
| Match tra motori CEGT (2009)   | 34,7%        | 41,3%  | 24,0%      | 55,4%                |

Nel 1946 W. F. Streeter esaminò il risultato di 5.598 partite giocate in 45 tornei internazionali giocati tra il 1851 e il 1932. Streeter osservò che in tutto il Bianco aveva ottenuto il 53,4% dei punti (B: 28,12; P: 30,56; N: 31,31); esaminando i dati per periodi (vedi tabella a fianco) Streeter concluse che era diventato più difficile per il Nero vincere, ma più facile pareggiare.
Due decenni dopo, lo statistico Arthur M. Stevens, analizzando 56.972 partite, riportò in The Blue Book of Charts to Winning Chess che il Bianco otteneva il 59,1% dei punti (B: 46,4; P: 25,6; N: 28,0); tuttavia, Stevens non esaminò tutte le partite di dati tornei, ma prese quelli pubblicati in riviste di scacchi.
Analisi più recenti indicano che il Bianco ottiene tra il 54 e il 56 percento dei punti; il MI John Watson ha scritto nel 1998 che il Bianco ha ottenuto il 56% per la maggior parte del XX secolo, ma che tale percentuale si è abbassata al 55%. Il sito ChessGames.com aggiorna regolarmente le statistiche sulle percentuali di vittoria a partire dal proprio database di oltre 500.000 partite; al 15 gennaio 2008, il Bianco aveva vinto il 36,79% delle partite, il Nero il 26,68% e le patte erano state il 36,52%, con una percentuale totale per il Bianco del 55,05%.
New In Chess osservò nel suo annuario del 2000 che delle 731.740 partite del suo database, il Bianco ha ottenuto il 54,8% dei punti; raffinando l'analisi per differenziare la prima mossa, risulta che il Bianco ha ottenuto il 54,1% nelle partite che cominciano con 1.e4, mentre il 56,1% in quelle che iniziano con 1.d4. La ragione principale di questa discrepanza è la difesa siciliana (1.e4 c5), contro cui il Bianco ottiene solo il 52,3% in 145.996 partite.
Lo statistico Jeff Sonas, esaminando dati da 266.000 partite giocate tra il 1994 e il 2001, concluse che il Bianco ottiene un punteggio di circa 54,1767+0,001164 per punto di vantaggio Elo (considerando le differenze maggiori di +390 e di -460 come +390 e -460 rispettivamente), e che il Bianco ha un vantaggio di circa 35 punti Elo (ovvero, se il Bianco ha un rating inferiore di 35 punti rispetto al Nero, entrambi i giocatori hanno un punteggio atteso del 50%). Concluse inoltre che il vantaggio del Bianco è minore (53%) delle partite a tempo di riflessione più corto (gioco rapido).
Altri concludono che vi è una correlazione diretta tra il punteggio Elo del giocatore e il punteggio del Bianco. Secondo il GM Evgenij Svešnikov, le statistiche mostrano che il Bianco non ha alcun vantaggio sul Nero nelle partite tra principianti, ma che se i giocatori sono più forti, il punteggio del Bianco aumenta. Un'analisi dei risultati delle partite dal MegaDatabase della ChessBase del 2003, commissionata dal GM András Adorján, mostrò che all'aumentare del rating dei giocatori aumentavano sia il numero delle patte che la frazione delle vittorie del Bianco sul numero di partite decisive. Ad esempio, tra le partite giocate tra giocatori con più di 2700 punti Elo (la più alta categoria considerata da Adorján) il Bianco ha ottenuto il 55,7% dei punti (B: 26,5; P: 58,4; N: 15,2), mentre tra quelli con meno di 2100 punti Elo (la categoria più bassa) il punteggio si abbassa al 53,1% (B: 37,0; P: 32,1; N: 30,8). Adorján ha anche analizzato le 755 partite dei campionati del mondo tra il 1886 e il 1990: di queste il Bianco ne ha vinte 234 (31,0%), pattate 397 (52,6%) e perse 124 (16,4%) per una percentuale totale del 57,3%. Negli ultimi cinque match della sua analisi, tutti giocati tra Anatolij Karpov e Garri Kasparov, il Bianco ha vinto 31 partite (25,8%), pareggiate 80 (66,7%) e perse 9 (7,5%), per un punteggio totale del 59,2%.
Il Chess Engines Grand Tournament (CEGT) prova motori scacchistici facendoli giocare uno contro l'altro a differenti tempi di riflessione, per compilare liste Elo apposite. Con il tempo maggiore (due ore per 40 mosse), il Bianco ha ottenuto il 55,4% (B: 34,7; P: 41,3; N: 24,0) in partite giocate tra 38 tra i più forti motori (al 27 maggio 2009). A tempi di riflessione minori, il Bianco ha ottenuto il 54,6% in partite a 20 minuti per 40 mosse (284 motori, 24 maggio 2009) e il 54,8% in partite a 4 minuti per 40 mosse (128 motori, 27 maggio 2009)

## Aspetti teorici

### Patta a gioco perfetto

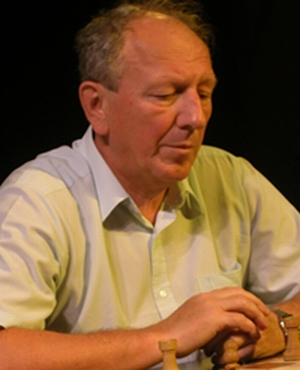
Evgenij Svešnikov nel 1994 dichiarò che il Bianco doveva giocare per vincere, mentre il Nero per ottenere la patta.

Joseph Bertin ha scritto nel suo manuale The Noble Game of Chess (del 1735) che "colui che gioca per primo è implicito che abbia l'attacco" (He that plays first, is understood to have the attack). Questo è coerente con l'idea tradizionale che il Bianco, in virtù del tratto, cominci la partita con l'iniziativa, che deve tentare di estendere nel mediogioco, mentre il Nero deve puntare a neutralizzare l'iniziativa del Bianco e ad arrivare all'equilibrio. Poiché il Bianco possiede l'iniziativa, un suo piccolo errore generalmente risulta solo nella sua perdita, mentre un errore simile da parte del Nero può avere conseguenze ben più gravi. Svešnikov scrisse nel 1994 che "il Nero non può permettersi neppure il più piccolo errore, e che da un punto di vista teorico i compiti del Bianco e del Nero sono differenti: il Bianco deve lottare per la vittoria, il Nero per la patta! (Black players cannot afford to make even the slightest mistake ... from a theoretical point of view, the tasks of White and Black in chess are different: White has to strive for a win, Black—for a draw!).
I teorici hanno dibattuto su quanto sia durevole l'iniziativa del Bianco e se, in caso di gioco perfetto di entrambi i giocatori, la partita terminerebbe con una vittoria del Bianco o con una patta. George Walker scrisse nel 1846 che la prima mossa, sebbene fosse un vantaggio, era poco significativa se ben risposta. (The first move is an advantage, [...] but if properly answered, the first move is of little worth). Steinitz, primo campione del mondo, considerato il padre degli scacchi moderni, scrisse nel 1889 che "È sostenuto da tutti gli esperti che con gioco corretto da entrambi i giocatori il risultato del gioco è una patta" (It is now conceded by all experts that by proper play on both sides the legitimate issue of a game ought to be a draw); Lasker e Capablanca, i due successivi campioni, concordavano. Reuben Fine, uno dei migliori giocatori tra il 1936 e il 1951, spiegò che il vantaggio del Bianco in apertura è troppo sottile per essere sufficiente per vincere senza un errore del Nero.
L'opinione che una partita di scacchi, a gioco corretto, dovrebbe terminare in una patta prevale. Sebbene non possa essere attualmente dimostrata, tale assunzione è considerata "sicura" da Jonathan Rowson e "logica" da Adorján. Watson concorda, aggiungendo che dubita di trovare un singolo forte giocatore in disaccordo; inoltre riporta un'affermazione di Kasparov secondo cui "Gli scacchi sono una patta", confermata anche da Rowson. È stato riportato che Robert Fischer sostenesse che quasi sicuramente era così, sebbene Pál Benkő abbia scritto che Fischer credeva che il vantaggio della prima mossa, propriamente sfruttato, potesse condurre ad una vittoria forzata.
Sia Lasker che Capablanca temevano che gli scacchi avrebbero sofferto di una "morte per patte" con l'aumentare dei pareggi tra i giocatori di vertice; anche Fischer era di questo avviso, e sosteneva che il gioco era esaurito. Per diminuire il numero delle patte, tutti e tre proposero di cambiare le regole degli scacchi: Lasker suggerì di aumentare il punteggio assegnato al giocatore che provocava lo stallo, diminuendo quello per gli altri tipi di patta, mentre Capablanca e Fischer proposero delle varianti più radicali: il primo ideò i cosiddetti scacchi Capablanca, giocati su una scacchiera più grande e con un maggior numero di pezzi, il secondo gli Scacchi960 (o Fischer Random Chess), in cui la posizione iniziale dei pezzi è determinata casualmente.
Alcune delle varianti d'apertura più taglienti sono state analizzate così a fondo che sono spesso usate come "armi da patta". Ad esempio, ad alti livelli, il Nero spesso usa l'attacco Marshall, in cui sacrifica un pedone in cambio di un forte attacco, giungendo ad un finale in cui il Nero, pur essendo ancora sotto di un pedone, può ottenere la patta a gioco corretto. Jan Hein Donner ha scritto perfino che ottenere una patta è l'unico obiettivo per giocare questa variante.
Nel 2007, i Grandi Maestri Kiril Georgiev e Atanas Kolev hanno affermato che lo stesso vale per la cosiddetta variante del pedone avvelenato della siciliana Najdorf, che si presenta dopo 1.e4 c5 2.Cf3 d6 3.d4 cxd4 4.cxd4 Cf6 5.Cc3 a6 6.Ag5 e6 7.f4 Db6, che per lungo tempo è stata considerata una variante tagliente e problematica, se non temeraria. La partita generalmente continua 8.Dd2 Dxb2 9.Tb1 Da3. Georgiev e Kolev affermarono che 6.Ag5 è vista raramente ad alti livelli perché la linea principale della variante tende, a gioco corretto, ad una patta per scacco perpetuo, e scrissero che la seguente partita sarebbe probabilmente rimasta l'"ultima parola della teoria":
Francisco Vallejo Pons – Kasparov, Mosca 2004:1.e4 c5 2.Cf3 d6 3.d4 cxd4 4.Cxd4 Cf6 5.Cc3 a6 6.Ag5 e6 7.f4 Db6 8.Dd2 Dxb2 9.Tb1 Da3 10.f5 Cc6 11.fxe6 fxe6 12.Cxc6 bxc6 13.e5 dxe5 14.Axf6 gxf6 15.Ce4 Dxa2 16.Td1 Ae7 17.Ae2 O-O 18.O-O Ta7 19.Tf3 Rh8 20.Tg3 Td7 21.Dh6 Tf7 22.Dh5 Txd1+ 23.Axd1 Da5 24.Rf1 Dd8 25.Dxf7 Dxd1+ 26.Rf2 Dxc2+ 27.Rf3 Dd1+ 28.Rf2 Dc2+ 29.Re3 Ac5+ 30.Cxc5 Dxc5+ 31.Rd2 Df2+ 32.Rc3 Dd4+ 33.Rc2 Df2+ 34.Rc3 ½-½ (dopo 34...Dd4+, il Bianco non può sfuggire agli scacchi).
Tuttavia questa valutazione pessimista su 6.Ag5 è stata messa in discussione dai successi ottenuti dal Bianco con 10.e5, un'altra linea critica.

### Il Bianco vince

#### Il Bianco vince con 1.e4
|   | a | b | c | d | e | f | g | h |   |
| 8 | a8 torre del nero · b8 cavallo del nero · c8 alfiere del nero · d8 donna del nero · e8 re del nero · f8 alfiere del nero · g8 cavallo del nero · h8 torre del nero · a7 pedone del nero · b7 pedone del nero · c7 pedone del nero · d7 pedone del nero · e7 pedone del nero · f7 pedone del nero · g7 pedone del nero · h7 pedone del nero · e4 pedone del bianco · a2 pedone del bianco · b2 pedone del bianco · c2 pedone del bianco · d2 pedone del bianco · f2 pedone del bianco · g2 pedone del bianco · h2 pedone del bianco · a1 torre del bianco · b1 cavallo del bianco · c1 alfiere del bianco · d1 donna del bianco · e1 re del bianco · f1 alfiere del bianco · g1 cavallo del bianco · h1 torre del bianco | a8 torre del nero · b8 cavallo del nero · c8 alfiere del nero · d8 donna del nero · e8 re del nero · f8 alfiere del nero · g8 cavallo del nero · h8 torre del nero · a7 pedone del nero · b7 pedone del nero · c7 pedone del nero · d7 pedone del nero · e7 pedone del nero · f7 pedone del nero · g7 pedone del nero · h7 pedone del nero · e4 pedone del bianco · a2 pedone del bianco · b2 pedone del bianco · c2 pedone del bianco · d2 pedone del bianco · f2 pedone del bianco · g2 pedone del bianco · h2 pedone del bianco · a1 torre del bianco · b1 cavallo del bianco · c1 alfiere del bianco · d1 donna del bianco · e1 re del bianco · f1 alfiere del bianco · g1 cavallo del bianco · h1 torre del bianco | a8 torre del nero · b8 cavallo del nero · c8 alfiere del nero · d8 donna del nero · e8 re del nero · f8 alfiere del nero · g8 cavallo del nero · h8 torre del nero · a7 pedone del nero · b7 pedone del nero · c7 pedone del nero · d7 pedone del nero · e7 pedone del nero · f7 pedone del nero · g7 pedone del nero · h7 pedone del nero · e4 pedone del bianco · a2 pedone del bianco · b2 pedone del bianco · c2 pedone del bianco · d2 pedone del bianco · f2 pedone del bianco · g2 pedone del bianco · h2 pedone del bianco · a1 torre del bianco · b1 cavallo del bianco · c1 alfiere del bianco · d1 donna del bianco · e1 re del bianco · f1 alfiere del bianco · g1 cavallo del bianco · h1 torre del bianco | a8 torre del nero · b8 cavallo del nero · c8 alfiere del nero · d8 donna del nero · e8 re del nero · f8 alfiere del nero · g8 cavallo del nero · h8 torre del nero · a7 pedone del nero · b7 pedone del nero · c7 pedone del nero · d7 pedone del nero · e7 pedone del nero · f7 pedone del nero · g7 pedone del nero · h7 pedone del nero · e4 pedone del bianco · a2 pedone del bianco · b2 pedone del bianco · c2 pedone del bianco · d2 pedone del bianco · f2 pedone del bianco · g2 pedone del bianco · h2 pedone del bianco · a1 torre del bianco · b1 cavallo del bianco · c1 alfiere del bianco · d1 donna del bianco · e1 re del bianco · f1 alfiere del bianco · g1 cavallo del bianco · h1 torre del bianco | a8 torre del nero · b8 cavallo del nero · c8 alfiere del nero · d8 donna del nero · e8 re del nero · f8 alfiere del nero · g8 cavallo del nero · h8 torre del nero · a7 pedone del nero · b7 pedone del nero · c7 pedone del nero · d7 pedone del nero · e7 pedone del nero · f7 pedone del nero · g7 pedone del nero · h7 pedone del nero · e4 pedone del bianco · a2 pedone del bianco · b2 pedone del bianco · c2 pedone del bianco · d2 pedone del bianco · f2 pedone del bianco · g2 pedone del bianco · h2 pedone del bianco · a1 torre del bianco · b1 cavallo del bianco · c1 alfiere del bianco · d1 donna del bianco · e1 re del bianco · f1 alfiere del bianco · g1 cavallo del bianco · h1 torre del bianco | a8 torre del nero · b8 cavallo del nero · c8 alfiere del nero · d8 donna del nero · e8 re del nero · f8 alfiere del nero · g8 cavallo del nero · h8 torre del nero · a7 pedone del nero · b7 pedone del nero · c7 pedone del nero · d7 pedone del nero · e7 pedone del nero · f7 pedone del nero · g7 pedone del nero · h7 pedone del nero · e4 pedone del bianco · a2 pedone del bianco · b2 pedone del bianco · c2 pedone del bianco · d2 pedone del bianco · f2 pedone del bianco · g2 pedone del bianco · h2 pedone del bianco · a1 torre del bianco · b1 cavallo del bianco · c1 alfiere del bianco · d1 donna del bianco · e1 re del bianco · f1 alfiere del bianco · g1 cavallo del bianco · h1 torre del bianco | a8 torre del nero · b8 cavallo del nero · c8 alfiere del nero · d8 donna del nero · e8 re del nero · f8 alfiere del nero · g8 cavallo del nero · h8 torre del nero · a7 pedone del nero · b7 pedone del nero · c7 pedone del nero · d7 pedone del nero · e7 pedone del nero · f7 pedone del nero · g7 pedone del nero · h7 pedone del nero · e4 pedone del bianco · a2 pedone del bianco · b2 pedone del bianco · c2 pedone del bianco · d2 pedone del bianco · f2 pedone del bianco · g2 pedone del bianco · h2 pedone del bianco · a1 torre del bianco · b1 cavallo del bianco · c1 alfiere del bianco · d1 donna del bianco · e1 re del bianco · f1 alfiere del bianco · g1 cavallo del bianco · h1 torre del bianco | a8 torre del nero · b8 cavallo del nero · c8 alfiere del nero · d8 donna del nero · e8 re del nero · f8 alfiere del nero · g8 cavallo del nero · h8 torre del nero · a7 pedone del nero · b7 pedone del nero · c7 pedone del nero · d7 pedone del nero · e7 pedone del nero · f7 pedone del nero · g7 pedone del nero · h7 pedone del nero · e4 pedone del bianco · a2 pedone del bianco · b2 pedone del bianco · c2 pedone del bianco · d2 pedone del bianco · f2 pedone del bianco · g2 pedone del bianco · h2 pedone del bianco · a1 torre del bianco · b1 cavallo del bianco · c1 alfiere del bianco · d1 donna del bianco · e1 re del bianco · f1 alfiere del bianco · g1 cavallo del bianco · h1 torre del bianco | 8 |
| 7 | a8 torre del nero · b8 cavallo del nero · c8 alfiere del nero · d8 donna del nero · e8 re del nero · f8 alfiere del nero · g8 cavallo del nero · h8 torre del nero · a7 pedone del nero · b7 pedone del nero · c7 pedone del nero · d7 pedone del nero · e7 pedone del nero · f7 pedone del nero · g7 pedone del nero · h7 pedone del nero · e4 pedone del bianco · a2 pedone del bianco · b2 pedone del bianco · c2 pedone del bianco · d2 pedone del bianco · f2 pedone del bianco · g2 pedone del bianco · h2 pedone del bianco · a1 torre del bianco · b1 cavallo del bianco · c1 alfiere del bianco · d1 donna del bianco · e1 re del bianco · f1 alfiere del bianco · g1 cavallo del bianco · h1 torre del bianco | a8 torre del nero · b8 cavallo del nero · c8 alfiere del nero · d8 donna del nero · e8 re del nero · f8 alfiere del nero · g8 cavallo del nero · h8 torre del nero · a7 pedone del nero · b7 pedone del nero · c7 pedone del nero · d7 pedone del nero · e7 pedone del nero · f7 pedone del nero · g7 pedone del nero · h7 pedone del nero · e4 pedone del bianco · a2 pedone del bianco · b2 pedone del bianco · c2 pedone del bianco · d2 pedone del bianco · f2 pedone del bianco · g2 pedone del bianco · h2 pedone del bianco · a1 torre del bianco · b1 cavallo del bianco · c1 alfiere del bianco · d1 donna del bianco · e1 re del bianco · f1 alfiere del bianco · g1 cavallo del bianco · h1 torre del bianco | a8 torre del nero · b8 cavallo del nero · c8 alfiere del nero · d8 donna del nero · e8 re del nero · f8 alfiere del nero · g8 cavallo del nero · h8 torre del nero · a7 pedone del nero · b7 pedone del nero · c7 pedone del nero · d7 pedone del nero · e7 pedone del nero · f7 pedone del nero · g7 pedone del nero · h7 pedone del nero · e4 pedone del bianco · a2 pedone del bianco · b2 pedone del bianco · c2 pedone del bianco · d2 pedone del bianco · f2 pedone del bianco · g2 pedone del bianco · h2 pedone del bianco · a1 torre del bianco · b1 cavallo del bianco · c1 alfiere del bianco · d1 donna del bianco · e1 re del bianco · f1 alfiere del bianco · g1 cavallo del bianco · h1 torre del bianco | a8 torre del nero · b8 cavallo del nero · c8 alfiere del nero · d8 donna del nero · e8 re del nero · f8 alfiere del nero · g8 cavallo del nero · h8 torre del nero · a7 pedone del nero · b7 pedone del nero · c7 pedone del nero · d7 pedone del nero · e7 pedone del nero · f7 pedone del nero · g7 pedone del nero · h7 pedone del nero · e4 pedone del bianco · a2 pedone del bianco · b2 pedone del bianco · c2 pedone del bianco · d2 pedone del bianco · f2 pedone del bianco · g2 pedone del bianco · h2 pedone del bianco · a1 torre del bianco · b1 cavallo del bianco · c1 alfiere del bianco · d1 donna del bianco · e1 re del bianco · f1 alfiere del bianco · g1 cavallo del bianco · h1 torre del bianco | a8 torre del nero · b8 cavallo del nero · c8 alfiere del nero · d8 donna del nero · e8 re del nero · f8 alfiere del nero · g8 cavallo del nero · h8 torre del nero · a7 pedone del nero · b7 pedone del nero · c7 pedone del nero · d7 pedone del nero · e7 pedone del nero · f7 pedone del nero · g7 pedone del nero · h7 pedone del nero · e4 pedone del bianco · a2 pedone del bianco · b2 pedone del bianco · c2 pedone del bianco · d2 pedone del bianco · f2 pedone del bianco · g2 pedone del bianco · h2 pedone del bianco · a1 torre del bianco · b1 cavallo del bianco · c1 alfiere del bianco · d1 donna del bianco · e1 re del bianco · f1 alfiere del bianco · g1 cavallo del bianco · h1 torre del bianco | a8 torre del nero · b8 cavallo del nero · c8 alfiere del nero · d8 donna del nero · e8 re del nero · f8 alfiere del nero · g8 cavallo del nero · h8 torre del nero · a7 pedone del nero · b7 pedone del nero · c7 pedone del nero · d7 pedone del nero · e7 pedone del nero · f7 pedone del nero · g7 pedone del nero · h7 pedone del nero · e4 pedone del bianco · a2 pedone del bianco · b2 pedone del bianco · c2 pedone del bianco · d2 pedone del bianco · f2 pedone del bianco · g2 pedone del bianco · h2 pedone del bianco · a1 torre del bianco · b1 cavallo del bianco · c1 alfiere del bianco · d1 donna del bianco · e1 re del bianco · f1 alfiere del bianco · g1 cavallo del bianco · h1 torre del bianco | a8 torre del nero · b8 cavallo del nero · c8 alfiere del nero · d8 donna del nero · e8 re del nero · f8 alfiere del nero · g8 cavallo del nero · h8 torre del nero · a7 pedone del nero · b7 pedone del nero · c7 pedone del nero · d7 pedone del nero · e7 pedone del nero · f7 pedone del nero · g7 pedone del nero · h7 pedone del nero · e4 pedone del bianco · a2 pedone del bianco · b2 pedone del bianco · c2 pedone del bianco · d2 pedone del bianco · f2 pedone del bianco · g2 pedone del bianco · h2 pedone del bianco · a1 torre del bianco · b1 cavallo del bianco · c1 alfiere del bianco · d1 donna del bianco · e1 re del bianco · f1 alfiere del bianco · g1 cavallo del bianco · h1 torre del bianco | a8 torre del nero · b8 cavallo del nero · c8 alfiere del nero · d8 donna del nero · e8 re del nero · f8 alfiere del nero · g8 cavallo del nero · h8 torre del nero · a7 pedone del nero · b7 pedone del nero · c7 pedone del nero · d7 pedone del nero · e7 pedone del nero · f7 pedone del nero · g7 pedone del nero · h7 pedone del nero · e4 pedone del bianco · a2 pedone del bianco · b2 pedone del bianco · c2 pedone del bianco · d2 pedone del bianco · f2 pedone del bianco · g2 pedone del bianco · h2 pedone del bianco · a1 torre del bianco · b1 cavallo del bianco · c1 alfiere del bianco · d1 donna del bianco · e1 re del bianco · f1 alfiere del bianco · g1 cavallo del bianco · h1 torre del bianco | 7 |
| 6 | a8 torre del nero · b8 cavallo del nero · c8 alfiere del nero · d8 donna del nero · e8 re del nero · f8 alfiere del nero · g8 cavallo del nero · h8 torre del nero · a7 pedone del nero · b7 pedone del nero · c7 pedone del nero · d7 pedone del nero · e7 pedone del nero · f7 pedone del nero · g7 pedone del nero · h7 pedone del nero · e4 pedone del bianco · a2 pedone del bianco · b2 pedone del bianco · c2 pedone del bianco · d2 pedone del bianco · f2 pedone del bianco · g2 pedone del bianco · h2 pedone del bianco · a1 torre del bianco · b1 cavallo del bianco · c1 alfiere del bianco · d1 donna del bianco · e1 re del bianco · f1 alfiere del bianco · g1 cavallo del bianco · h1 torre del bianco | a8 torre del nero · b8 cavallo del nero · c8 alfiere del nero · d8 donna del nero · e8 re del nero · f8 alfiere del nero · g8 cavallo del nero · h8 torre del nero · a7 pedone del nero · b7 pedone del nero · c7 pedone del nero · d7 pedone del nero · e7 pedone del nero · f7 pedone del nero · g7 pedone del nero · h7 pedone del nero · e4 pedone del bianco · a2 pedone del bianco · b2 pedone del bianco · c2 pedone del bianco · d2 pedone del bianco · f2 pedone del bianco · g2 pedone del bianco · h2 pedone del bianco · a1 torre del bianco · b1 cavallo del bianco · c1 alfiere del bianco · d1 donna del bianco · e1 re del bianco · f1 alfiere del bianco · g1 cavallo del bianco · h1 torre del bianco | a8 torre del nero · b8 cavallo del nero · c8 alfiere del nero · d8 donna del nero · e8 re del nero · f8 alfiere del nero · g8 cavallo del nero · h8 torre del nero · a7 pedone del nero · b7 pedone del nero · c7 pedone del nero · d7 pedone del nero · e7 pedone del nero · f7 pedone del nero · g7 pedone del nero · h7 pedone del nero · e4 pedone del bianco · a2 pedone del bianco · b2 pedone del bianco · c2 pedone del bianco · d2 pedone del bianco · f2 pedone del bianco · g2 pedone del bianco · h2 pedone del bianco · a1 torre del bianco · b1 cavallo del bianco · c1 alfiere del bianco · d1 donna del bianco · e1 re del bianco · f1 alfiere del bianco · g1 cavallo del bianco · h1 torre del bianco | a8 torre del nero · b8 cavallo del nero · c8 alfiere del nero · d8 donna del nero · e8 re del nero · f8 alfiere del nero · g8 cavallo del nero · h8 torre del nero · a7 pedone del nero · b7 pedone del nero · c7 pedone del nero · d7 pedone del nero · e7 pedone del nero · f7 pedone del nero · g7 pedone del nero · h7 pedone del nero · e4 pedone del bianco · a2 pedone del bianco · b2 pedone del bianco · c2 pedone del bianco · d2 pedone del bianco · f2 pedone del bianco · g2 pedone del bianco · h2 pedone del bianco · a1 torre del bianco · b1 cavallo del bianco · c1 alfiere del bianco · d1 donna del bianco · e1 re del bianco · f1 alfiere del bianco · g1 cavallo del bianco · h1 torre del bianco | a8 torre del nero · b8 cavallo del nero · c8 alfiere del nero · d8 donna del nero · e8 re del nero · f8 alfiere del nero · g8 cavallo del nero · h8 torre del nero · a7 pedone del nero · b7 pedone del nero · c7 pedone del nero · d7 pedone del nero · e7 pedone del nero · f7 pedone del nero · g7 pedone del nero · h7 pedone del nero · e4 pedone del bianco · a2 pedone del bianco · b2 pedone del bianco · c2 pedone del bianco · d2 pedone del bianco · f2 pedone del bianco · g2 pedone del bianco · h2 pedone del bianco · a1 torre del bianco · b1 cavallo del bianco · c1 alfiere del bianco · d1 donna del bianco · e1 re del bianco · f1 alfiere del bianco · g1 cavallo del bianco · h1 torre del bianco | a8 torre del nero · b8 cavallo del nero · c8 alfiere del nero · d8 donna del nero · e8 re del nero · f8 alfiere del nero · g8 cavallo del nero · h8 torre del nero · a7 pedone del nero · b7 pedone del nero · c7 pedone del nero · d7 pedone del nero · e7 pedone del nero · f7 pedone del nero · g7 pedone del nero · h7 pedone del nero · e4 pedone del bianco · a2 pedone del bianco · b2 pedone del bianco · c2 pedone del bianco · d2 pedone del bianco · f2 pedone del bianco · g2 pedone del bianco · h2 pedone del bianco · a1 torre del bianco · b1 cavallo del bianco · c1 alfiere del bianco · d1 donna del bianco · e1 re del bianco · f1 alfiere del bianco · g1 cavallo del bianco · h1 torre del bianco | a8 torre del nero · b8 cavallo del nero · c8 alfiere del nero · d8 donna del nero · e8 re del nero · f8 alfiere del nero · g8 cavallo del nero · h8 torre del nero · a7 pedone del nero · b7 pedone del nero · c7 pedone del nero · d7 pedone del nero · e7 pedone del nero · f7 pedone del nero · g7 pedone del nero · h7 pedone del nero · e4 pedone del bianco · a2 pedone del bianco · b2 pedone del bianco · c2 pedone del bianco · d2 pedone del bianco · f2 pedone del bianco · g2 pedone del bianco · h2 pedone del bianco · a1 torre del bianco · b1 cavallo del bianco · c1 alfiere del bianco · d1 donna del bianco · e1 re del bianco · f1 alfiere del bianco · g1 cavallo del bianco · h1 torre del bianco | a8 torre del nero · b8 cavallo del nero · c8 alfiere del nero · d8 donna del nero · e8 re del nero · f8 alfiere del nero · g8 cavallo del nero · h8 torre del nero · a7 pedone del nero · b7 pedone del nero · c7 pedone del nero · d7 pedone del nero · e7 pedone del nero · f7 pedone del nero · g7 pedone del nero · h7 pedone del nero · e4 pedone del bianco · a2 pedone del bianco · b2 pedone del bianco · c2 pedone del bianco · d2 pedone del bianco · f2 pedone del bianco · g2 pedone del bianco · h2 pedone del bianco · a1 torre del bianco · b1 cavallo del bianco · c1 alfiere del bianco · d1 donna del bianco · e1 re del bianco · f1 alfiere del bianco · g1 cavallo del bianco · h1 torre del bianco | 6 |
| 5 | a8 torre del nero · b8 cavallo del nero · c8 alfiere del nero · d8 donna del nero · e8 re del nero · f8 alfiere del nero · g8 cavallo del nero · h8 torre del nero · a7 pedone del nero · b7 pedone del nero · c7 pedone del nero · d7 pedone del nero · e7 pedone del nero · f7 pedone del nero · g7 pedone del nero · h7 pedone del nero · e4 pedone del bianco · a2 pedone del bianco · b2 pedone del bianco · c2 pedone del bianco · d2 pedone del bianco · f2 pedone del bianco · g2 pedone del bianco · h2 pedone del bianco · a1 torre del bianco · b1 cavallo del bianco · c1 alfiere del bianco · d1 donna del bianco · e1 re del bianco · f1 alfiere del bianco · g1 cavallo del bianco · h1 torre del bianco | a8 torre del nero · b8 cavallo del nero · c8 alfiere del nero · d8 donna del nero · e8 re del nero · f8 alfiere del nero · g8 cavallo del nero · h8 torre del nero · a7 pedone del nero · b7 pedone del nero · c7 pedone del nero · d7 pedone del nero · e7 pedone del nero · f7 pedone del nero · g7 pedone del nero · h7 pedone del nero · e4 pedone del bianco · a2 pedone del bianco · b2 pedone del bianco · c2 pedone del bianco · d2 pedone del bianco · f2 pedone del bianco · g2 pedone del bianco · h2 pedone del bianco · a1 torre del bianco · b1 cavallo del bianco · c1 alfiere del bianco · d1 donna del bianco · e1 re del bianco · f1 alfiere del bianco · g1 cavallo del bianco · h1 torre del bianco | a8 torre del nero · b8 cavallo del nero · c8 alfiere del nero · d8 donna del nero · e8 re del nero · f8 alfiere del nero · g8 cavallo del nero · h8 torre del nero · a7 pedone del nero · b7 pedone del nero · c7 pedone del nero · d7 pedone del nero · e7 pedone del nero · f7 pedone del nero · g7 pedone del nero · h7 pedone del nero · e4 pedone del bianco · a2 pedone del bianco · b2 pedone del bianco · c2 pedone del bianco · d2 pedone del bianco · f2 pedone del bianco · g2 pedone del bianco · h2 pedone del bianco · a1 torre del bianco · b1 cavallo del bianco · c1 alfiere del bianco · d1 donna del bianco · e1 re del bianco · f1 alfiere del bianco · g1 cavallo del bianco · h1 torre del bianco | a8 torre del nero · b8 cavallo del nero · c8 alfiere del nero · d8 donna del nero · e8 re del nero · f8 alfiere del nero · g8 cavallo del nero · h8 torre del nero · a7 pedone del nero · b7 pedone del nero · c7 pedone del nero · d7 pedone del nero · e7 pedone del nero · f7 pedone del nero · g7 pedone del nero · h7 pedone del nero · e4 pedone del bianco · a2 pedone del bianco · b2 pedone del bianco · c2 pedone del bianco · d2 pedone del bianco · f2 pedone del bianco · g2 pedone del bianco · h2 pedone del bianco · a1 torre del bianco · b1 cavallo del bianco · c1 alfiere del bianco · d1 donna del bianco · e1 re del bianco · f1 alfiere del bianco · g1 cavallo del bianco · h1 torre del bianco | a8 torre del nero · b8 cavallo del nero · c8 alfiere del nero · d8 donna del nero · e8 re del nero · f8 alfiere del nero · g8 cavallo del nero · h8 torre del nero · a7 pedone del nero · b7 pedone del nero · c7 pedone del nero · d7 pedone del nero · e7 pedone del nero · f7 pedone del nero · g7 pedone del nero · h7 pedone del nero · e4 pedone del bianco · a2 pedone del bianco · b2 pedone del bianco · c2 pedone del bianco · d2 pedone del bianco · f2 pedone del bianco · g2 pedone del bianco · h2 pedone del bianco · a1 torre del bianco · b1 cavallo del bianco · c1 alfiere del bianco · d1 donna del bianco · e1 re del bianco · f1 alfiere del bianco · g1 cavallo del bianco · h1 torre del bianco | a8 torre del nero · b8 cavallo del nero · c8 alfiere del nero · d8 donna del nero · e8 re del nero · f8 alfiere del nero · g8 cavallo del nero · h8 torre del nero · a7 pedone del nero · b7 pedone del nero · c7 pedone del nero · d7 pedone del nero · e7 pedone del nero · f7 pedone del nero · g7 pedone del nero · h7 pedone del nero · e4 pedone del bianco · a2 pedone del bianco · b2 pedone del bianco · c2 pedone del bianco · d2 pedone del bianco · f2 pedone del bianco · g2 pedone del bianco · h2 pedone del bianco · a1 torre del bianco · b1 cavallo del bianco · c1 alfiere del bianco · d1 donna del bianco · e1 re del bianco · f1 alfiere del bianco · g1 cavallo del bianco · h1 torre del bianco | a8 torre del nero · b8 cavallo del nero · c8 alfiere del nero · d8 donna del nero · e8 re del nero · f8 alfiere del nero · g8 cavallo del nero · h8 torre del nero · a7 pedone del nero · b7 pedone del nero · c7 pedone del nero · d7 pedone del nero · e7 pedone del nero · f7 pedone del nero · g7 pedone del nero · h7 pedone del nero · e4 pedone del bianco · a2 pedone del bianco · b2 pedone del bianco · c2 pedone del bianco · d2 pedone del bianco · f2 pedone del bianco · g2 pedone del bianco · h2 pedone del bianco · a1 torre del bianco · b1 cavallo del bianco · c1 alfiere del bianco · d1 donna del bianco · e1 re del bianco · f1 alfiere del bianco · g1 cavallo del bianco · h1 torre del bianco | a8 torre del nero · b8 cavallo del nero · c8 alfiere del nero · d8 donna del nero · e8 re del nero · f8 alfiere del nero · g8 cavallo del nero · h8 torre del nero · a7 pedone del nero · b7 pedone del nero · c7 pedone del nero · d7 pedone del nero · e7 pedone del nero · f7 pedone del nero · g7 pedone del nero · h7 pedone del nero · e4 pedone del bianco · a2 pedone del bianco · b2 pedone del bianco · c2 pedone del bianco · d2 pedone del bianco · f2 pedone del bianco · g2 pedone del bianco · h2 pedone del bianco · a1 torre del bianco · b1 cavallo del bianco · c1 alfiere del bianco · d1 donna del bianco · e1 re del bianco · f1 alfiere del bianco · g1 cavallo del bianco · h1 torre del bianco | 5 |
| 4 | a8 torre del nero · b8 cavallo del nero · c8 alfiere del nero · d8 donna del nero · e8 re del nero · f8 alfiere del nero · g8 cavallo del nero · h8 torre del nero · a7 pedone del nero · b7 pedone del nero · c7 pedone del nero · d7 pedone del nero · e7 pedone del nero · f7 pedone del nero · g7 pedone del nero · h7 pedone del nero · e4 pedone del bianco · a2 pedone del bianco · b2 pedone del bianco · c2 pedone del bianco · d2 pedone del bianco · f2 pedone del bianco · g2 pedone del bianco · h2 pedone del bianco · a1 torre del bianco · b1 cavallo del bianco · c1 alfiere del bianco · d1 donna del bianco · e1 re del bianco · f1 alfiere del bianco · g1 cavallo del bianco · h1 torre del bianco | a8 torre del nero · b8 cavallo del nero · c8 alfiere del nero · d8 donna del nero · e8 re del nero · f8 alfiere del nero · g8 cavallo del nero · h8 torre del nero · a7 pedone del nero · b7 pedone del nero · c7 pedone del nero · d7 pedone del nero · e7 pedone del nero · f7 pedone del nero · g7 pedone del nero · h7 pedone del nero · e4 pedone del bianco · a2 pedone del bianco · b2 pedone del bianco · c2 pedone del bianco · d2 pedone del bianco · f2 pedone del bianco · g2 pedone del bianco · h2 pedone del bianco · a1 torre del bianco · b1 cavallo del bianco · c1 alfiere del bianco · d1 donna del bianco · e1 re del bianco · f1 alfiere del bianco · g1 cavallo del bianco · h1 torre del bianco | a8 torre del nero · b8 cavallo del nero · c8 alfiere del nero · d8 donna del nero · e8 re del nero · f8 alfiere del nero · g8 cavallo del nero · h8 torre del nero · a7 pedone del nero · b7 pedone del nero · c7 pedone del nero · d7 pedone del nero · e7 pedone del nero · f7 pedone del nero · g7 pedone del nero · h7 pedone del nero · e4 pedone del bianco · a2 pedone del bianco · b2 pedone del bianco · c2 pedone del bianco · d2 pedone del bianco · f2 pedone del bianco · g2 pedone del bianco · h2 pedone del bianco · a1 torre del bianco · b1 cavallo del bianco · c1 alfiere del bianco · d1 donna del bianco · e1 re del bianco · f1 alfiere del bianco · g1 cavallo del bianco · h1 torre del bianco | a8 torre del nero · b8 cavallo del nero · c8 alfiere del nero · d8 donna del nero · e8 re del nero · f8 alfiere del nero · g8 cavallo del nero · h8 torre del nero · a7 pedone del nero · b7 pedone del nero · c7 pedone del nero · d7 pedone del nero · e7 pedone del nero · f7 pedone del nero · g7 pedone del nero · h7 pedone del nero · e4 pedone del bianco · a2 pedone del bianco · b2 pedone del bianco · c2 pedone del bianco · d2 pedone del bianco · f2 pedone del bianco · g2 pedone del bianco · h2 pedone del bianco · a1 torre del bianco · b1 cavallo del bianco · c1 alfiere del bianco · d1 donna del bianco · e1 re del bianco · f1 alfiere del bianco · g1 cavallo del bianco · h1 torre del bianco | a8 torre del nero · b8 cavallo del nero · c8 alfiere del nero · d8 donna del nero · e8 re del nero · f8 alfiere del nero · g8 cavallo del nero · h8 torre del nero · a7 pedone del nero · b7 pedone del nero · c7 pedone del nero · d7 pedone del nero · e7 pedone del nero · f7 pedone del nero · g7 pedone del nero · h7 pedone del nero · e4 pedone del bianco · a2 pedone del bianco · b2 pedone del bianco · c2 pedone del bianco · d2 pedone del bianco · f2 pedone del bianco · g2 pedone del bianco · h2 pedone del bianco · a1 torre del bianco · b1 cavallo del bianco · c1 alfiere del bianco · d1 donna del bianco · e1 re del bianco · f1 alfiere del bianco · g1 cavallo del bianco · h1 torre del bianco | a8 torre del nero · b8 cavallo del nero · c8 alfiere del nero · d8 donna del nero · e8 re del nero · f8 alfiere del nero · g8 cavallo del nero · h8 torre del nero · a7 pedone del nero · b7 pedone del nero · c7 pedone del nero · d7 pedone del nero · e7 pedone del nero · f7 pedone del nero · g7 pedone del nero · h7 pedone del nero · e4 pedone del bianco · a2 pedone del bianco · b2 pedone del bianco · c2 pedone del bianco · d2 pedone del bianco · f2 pedone del bianco · g2 pedone del bianco · h2 pedone del bianco · a1 torre del bianco · b1 cavallo del bianco · c1 alfiere del bianco · d1 donna del bianco · e1 re del bianco · f1 alfiere del bianco · g1 cavallo del bianco · h1 torre del bianco | a8 torre del nero · b8 cavallo del nero · c8 alfiere del nero · d8 donna del nero · e8 re del nero · f8 alfiere del nero · g8 cavallo del nero · h8 torre del nero · a7 pedone del nero · b7 pedone del nero · c7 pedone del nero · d7 pedone del nero · e7 pedone del nero · f7 pedone del nero · g7 pedone del nero · h7 pedone del nero · e4 pedone del bianco · a2 pedone del bianco · b2 pedone del bianco · c2 pedone del bianco · d2 pedone del bianco · f2 pedone del bianco · g2 pedone del bianco · h2 pedone del bianco · a1 torre del bianco · b1 cavallo del bianco · c1 alfiere del bianco · d1 donna del bianco · e1 re del bianco · f1 alfiere del bianco · g1 cavallo del bianco · h1 torre del bianco | a8 torre del nero · b8 cavallo del nero · c8 alfiere del nero · d8 donna del nero · e8 re del nero · f8 alfiere del nero · g8 cavallo del nero · h8 torre del nero · a7 pedone del nero · b7 pedone del nero · c7 pedone del nero · d7 pedone del nero · e7 pedone del nero · f7 pedone del nero · g7 pedone del nero · h7 pedone del nero · e4 pedone del bianco · a2 pedone del bianco · b2 pedone del bianco · c2 pedone del bianco · d2 pedone del bianco · f2 pedone del bianco · g2 pedone del bianco · h2 pedone del bianco · a1 torre del bianco · b1 cavallo del bianco · c1 alfiere del bianco · d1 donna del bianco · e1 re del bianco · f1 alfiere del bianco · g1 cavallo del bianco · h1 torre del bianco | 4 |
| 3 | a8 torre del nero · b8 cavallo del nero · c8 alfiere del nero · d8 donna del nero · e8 re del nero · f8 alfiere del nero · g8 cavallo del nero · h8 torre del nero · a7 pedone del nero · b7 pedone del nero · c7 pedone del nero · d7 pedone del nero · e7 pedone del nero · f7 pedone del nero · g7 pedone del nero · h7 pedone del nero · e4 pedone del bianco · a2 pedone del bianco · b2 pedone del bianco · c2 pedone del bianco · d2 pedone del bianco · f2 pedone del bianco · g2 pedone del bianco · h2 pedone del bianco · a1 torre del bianco · b1 cavallo del bianco · c1 alfiere del bianco · d1 donna del bianco · e1 re del bianco · f1 alfiere del bianco · g1 cavallo del bianco · h1 torre del bianco | a8 torre del nero · b8 cavallo del nero · c8 alfiere del nero · d8 donna del nero · e8 re del nero · f8 alfiere del nero · g8 cavallo del nero · h8 torre del nero · a7 pedone del nero · b7 pedone del nero · c7 pedone del nero · d7 pedone del nero · e7 pedone del nero · f7 pedone del nero · g7 pedone del nero · h7 pedone del nero · e4 pedone del bianco · a2 pedone del bianco · b2 pedone del bianco · c2 pedone del bianco · d2 pedone del bianco · f2 pedone del bianco · g2 pedone del bianco · h2 pedone del bianco · a1 torre del bianco · b1 cavallo del bianco · c1 alfiere del bianco · d1 donna del bianco · e1 re del bianco · f1 alfiere del bianco · g1 cavallo del bianco · h1 torre del bianco | a8 torre del nero · b8 cavallo del nero · c8 alfiere del nero · d8 donna del nero · e8 re del nero · f8 alfiere del nero · g8 cavallo del nero · h8 torre del nero · a7 pedone del nero · b7 pedone del nero · c7 pedone del nero · d7 pedone del nero · e7 pedone del nero · f7 pedone del nero · g7 pedone del nero · h7 pedone del nero · e4 pedone del bianco · a2 pedone del bianco · b2 pedone del bianco · c2 pedone del bianco · d2 pedone del bianco · f2 pedone del bianco · g2 pedone del bianco · h2 pedone del bianco · a1 torre del bianco · b1 cavallo del bianco · c1 alfiere del bianco · d1 donna del bianco · e1 re del bianco · f1 alfiere del bianco · g1 cavallo del bianco · h1 torre del bianco | a8 torre del nero · b8 cavallo del nero · c8 alfiere del nero · d8 donna del nero · e8 re del nero · f8 alfiere del nero · g8 cavallo del nero · h8 torre del nero · a7 pedone del nero · b7 pedone del nero · c7 pedone del nero · d7 pedone del nero · e7 pedone del nero · f7 pedone del nero · g7 pedone del nero · h7 pedone del nero · e4 pedone del bianco · a2 pedone del bianco · b2 pedone del bianco · c2 pedone del bianco · d2 pedone del bianco · f2 pedone del bianco · g2 pedone del bianco · h2 pedone del bianco · a1 torre del bianco · b1 cavallo del bianco · c1 alfiere del bianco · d1 donna del bianco · e1 re del bianco · f1 alfiere del bianco · g1 cavallo del bianco · h1 torre del bianco | a8 torre del nero · b8 cavallo del nero · c8 alfiere del nero · d8 donna del nero · e8 re del nero · f8 alfiere del nero · g8 cavallo del nero · h8 torre del nero · a7 pedone del nero · b7 pedone del nero · c7 pedone del nero · d7 pedone del nero · e7 pedone del nero · f7 pedone del nero · g7 pedone del nero · h7 pedone del nero · e4 pedone del bianco · a2 pedone del bianco · b2 pedone del bianco · c2 pedone del bianco · d2 pedone del bianco · f2 pedone del bianco · g2 pedone del bianco · h2 pedone del bianco · a1 torre del bianco · b1 cavallo del bianco · c1 alfiere del bianco · d1 donna del bianco · e1 re del bianco · f1 alfiere del bianco · g1 cavallo del bianco · h1 torre del bianco | a8 torre del nero · b8 cavallo del nero · c8 alfiere del nero · d8 donna del nero · e8 re del nero · f8 alfiere del nero · g8 cavallo del nero · h8 torre del nero · a7 pedone del nero · b7 pedone del nero · c7 pedone del nero · d7 pedone del nero · e7 pedone del nero · f7 pedone del nero · g7 pedone del nero · h7 pedone del nero · e4 pedone del bianco · a2 pedone del bianco · b2 pedone del bianco · c2 pedone del bianco · d2 pedone del bianco · f2 pedone del bianco · g2 pedone del bianco · h2 pedone del bianco · a1 torre del bianco · b1 cavallo del bianco · c1 alfiere del bianco · d1 donna del bianco · e1 re del bianco · f1 alfiere del bianco · g1 cavallo del bianco · h1 torre del bianco | a8 torre del nero · b8 cavallo del nero · c8 alfiere del nero · d8 donna del nero · e8 re del nero · f8 alfiere del nero · g8 cavallo del nero · h8 torre del nero · a7 pedone del nero · b7 pedone del nero · c7 pedone del nero · d7 pedone del nero · e7 pedone del nero · f7 pedone del nero · g7 pedone del nero · h7 pedone del nero · e4 pedone del bianco · a2 pedone del bianco · b2 pedone del bianco · c2 pedone del bianco · d2 pedone del bianco · f2 pedone del bianco · g2 pedone del bianco · h2 pedone del bianco · a1 torre del bianco · b1 cavallo del bianco · c1 alfiere del bianco · d1 donna del bianco · e1 re del bianco · f1 alfiere del bianco · g1 cavallo del bianco · h1 torre del bianco | a8 torre del nero · b8 cavallo del nero · c8 alfiere del nero · d8 donna del nero · e8 re del nero · f8 alfiere del nero · g8 cavallo del nero · h8 torre del nero · a7 pedone del nero · b7 pedone del nero · c7 pedone del nero · d7 pedone del nero · e7 pedone del nero · f7 pedone del nero · g7 pedone del nero · h7 pedone del nero · e4 pedone del bianco · a2 pedone del bianco · b2 pedone del bianco · c2 pedone del bianco · d2 pedone del bianco · f2 pedone del bianco · g2 pedone del bianco · h2 pedone del bianco · a1 torre del bianco · b1 cavallo del bianco · c1 alfiere del bianco · d1 donna del bianco · e1 re del bianco · f1 alfiere del bianco · g1 cavallo del bianco · h1 torre del bianco | 3 |
| 2 | a8 torre del nero · b8 cavallo del nero · c8 alfiere del nero · d8 donna del nero · e8 re del nero · f8 alfiere del nero · g8 cavallo del nero · h8 torre del nero · a7 pedone del nero · b7 pedone del nero · c7 pedone del nero · d7 pedone del nero · e7 pedone del nero · f7 pedone del nero · g7 pedone del nero · h7 pedone del nero · e4 pedone del bianco · a2 pedone del bianco · b2 pedone del bianco · c2 pedone del bianco · d2 pedone del bianco · f2 pedone del bianco · g2 pedone del bianco · h2 pedone del bianco · a1 torre del bianco · b1 cavallo del bianco · c1 alfiere del bianco · d1 donna del bianco · e1 re del bianco · f1 alfiere del bianco · g1 cavallo del bianco · h1 torre del bianco | a8 torre del nero · b8 cavallo del nero · c8 alfiere del nero · d8 donna del nero · e8 re del nero · f8 alfiere del nero · g8 cavallo del nero · h8 torre del nero · a7 pedone del nero · b7 pedone del nero · c7 pedone del nero · d7 pedone del nero · e7 pedone del nero · f7 pedone del nero · g7 pedone del nero · h7 pedone del nero · e4 pedone del bianco · a2 pedone del bianco · b2 pedone del bianco · c2 pedone del bianco · d2 pedone del bianco · f2 pedone del bianco · g2 pedone del bianco · h2 pedone del bianco · a1 torre del bianco · b1 cavallo del bianco · c1 alfiere del bianco · d1 donna del bianco · e1 re del bianco · f1 alfiere del bianco · g1 cavallo del bianco · h1 torre del bianco | a8 torre del nero · b8 cavallo del nero · c8 alfiere del nero · d8 donna del nero · e8 re del nero · f8 alfiere del nero · g8 cavallo del nero · h8 torre del nero · a7 pedone del nero · b7 pedone del nero · c7 pedone del nero · d7 pedone del nero · e7 pedone del nero · f7 pedone del nero · g7 pedone del nero · h7 pedone del nero · e4 pedone del bianco · a2 pedone del bianco · b2 pedone del bianco · c2 pedone del bianco · d2 pedone del bianco · f2 pedone del bianco · g2 pedone del bianco · h2 pedone del bianco · a1 torre del bianco · b1 cavallo del bianco · c1 alfiere del bianco · d1 donna del bianco · e1 re del bianco · f1 alfiere del bianco · g1 cavallo del bianco · h1 torre del bianco | a8 torre del nero · b8 cavallo del nero · c8 alfiere del nero · d8 donna del nero · e8 re del nero · f8 alfiere del nero · g8 cavallo del nero · h8 torre del nero · a7 pedone del nero · b7 pedone del nero · c7 pedone del nero · d7 pedone del nero · e7 pedone del nero · f7 pedone del nero · g7 pedone del nero · h7 pedone del nero · e4 pedone del bianco · a2 pedone del bianco · b2 pedone del bianco · c2 pedone del bianco · d2 pedone del bianco · f2 pedone del bianco · g2 pedone del bianco · h2 pedone del bianco · a1 torre del bianco · b1 cavallo del bianco · c1 alfiere del bianco · d1 donna del bianco · e1 re del bianco · f1 alfiere del bianco · g1 cavallo del bianco · h1 torre del bianco | a8 torre del nero · b8 cavallo del nero · c8 alfiere del nero · d8 donna del nero · e8 re del nero · f8 alfiere del nero · g8 cavallo del nero · h8 torre del nero · a7 pedone del nero · b7 pedone del nero · c7 pedone del nero · d7 pedone del nero · e7 pedone del nero · f7 pedone del nero · g7 pedone del nero · h7 pedone del nero · e4 pedone del bianco · a2 pedone del bianco · b2 pedone del bianco · c2 pedone del bianco · d2 pedone del bianco · f2 pedone del bianco · g2 pedone del bianco · h2 pedone del bianco · a1 torre del bianco · b1 cavallo del bianco · c1 alfiere del bianco · d1 donna del bianco · e1 re del bianco · f1 alfiere del bianco · g1 cavallo del bianco · h1 torre del bianco | a8 torre del nero · b8 cavallo del nero · c8 alfiere del nero · d8 donna del nero · e8 re del nero · f8 alfiere del nero · g8 cavallo del nero · h8 torre del nero · a7 pedone del nero · b7 pedone del nero · c7 pedone del nero · d7 pedone del nero · e7 pedone del nero · f7 pedone del nero · g7 pedone del nero · h7 pedone del nero · e4 pedone del bianco · a2 pedone del bianco · b2 pedone del bianco · c2 pedone del bianco · d2 pedone del bianco · f2 pedone del bianco · g2 pedone del bianco · h2 pedone del bianco · a1 torre del bianco · b1 cavallo del bianco · c1 alfiere del bianco · d1 donna del bianco · e1 re del bianco · f1 alfiere del bianco · g1 cavallo del bianco · h1 torre del bianco | a8 torre del nero · b8 cavallo del nero · c8 alfiere del nero · d8 donna del nero · e8 re del nero · f8 alfiere del nero · g8 cavallo del nero · h8 torre del nero · a7 pedone del nero · b7 pedone del nero · c7 pedone del nero · d7 pedone del nero · e7 pedone del nero · f7 pedone del nero · g7 pedone del nero · h7 pedone del nero · e4 pedone del bianco · a2 pedone del bianco · b2 pedone del bianco · c2 pedone del bianco · d2 pedone del bianco · f2 pedone del bianco · g2 pedone del bianco · h2 pedone del bianco · a1 torre del bianco · b1 cavallo del bianco · c1 alfiere del bianco · d1 donna del bianco · e1 re del bianco · f1 alfiere del bianco · g1 cavallo del bianco · h1 torre del bianco | a8 torre del nero · b8 cavallo del nero · c8 alfiere del nero · d8 donna del nero · e8 re del nero · f8 alfiere del nero · g8 cavallo del nero · h8 torre del nero · a7 pedone del nero · b7 pedone del nero · c7 pedone del nero · d7 pedone del nero · e7 pedone del nero · f7 pedone del nero · g7 pedone del nero · h7 pedone del nero · e4 pedone del bianco · a2 pedone del bianco · b2 pedone del bianco · c2 pedone del bianco · d2 pedone del bianco · f2 pedone del bianco · g2 pedone del bianco · h2 pedone del bianco · a1 torre del bianco · b1 cavallo del bianco · c1 alfiere del bianco · d1 donna del bianco · e1 re del bianco · f1 alfiere del bianco · g1 cavallo del bianco · h1 torre del bianco | 2 |
| 1 | a8 torre del nero · b8 cavallo del nero · c8 alfiere del nero · d8 donna del nero · e8 re del nero · f8 alfiere del nero · g8 cavallo del nero · h8 torre del nero · a7 pedone del nero · b7 pedone del nero · c7 pedone del nero · d7 pedone del nero · e7 pedone del nero · f7 pedone del nero · g7 pedone del nero · h7 pedone del nero · e4 pedone del bianco · a2 pedone del bianco · b2 pedone del bianco · c2 pedone del bianco · d2 pedone del bianco · f2 pedone del bianco · g2 pedone del bianco · h2 pedone del bianco · a1 torre del bianco · b1 cavallo del bianco · c1 alfiere del bianco · d1 donna del bianco · e1 re del bianco · f1 alfiere del bianco · g1 cavallo del bianco · h1 torre del bianco | a8 torre del nero · b8 cavallo del nero · c8 alfiere del nero · d8 donna del nero · e8 re del nero · f8 alfiere del nero · g8 cavallo del nero · h8 torre del nero · a7 pedone del nero · b7 pedone del nero · c7 pedone del nero · d7 pedone del nero · e7 pedone del nero · f7 pedone del nero · g7 pedone del nero · h7 pedone del nero · e4 pedone del bianco · a2 pedone del bianco · b2 pedone del bianco · c2 pedone del bianco · d2 pedone del bianco · f2 pedone del bianco · g2 pedone del bianco · h2 pedone del bianco · a1 torre del bianco · b1 cavallo del bianco · c1 alfiere del bianco · d1 donna del bianco · e1 re del bianco · f1 alfiere del bianco · g1 cavallo del bianco · h1 torre del bianco | a8 torre del nero · b8 cavallo del nero · c8 alfiere del nero · d8 donna del nero · e8 re del nero · f8 alfiere del nero · g8 cavallo del nero · h8 torre del nero · a7 pedone del nero · b7 pedone del nero · c7 pedone del nero · d7 pedone del nero · e7 pedone del nero · f7 pedone del nero · g7 pedone del nero · h7 pedone del nero · e4 pedone del bianco · a2 pedone del bianco · b2 pedone del bianco · c2 pedone del bianco · d2 pedone del bianco · f2 pedone del bianco · g2 pedone del bianco · h2 pedone del bianco · a1 torre del bianco · b1 cavallo del bianco · c1 alfiere del bianco · d1 donna del bianco · e1 re del bianco · f1 alfiere del bianco · g1 cavallo del bianco · h1 torre del bianco | a8 torre del nero · b8 cavallo del nero · c8 alfiere del nero · d8 donna del nero · e8 re del nero · f8 alfiere del nero · g8 cavallo del nero · h8 torre del nero · a7 pedone del nero · b7 pedone del nero · c7 pedone del nero · d7 pedone del nero · e7 pedone del nero · f7 pedone del nero · g7 pedone del nero · h7 pedone del nero · e4 pedone del bianco · a2 pedone del bianco · b2 pedone del bianco · c2 pedone del bianco · d2 pedone del bianco · f2 pedone del bianco · g2 pedone del bianco · h2 pedone del bianco · a1 torre del bianco · b1 cavallo del bianco · c1 alfiere del bianco · d1 donna del bianco · e1 re del bianco · f1 alfiere del bianco · g1 cavallo del bianco · h1 torre del bianco | a8 torre del nero · b8 cavallo del nero · c8 alfiere del nero · d8 donna del nero · e8 re del nero · f8 alfiere del nero · g8 cavallo del nero · h8 torre del nero · a7 pedone del nero · b7 pedone del nero · c7 pedone del nero · d7 pedone del nero · e7 pedone del nero · f7 pedone del nero · g7 pedone del nero · h7 pedone del nero · e4 pedone del bianco · a2 pedone del bianco · b2 pedone del bianco · c2 pedone del bianco · d2 pedone del bianco · f2 pedone del bianco · g2 pedone del bianco · h2 pedone del bianco · a1 torre del bianco · b1 cavallo del bianco · c1 alfiere del bianco · d1 donna del bianco · e1 re del bianco · f1 alfiere del bianco · g1 cavallo del bianco · h1 torre del bianco | a8 torre del nero · b8 cavallo del nero · c8 alfiere del nero · d8 donna del nero · e8 re del nero · f8 alfiere del nero · g8 cavallo del nero · h8 torre del nero · a7 pedone del nero · b7 pedone del nero · c7 pedone del nero · d7 pedone del nero · e7 pedone del nero · f7 pedone del nero · g7 pedone del nero · h7 pedone del nero · e4 pedone del bianco · a2 pedone del bianco · b2 pedone del bianco · c2 pedone del bianco · d2 pedone del bianco · f2 pedone del bianco · g2 pedone del bianco · h2 pedone del bianco · a1 torre del bianco · b1 cavallo del bianco · c1 alfiere del bianco · d1 donna del bianco · e1 re del bianco · f1 alfiere del bianco · g1 cavallo del bianco · h1 torre del bianco | a8 torre del nero · b8 cavallo del nero · c8 alfiere del nero · d8 donna del nero · e8 re del nero · f8 alfiere del nero · g8 cavallo del nero · h8 torre del nero · a7 pedone del nero · b7 pedone del nero · c7 pedone del nero · d7 pedone del nero · e7 pedone del nero · f7 pedone del nero · g7 pedone del nero · h7 pedone del nero · e4 pedone del bianco · a2 pedone del bianco · b2 pedone del bianco · c2 pedone del bianco · d2 pedone del bianco · f2 pedone del bianco · g2 pedone del bianco · h2 pedone del bianco · a1 torre del bianco · b1 cavallo del bianco · c1 alfiere del bianco · d1 donna del bianco · e1 re del bianco · f1 alfiere del bianco · g1 cavallo del bianco · h1 torre del bianco | a8 torre del nero · b8 cavallo del nero · c8 alfiere del nero · d8 donna del nero · e8 re del nero · f8 alfiere del nero · g8 cavallo del nero · h8 torre del nero · a7 pedone del nero · b7 pedone del nero · c7 pedone del nero · d7 pedone del nero · e7 pedone del nero · f7 pedone del nero · g7 pedone del nero · h7 pedone del nero · e4 pedone del bianco · a2 pedone del bianco · b2 pedone del bianco · c2 pedone del bianco · d2 pedone del bianco · f2 pedone del bianco · g2 pedone del bianco · h2 pedone del bianco · a1 torre del bianco · b1 cavallo del bianco · c1 alfiere del bianco · d1 donna del bianco · e1 re del bianco · f1 alfiere del bianco · g1 cavallo del bianco · h1 torre del bianco | 1 |
|   | a | b | c | d | e | f | g | h |   |

Sebbene sia un'opinione di minoranza, tre rilevanti maestri del ventesimo secolo hanno sostenuto che il vantaggio del Bianco sia sufficiente a vincere con il miglior gioco possibile. Weaver Adams, uno dei maggiori giocatori statunitensi negli anni precedenti la seconda guerra mondiale, fu il più noto fautore di questa opinione, che introdusse nel suo libro del 1939 White to Play and Win e continuò a sostenere successivamente in libri e articoli fino alla sua morte nel 1963. Adams pensava che la mossa più forte per il Bianco fosse 1.e4, e che se i due giocatori avessero mosso al meglio, il Bianco avrebbe vinto.
L'opinione di Adams fu largamente ridicolizzata. Larry Evans scrisse nel 1962 che "Adams e i suoi compari potrebbero essere collegati ai radicali di destra degli scacchi. [...] Weaver non è felice di una mediazione come la parità. Tutto o nulla, logica di destra." (Mr. Adams and his cronies may be linked to the radical right wing of chess. [...] Weaver is not content with such halfway measures as equality. All or nothing—right-wing logic, true to form.) Adams non riuscì a dimostrare la validità della sua teoria nella pratica di gioco: l'anno dopo la pubblicazione del suo libro, alla finale del campionato open degli Stati Uniti, ottenne solo una patta con il Bianco, vincendo le quattro partite con il Nero. Adams perse anche un match contro il Maestro Internazionale Israel Albert Horowitz, pur giocando sempre con il Bianco.
Secondo Svešnikov, Vsevolod Rauzer, uno dei maggiori giocatori sovietici negli anni Trenta, sosteneva allo stesso modo che 1.e4 fosse vincente per il Bianco.

#### Il Bianco vince con 1.d4
|   | a | b | c | d | e | f | g | h |   |
| 8 | a8 torre del nero · b8 cavallo del nero · c8 alfiere del nero · d8 donna del nero · e8 re del nero · f8 alfiere del nero · g8 cavallo del nero · h8 torre del nero · a7 pedone del nero · b7 pedone del nero · c7 pedone del nero · d7 pedone del nero · e7 pedone del nero · f7 pedone del nero · g7 pedone del nero · h7 pedone del nero · d4 pedone del bianco · a2 pedone del bianco · b2 pedone del bianco · c2 pedone del bianco · e2 pedone del bianco · f2 pedone del bianco · g2 pedone del bianco · h2 pedone del bianco · a1 torre del bianco · b1 cavallo del bianco · c1 alfiere del bianco · d1 donna del bianco · e1 re del bianco · f1 alfiere del bianco · g1 cavallo del bianco · h1 torre del bianco | a8 torre del nero · b8 cavallo del nero · c8 alfiere del nero · d8 donna del nero · e8 re del nero · f8 alfiere del nero · g8 cavallo del nero · h8 torre del nero · a7 pedone del nero · b7 pedone del nero · c7 pedone del nero · d7 pedone del nero · e7 pedone del nero · f7 pedone del nero · g7 pedone del nero · h7 pedone del nero · d4 pedone del bianco · a2 pedone del bianco · b2 pedone del bianco · c2 pedone del bianco · e2 pedone del bianco · f2 pedone del bianco · g2 pedone del bianco · h2 pedone del bianco · a1 torre del bianco · b1 cavallo del bianco · c1 alfiere del bianco · d1 donna del bianco · e1 re del bianco · f1 alfiere del bianco · g1 cavallo del bianco · h1 torre del bianco | a8 torre del nero · b8 cavallo del nero · c8 alfiere del nero · d8 donna del nero · e8 re del nero · f8 alfiere del nero · g8 cavallo del nero · h8 torre del nero · a7 pedone del nero · b7 pedone del nero · c7 pedone del nero · d7 pedone del nero · e7 pedone del nero · f7 pedone del nero · g7 pedone del nero · h7 pedone del nero · d4 pedone del bianco · a2 pedone del bianco · b2 pedone del bianco · c2 pedone del bianco · e2 pedone del bianco · f2 pedone del bianco · g2 pedone del bianco · h2 pedone del bianco · a1 torre del bianco · b1 cavallo del bianco · c1 alfiere del bianco · d1 donna del bianco · e1 re del bianco · f1 alfiere del bianco · g1 cavallo del bianco · h1 torre del bianco | a8 torre del nero · b8 cavallo del nero · c8 alfiere del nero · d8 donna del nero · e8 re del nero · f8 alfiere del nero · g8 cavallo del nero · h8 torre del nero · a7 pedone del nero · b7 pedone del nero · c7 pedone del nero · d7 pedone del nero · e7 pedone del nero · f7 pedone del nero · g7 pedone del nero · h7 pedone del nero · d4 pedone del bianco · a2 pedone del bianco · b2 pedone del bianco · c2 pedone del bianco · e2 pedone del bianco · f2 pedone del bianco · g2 pedone del bianco · h2 pedone del bianco · a1 torre del bianco · b1 cavallo del bianco · c1 alfiere del bianco · d1 donna del bianco · e1 re del bianco · f1 alfiere del bianco · g1 cavallo del bianco · h1 torre del bianco | a8 torre del nero · b8 cavallo del nero · c8 alfiere del nero · d8 donna del nero · e8 re del nero · f8 alfiere del nero · g8 cavallo del nero · h8 torre del nero · a7 pedone del nero · b7 pedone del nero · c7 pedone del nero · d7 pedone del nero · e7 pedone del nero · f7 pedone del nero · g7 pedone del nero · h7 pedone del nero · d4 pedone del bianco · a2 pedone del bianco · b2 pedone del bianco · c2 pedone del bianco · e2 pedone del bianco · f2 pedone del bianco · g2 pedone del bianco · h2 pedone del bianco · a1 torre del bianco · b1 cavallo del bianco · c1 alfiere del bianco · d1 donna del bianco · e1 re del bianco · f1 alfiere del bianco · g1 cavallo del bianco · h1 torre del bianco | a8 torre del nero · b8 cavallo del nero · c8 alfiere del nero · d8 donna del nero · e8 re del nero · f8 alfiere del nero · g8 cavallo del nero · h8 torre del nero · a7 pedone del nero · b7 pedone del nero · c7 pedone del nero · d7 pedone del nero · e7 pedone del nero · f7 pedone del nero · g7 pedone del nero · h7 pedone del nero · d4 pedone del bianco · a2 pedone del bianco · b2 pedone del bianco · c2 pedone del bianco · e2 pedone del bianco · f2 pedone del bianco · g2 pedone del bianco · h2 pedone del bianco · a1 torre del bianco · b1 cavallo del bianco · c1 alfiere del bianco · d1 donna del bianco · e1 re del bianco · f1 alfiere del bianco · g1 cavallo del bianco · h1 torre del bianco | a8 torre del nero · b8 cavallo del nero · c8 alfiere del nero · d8 donna del nero · e8 re del nero · f8 alfiere del nero · g8 cavallo del nero · h8 torre del nero · a7 pedone del nero · b7 pedone del nero · c7 pedone del nero · d7 pedone del nero · e7 pedone del nero · f7 pedone del nero · g7 pedone del nero · h7 pedone del nero · d4 pedone del bianco · a2 pedone del bianco · b2 pedone del bianco · c2 pedone del bianco · e2 pedone del bianco · f2 pedone del bianco · g2 pedone del bianco · h2 pedone del bianco · a1 torre del bianco · b1 cavallo del bianco · c1 alfiere del bianco · d1 donna del bianco · e1 re del bianco · f1 alfiere del bianco · g1 cavallo del bianco · h1 torre del bianco | a8 torre del nero · b8 cavallo del nero · c8 alfiere del nero · d8 donna del nero · e8 re del nero · f8 alfiere del nero · g8 cavallo del nero · h8 torre del nero · a7 pedone del nero · b7 pedone del nero · c7 pedone del nero · d7 pedone del nero · e7 pedone del nero · f7 pedone del nero · g7 pedone del nero · h7 pedone del nero · d4 pedone del bianco · a2 pedone del bianco · b2 pedone del bianco · c2 pedone del bianco · e2 pedone del bianco · f2 pedone del bianco · g2 pedone del bianco · h2 pedone del bianco · a1 torre del bianco · b1 cavallo del bianco · c1 alfiere del bianco · d1 donna del bianco · e1 re del bianco · f1 alfiere del bianco · g1 cavallo del bianco · h1 torre del bianco | 8 |
| 7 | a8 torre del nero · b8 cavallo del nero · c8 alfiere del nero · d8 donna del nero · e8 re del nero · f8 alfiere del nero · g8 cavallo del nero · h8 torre del nero · a7 pedone del nero · b7 pedone del nero · c7 pedone del nero · d7 pedone del nero · e7 pedone del nero · f7 pedone del nero · g7 pedone del nero · h7 pedone del nero · d4 pedone del bianco · a2 pedone del bianco · b2 pedone del bianco · c2 pedone del bianco · e2 pedone del bianco · f2 pedone del bianco · g2 pedone del bianco · h2 pedone del bianco · a1 torre del bianco · b1 cavallo del bianco · c1 alfiere del bianco · d1 donna del bianco · e1 re del bianco · f1 alfiere del bianco · g1 cavallo del bianco · h1 torre del bianco | a8 torre del nero · b8 cavallo del nero · c8 alfiere del nero · d8 donna del nero · e8 re del nero · f8 alfiere del nero · g8 cavallo del nero · h8 torre del nero · a7 pedone del nero · b7 pedone del nero · c7 pedone del nero · d7 pedone del nero · e7 pedone del nero · f7 pedone del nero · g7 pedone del nero · h7 pedone del nero · d4 pedone del bianco · a2 pedone del bianco · b2 pedone del bianco · c2 pedone del bianco · e2 pedone del bianco · f2 pedone del bianco · g2 pedone del bianco · h2 pedone del bianco · a1 torre del bianco · b1 cavallo del bianco · c1 alfiere del bianco · d1 donna del bianco · e1 re del bianco · f1 alfiere del bianco · g1 cavallo del bianco · h1 torre del bianco | a8 torre del nero · b8 cavallo del nero · c8 alfiere del nero · d8 donna del nero · e8 re del nero · f8 alfiere del nero · g8 cavallo del nero · h8 torre del nero · a7 pedone del nero · b7 pedone del nero · c7 pedone del nero · d7 pedone del nero · e7 pedone del nero · f7 pedone del nero · g7 pedone del nero · h7 pedone del nero · d4 pedone del bianco · a2 pedone del bianco · b2 pedone del bianco · c2 pedone del bianco · e2 pedone del bianco · f2 pedone del bianco · g2 pedone del bianco · h2 pedone del bianco · a1 torre del bianco · b1 cavallo del bianco · c1 alfiere del bianco · d1 donna del bianco · e1 re del bianco · f1 alfiere del bianco · g1 cavallo del bianco · h1 torre del bianco | a8 torre del nero · b8 cavallo del nero · c8 alfiere del nero · d8 donna del nero · e8 re del nero · f8 alfiere del nero · g8 cavallo del nero · h8 torre del nero · a7 pedone del nero · b7 pedone del nero · c7 pedone del nero · d7 pedone del nero · e7 pedone del nero · f7 pedone del nero · g7 pedone del nero · h7 pedone del nero · d4 pedone del bianco · a2 pedone del bianco · b2 pedone del bianco · c2 pedone del bianco · e2 pedone del bianco · f2 pedone del bianco · g2 pedone del bianco · h2 pedone del bianco · a1 torre del bianco · b1 cavallo del bianco · c1 alfiere del bianco · d1 donna del bianco · e1 re del bianco · f1 alfiere del bianco · g1 cavallo del bianco · h1 torre del bianco | a8 torre del nero · b8 cavallo del nero · c8 alfiere del nero · d8 donna del nero · e8 re del nero · f8 alfiere del nero · g8 cavallo del nero · h8 torre del nero · a7 pedone del nero · b7 pedone del nero · c7 pedone del nero · d7 pedone del nero · e7 pedone del nero · f7 pedone del nero · g7 pedone del nero · h7 pedone del nero · d4 pedone del bianco · a2 pedone del bianco · b2 pedone del bianco · c2 pedone del bianco · e2 pedone del bianco · f2 pedone del bianco · g2 pedone del bianco · h2 pedone del bianco · a1 torre del bianco · b1 cavallo del bianco · c1 alfiere del bianco · d1 donna del bianco · e1 re del bianco · f1 alfiere del bianco · g1 cavallo del bianco · h1 torre del bianco | a8 torre del nero · b8 cavallo del nero · c8 alfiere del nero · d8 donna del nero · e8 re del nero · f8 alfiere del nero · g8 cavallo del nero · h8 torre del nero · a7 pedone del nero · b7 pedone del nero · c7 pedone del nero · d7 pedone del nero · e7 pedone del nero · f7 pedone del nero · g7 pedone del nero · h7 pedone del nero · d4 pedone del bianco · a2 pedone del bianco · b2 pedone del bianco · c2 pedone del bianco · e2 pedone del bianco · f2 pedone del bianco · g2 pedone del bianco · h2 pedone del bianco · a1 torre del bianco · b1 cavallo del bianco · c1 alfiere del bianco · d1 donna del bianco · e1 re del bianco · f1 alfiere del bianco · g1 cavallo del bianco · h1 torre del bianco | a8 torre del nero · b8 cavallo del nero · c8 alfiere del nero · d8 donna del nero · e8 re del nero · f8 alfiere del nero · g8 cavallo del nero · h8 torre del nero · a7 pedone del nero · b7 pedone del nero · c7 pedone del nero · d7 pedone del nero · e7 pedone del nero · f7 pedone del nero · g7 pedone del nero · h7 pedone del nero · d4 pedone del bianco · a2 pedone del bianco · b2 pedone del bianco · c2 pedone del bianco · e2 pedone del bianco · f2 pedone del bianco · g2 pedone del bianco · h2 pedone del bianco · a1 torre del bianco · b1 cavallo del bianco · c1 alfiere del bianco · d1 donna del bianco · e1 re del bianco · f1 alfiere del bianco · g1 cavallo del bianco · h1 torre del bianco | a8 torre del nero · b8 cavallo del nero · c8 alfiere del nero · d8 donna del nero · e8 re del nero · f8 alfiere del nero · g8 cavallo del nero · h8 torre del nero · a7 pedone del nero · b7 pedone del nero · c7 pedone del nero · d7 pedone del nero · e7 pedone del nero · f7 pedone del nero · g7 pedone del nero · h7 pedone del nero · d4 pedone del bianco · a2 pedone del bianco · b2 pedone del bianco · c2 pedone del bianco · e2 pedone del bianco · f2 pedone del bianco · g2 pedone del bianco · h2 pedone del bianco · a1 torre del bianco · b1 cavallo del bianco · c1 alfiere del bianco · d1 donna del bianco · e1 re del bianco · f1 alfiere del bianco · g1 cavallo del bianco · h1 torre del bianco | 7 |
| 6 | a8 torre del nero · b8 cavallo del nero · c8 alfiere del nero · d8 donna del nero · e8 re del nero · f8 alfiere del nero · g8 cavallo del nero · h8 torre del nero · a7 pedone del nero · b7 pedone del nero · c7 pedone del nero · d7 pedone del nero · e7 pedone del nero · f7 pedone del nero · g7 pedone del nero · h7 pedone del nero · d4 pedone del bianco · a2 pedone del bianco · b2 pedone del bianco · c2 pedone del bianco · e2 pedone del bianco · f2 pedone del bianco · g2 pedone del bianco · h2 pedone del bianco · a1 torre del bianco · b1 cavallo del bianco · c1 alfiere del bianco · d1 donna del bianco · e1 re del bianco · f1 alfiere del bianco · g1 cavallo del bianco · h1 torre del bianco | a8 torre del nero · b8 cavallo del nero · c8 alfiere del nero · d8 donna del nero · e8 re del nero · f8 alfiere del nero · g8 cavallo del nero · h8 torre del nero · a7 pedone del nero · b7 pedone del nero · c7 pedone del nero · d7 pedone del nero · e7 pedone del nero · f7 pedone del nero · g7 pedone del nero · h7 pedone del nero · d4 pedone del bianco · a2 pedone del bianco · b2 pedone del bianco · c2 pedone del bianco · e2 pedone del bianco · f2 pedone del bianco · g2 pedone del bianco · h2 pedone del bianco · a1 torre del bianco · b1 cavallo del bianco · c1 alfiere del bianco · d1 donna del bianco · e1 re del bianco · f1 alfiere del bianco · g1 cavallo del bianco · h1 torre del bianco | a8 torre del nero · b8 cavallo del nero · c8 alfiere del nero · d8 donna del nero · e8 re del nero · f8 alfiere del nero · g8 cavallo del nero · h8 torre del nero · a7 pedone del nero · b7 pedone del nero · c7 pedone del nero · d7 pedone del nero · e7 pedone del nero · f7 pedone del nero · g7 pedone del nero · h7 pedone del nero · d4 pedone del bianco · a2 pedone del bianco · b2 pedone del bianco · c2 pedone del bianco · e2 pedone del bianco · f2 pedone del bianco · g2 pedone del bianco · h2 pedone del bianco · a1 torre del bianco · b1 cavallo del bianco · c1 alfiere del bianco · d1 donna del bianco · e1 re del bianco · f1 alfiere del bianco · g1 cavallo del bianco · h1 torre del bianco | a8 torre del nero · b8 cavallo del nero · c8 alfiere del nero · d8 donna del nero · e8 re del nero · f8 alfiere del nero · g8 cavallo del nero · h8 torre del nero · a7 pedone del nero · b7 pedone del nero · c7 pedone del nero · d7 pedone del nero · e7 pedone del nero · f7 pedone del nero · g7 pedone del nero · h7 pedone del nero · d4 pedone del bianco · a2 pedone del bianco · b2 pedone del bianco · c2 pedone del bianco · e2 pedone del bianco · f2 pedone del bianco · g2 pedone del bianco · h2 pedone del bianco · a1 torre del bianco · b1 cavallo del bianco · c1 alfiere del bianco · d1 donna del bianco · e1 re del bianco · f1 alfiere del bianco · g1 cavallo del bianco · h1 torre del bianco | a8 torre del nero · b8 cavallo del nero · c8 alfiere del nero · d8 donna del nero · e8 re del nero · f8 alfiere del nero · g8 cavallo del nero · h8 torre del nero · a7 pedone del nero · b7 pedone del nero · c7 pedone del nero · d7 pedone del nero · e7 pedone del nero · f7 pedone del nero · g7 pedone del nero · h7 pedone del nero · d4 pedone del bianco · a2 pedone del bianco · b2 pedone del bianco · c2 pedone del bianco · e2 pedone del bianco · f2 pedone del bianco · g2 pedone del bianco · h2 pedone del bianco · a1 torre del bianco · b1 cavallo del bianco · c1 alfiere del bianco · d1 donna del bianco · e1 re del bianco · f1 alfiere del bianco · g1 cavallo del bianco · h1 torre del bianco | a8 torre del nero · b8 cavallo del nero · c8 alfiere del nero · d8 donna del nero · e8 re del nero · f8 alfiere del nero · g8 cavallo del nero · h8 torre del nero · a7 pedone del nero · b7 pedone del nero · c7 pedone del nero · d7 pedone del nero · e7 pedone del nero · f7 pedone del nero · g7 pedone del nero · h7 pedone del nero · d4 pedone del bianco · a2 pedone del bianco · b2 pedone del bianco · c2 pedone del bianco · e2 pedone del bianco · f2 pedone del bianco · g2 pedone del bianco · h2 pedone del bianco · a1 torre del bianco · b1 cavallo del bianco · c1 alfiere del bianco · d1 donna del bianco · e1 re del bianco · f1 alfiere del bianco · g1 cavallo del bianco · h1 torre del bianco | a8 torre del nero · b8 cavallo del nero · c8 alfiere del nero · d8 donna del nero · e8 re del nero · f8 alfiere del nero · g8 cavallo del nero · h8 torre del nero · a7 pedone del nero · b7 pedone del nero · c7 pedone del nero · d7 pedone del nero · e7 pedone del nero · f7 pedone del nero · g7 pedone del nero · h7 pedone del nero · d4 pedone del bianco · a2 pedone del bianco · b2 pedone del bianco · c2 pedone del bianco · e2 pedone del bianco · f2 pedone del bianco · g2 pedone del bianco · h2 pedone del bianco · a1 torre del bianco · b1 cavallo del bianco · c1 alfiere del bianco · d1 donna del bianco · e1 re del bianco · f1 alfiere del bianco · g1 cavallo del bianco · h1 torre del bianco | a8 torre del nero · b8 cavallo del nero · c8 alfiere del nero · d8 donna del nero · e8 re del nero · f8 alfiere del nero · g8 cavallo del nero · h8 torre del nero · a7 pedone del nero · b7 pedone del nero · c7 pedone del nero · d7 pedone del nero · e7 pedone del nero · f7 pedone del nero · g7 pedone del nero · h7 pedone del nero · d4 pedone del bianco · a2 pedone del bianco · b2 pedone del bianco · c2 pedone del bianco · e2 pedone del bianco · f2 pedone del bianco · g2 pedone del bianco · h2 pedone del bianco · a1 torre del bianco · b1 cavallo del bianco · c1 alfiere del bianco · d1 donna del bianco · e1 re del bianco · f1 alfiere del bianco · g1 cavallo del bianco · h1 torre del bianco | 6 |
| 5 | a8 torre del nero · b8 cavallo del nero · c8 alfiere del nero · d8 donna del nero · e8 re del nero · f8 alfiere del nero · g8 cavallo del nero · h8 torre del nero · a7 pedone del nero · b7 pedone del nero · c7 pedone del nero · d7 pedone del nero · e7 pedone del nero · f7 pedone del nero · g7 pedone del nero · h7 pedone del nero · d4 pedone del bianco · a2 pedone del bianco · b2 pedone del bianco · c2 pedone del bianco · e2 pedone del bianco · f2 pedone del bianco · g2 pedone del bianco · h2 pedone del bianco · a1 torre del bianco · b1 cavallo del bianco · c1 alfiere del bianco · d1 donna del bianco · e1 re del bianco · f1 alfiere del bianco · g1 cavallo del bianco · h1 torre del bianco | a8 torre del nero · b8 cavallo del nero · c8 alfiere del nero · d8 donna del nero · e8 re del nero · f8 alfiere del nero · g8 cavallo del nero · h8 torre del nero · a7 pedone del nero · b7 pedone del nero · c7 pedone del nero · d7 pedone del nero · e7 pedone del nero · f7 pedone del nero · g7 pedone del nero · h7 pedone del nero · d4 pedone del bianco · a2 pedone del bianco · b2 pedone del bianco · c2 pedone del bianco · e2 pedone del bianco · f2 pedone del bianco · g2 pedone del bianco · h2 pedone del bianco · a1 torre del bianco · b1 cavallo del bianco · c1 alfiere del bianco · d1 donna del bianco · e1 re del bianco · f1 alfiere del bianco · g1 cavallo del bianco · h1 torre del bianco | a8 torre del nero · b8 cavallo del nero · c8 alfiere del nero · d8 donna del nero · e8 re del nero · f8 alfiere del nero · g8 cavallo del nero · h8 torre del nero · a7 pedone del nero · b7 pedone del nero · c7 pedone del nero · d7 pedone del nero · e7 pedone del nero · f7 pedone del nero · g7 pedone del nero · h7 pedone del nero · d4 pedone del bianco · a2 pedone del bianco · b2 pedone del bianco · c2 pedone del bianco · e2 pedone del bianco · f2 pedone del bianco · g2 pedone del bianco · h2 pedone del bianco · a1 torre del bianco · b1 cavallo del bianco · c1 alfiere del bianco · d1 donna del bianco · e1 re del bianco · f1 alfiere del bianco · g1 cavallo del bianco · h1 torre del bianco | a8 torre del nero · b8 cavallo del nero · c8 alfiere del nero · d8 donna del nero · e8 re del nero · f8 alfiere del nero · g8 cavallo del nero · h8 torre del nero · a7 pedone del nero · b7 pedone del nero · c7 pedone del nero · d7 pedone del nero · e7 pedone del nero · f7 pedone del nero · g7 pedone del nero · h7 pedone del nero · d4 pedone del bianco · a2 pedone del bianco · b2 pedone del bianco · c2 pedone del bianco · e2 pedone del bianco · f2 pedone del bianco · g2 pedone del bianco · h2 pedone del bianco · a1 torre del bianco · b1 cavallo del bianco · c1 alfiere del bianco · d1 donna del bianco · e1 re del bianco · f1 alfiere del bianco · g1 cavallo del bianco · h1 torre del bianco | a8 torre del nero · b8 cavallo del nero · c8 alfiere del nero · d8 donna del nero · e8 re del nero · f8 alfiere del nero · g8 cavallo del nero · h8 torre del nero · a7 pedone del nero · b7 pedone del nero · c7 pedone del nero · d7 pedone del nero · e7 pedone del nero · f7 pedone del nero · g7 pedone del nero · h7 pedone del nero · d4 pedone del bianco · a2 pedone del bianco · b2 pedone del bianco · c2 pedone del bianco · e2 pedone del bianco · f2 pedone del bianco · g2 pedone del bianco · h2 pedone del bianco · a1 torre del bianco · b1 cavallo del bianco · c1 alfiere del bianco · d1 donna del bianco · e1 re del bianco · f1 alfiere del bianco · g1 cavallo del bianco · h1 torre del bianco | a8 torre del nero · b8 cavallo del nero · c8 alfiere del nero · d8 donna del nero · e8 re del nero · f8 alfiere del nero · g8 cavallo del nero · h8 torre del nero · a7 pedone del nero · b7 pedone del nero · c7 pedone del nero · d7 pedone del nero · e7 pedone del nero · f7 pedone del nero · g7 pedone del nero · h7 pedone del nero · d4 pedone del bianco · a2 pedone del bianco · b2 pedone del bianco · c2 pedone del bianco · e2 pedone del bianco · f2 pedone del bianco · g2 pedone del bianco · h2 pedone del bianco · a1 torre del bianco · b1 cavallo del bianco · c1 alfiere del bianco · d1 donna del bianco · e1 re del bianco · f1 alfiere del bianco · g1 cavallo del bianco · h1 torre del bianco | a8 torre del nero · b8 cavallo del nero · c8 alfiere del nero · d8 donna del nero · e8 re del nero · f8 alfiere del nero · g8 cavallo del nero · h8 torre del nero · a7 pedone del nero · b7 pedone del nero · c7 pedone del nero · d7 pedone del nero · e7 pedone del nero · f7 pedone del nero · g7 pedone del nero · h7 pedone del nero · d4 pedone del bianco · a2 pedone del bianco · b2 pedone del bianco · c2 pedone del bianco · e2 pedone del bianco · f2 pedone del bianco · g2 pedone del bianco · h2 pedone del bianco · a1 torre del bianco · b1 cavallo del bianco · c1 alfiere del bianco · d1 donna del bianco · e1 re del bianco · f1 alfiere del bianco · g1 cavallo del bianco · h1 torre del bianco | a8 torre del nero · b8 cavallo del nero · c8 alfiere del nero · d8 donna del nero · e8 re del nero · f8 alfiere del nero · g8 cavallo del nero · h8 torre del nero · a7 pedone del nero · b7 pedone del nero · c7 pedone del nero · d7 pedone del nero · e7 pedone del nero · f7 pedone del nero · g7 pedone del nero · h7 pedone del nero · d4 pedone del bianco · a2 pedone del bianco · b2 pedone del bianco · c2 pedone del bianco · e2 pedone del bianco · f2 pedone del bianco · g2 pedone del bianco · h2 pedone del bianco · a1 torre del bianco · b1 cavallo del bianco · c1 alfiere del bianco · d1 donna del bianco · e1 re del bianco · f1 alfiere del bianco · g1 cavallo del bianco · h1 torre del bianco | 5 |
| 4 | a8 torre del nero · b8 cavallo del nero · c8 alfiere del nero · d8 donna del nero · e8 re del nero · f8 alfiere del nero · g8 cavallo del nero · h8 torre del nero · a7 pedone del nero · b7 pedone del nero · c7 pedone del nero · d7 pedone del nero · e7 pedone del nero · f7 pedone del nero · g7 pedone del nero · h7 pedone del nero · d4 pedone del bianco · a2 pedone del bianco · b2 pedone del bianco · c2 pedone del bianco · e2 pedone del bianco · f2 pedone del bianco · g2 pedone del bianco · h2 pedone del bianco · a1 torre del bianco · b1 cavallo del bianco · c1 alfiere del bianco · d1 donna del bianco · e1 re del bianco · f1 alfiere del bianco · g1 cavallo del bianco · h1 torre del bianco | a8 torre del nero · b8 cavallo del nero · c8 alfiere del nero · d8 donna del nero · e8 re del nero · f8 alfiere del nero · g8 cavallo del nero · h8 torre del nero · a7 pedone del nero · b7 pedone del nero · c7 pedone del nero · d7 pedone del nero · e7 pedone del nero · f7 pedone del nero · g7 pedone del nero · h7 pedone del nero · d4 pedone del bianco · a2 pedone del bianco · b2 pedone del bianco · c2 pedone del bianco · e2 pedone del bianco · f2 pedone del bianco · g2 pedone del bianco · h2 pedone del bianco · a1 torre del bianco · b1 cavallo del bianco · c1 alfiere del bianco · d1 donna del bianco · e1 re del bianco · f1 alfiere del bianco · g1 cavallo del bianco · h1 torre del bianco | a8 torre del nero · b8 cavallo del nero · c8 alfiere del nero · d8 donna del nero · e8 re del nero · f8 alfiere del nero · g8 cavallo del nero · h8 torre del nero · a7 pedone del nero · b7 pedone del nero · c7 pedone del nero · d7 pedone del nero · e7 pedone del nero · f7 pedone del nero · g7 pedone del nero · h7 pedone del nero · d4 pedone del bianco · a2 pedone del bianco · b2 pedone del bianco · c2 pedone del bianco · e2 pedone del bianco · f2 pedone del bianco · g2 pedone del bianco · h2 pedone del bianco · a1 torre del bianco · b1 cavallo del bianco · c1 alfiere del bianco · d1 donna del bianco · e1 re del bianco · f1 alfiere del bianco · g1 cavallo del bianco · h1 torre del bianco | a8 torre del nero · b8 cavallo del nero · c8 alfiere del nero · d8 donna del nero · e8 re del nero · f8 alfiere del nero · g8 cavallo del nero · h8 torre del nero · a7 pedone del nero · b7 pedone del nero · c7 pedone del nero · d7 pedone del nero · e7 pedone del nero · f7 pedone del nero · g7 pedone del nero · h7 pedone del nero · d4 pedone del bianco · a2 pedone del bianco · b2 pedone del bianco · c2 pedone del bianco · e2 pedone del bianco · f2 pedone del bianco · g2 pedone del bianco · h2 pedone del bianco · a1 torre del bianco · b1 cavallo del bianco · c1 alfiere del bianco · d1 donna del bianco · e1 re del bianco · f1 alfiere del bianco · g1 cavallo del bianco · h1 torre del bianco | a8 torre del nero · b8 cavallo del nero · c8 alfiere del nero · d8 donna del nero · e8 re del nero · f8 alfiere del nero · g8 cavallo del nero · h8 torre del nero · a7 pedone del nero · b7 pedone del nero · c7 pedone del nero · d7 pedone del nero · e7 pedone del nero · f7 pedone del nero · g7 pedone del nero · h7 pedone del nero · d4 pedone del bianco · a2 pedone del bianco · b2 pedone del bianco · c2 pedone del bianco · e2 pedone del bianco · f2 pedone del bianco · g2 pedone del bianco · h2 pedone del bianco · a1 torre del bianco · b1 cavallo del bianco · c1 alfiere del bianco · d1 donna del bianco · e1 re del bianco · f1 alfiere del bianco · g1 cavallo del bianco · h1 torre del bianco | a8 torre del nero · b8 cavallo del nero · c8 alfiere del nero · d8 donna del nero · e8 re del nero · f8 alfiere del nero · g8 cavallo del nero · h8 torre del nero · a7 pedone del nero · b7 pedone del nero · c7 pedone del nero · d7 pedone del nero · e7 pedone del nero · f7 pedone del nero · g7 pedone del nero · h7 pedone del nero · d4 pedone del bianco · a2 pedone del bianco · b2 pedone del bianco · c2 pedone del bianco · e2 pedone del bianco · f2 pedone del bianco · g2 pedone del bianco · h2 pedone del bianco · a1 torre del bianco · b1 cavallo del bianco · c1 alfiere del bianco · d1 donna del bianco · e1 re del bianco · f1 alfiere del bianco · g1 cavallo del bianco · h1 torre del bianco | a8 torre del nero · b8 cavallo del nero · c8 alfiere del nero · d8 donna del nero · e8 re del nero · f8 alfiere del nero · g8 cavallo del nero · h8 torre del nero · a7 pedone del nero · b7 pedone del nero · c7 pedone del nero · d7 pedone del nero · e7 pedone del nero · f7 pedone del nero · g7 pedone del nero · h7 pedone del nero · d4 pedone del bianco · a2 pedone del bianco · b2 pedone del bianco · c2 pedone del bianco · e2 pedone del bianco · f2 pedone del bianco · g2 pedone del bianco · h2 pedone del bianco · a1 torre del bianco · b1 cavallo del bianco · c1 alfiere del bianco · d1 donna del bianco · e1 re del bianco · f1 alfiere del bianco · g1 cavallo del bianco · h1 torre del bianco | a8 torre del nero · b8 cavallo del nero · c8 alfiere del nero · d8 donna del nero · e8 re del nero · f8 alfiere del nero · g8 cavallo del nero · h8 torre del nero · a7 pedone del nero · b7 pedone del nero · c7 pedone del nero · d7 pedone del nero · e7 pedone del nero · f7 pedone del nero · g7 pedone del nero · h7 pedone del nero · d4 pedone del bianco · a2 pedone del bianco · b2 pedone del bianco · c2 pedone del bianco · e2 pedone del bianco · f2 pedone del bianco · g2 pedone del bianco · h2 pedone del bianco · a1 torre del bianco · b1 cavallo del bianco · c1 alfiere del bianco · d1 donna del bianco · e1 re del bianco · f1 alfiere del bianco · g1 cavallo del bianco · h1 torre del bianco | 4 |
| 3 | a8 torre del nero · b8 cavallo del nero · c8 alfiere del nero · d8 donna del nero · e8 re del nero · f8 alfiere del nero · g8 cavallo del nero · h8 torre del nero · a7 pedone del nero · b7 pedone del nero · c7 pedone del nero · d7 pedone del nero · e7 pedone del nero · f7 pedone del nero · g7 pedone del nero · h7 pedone del nero · d4 pedone del bianco · a2 pedone del bianco · b2 pedone del bianco · c2 pedone del bianco · e2 pedone del bianco · f2 pedone del bianco · g2 pedone del bianco · h2 pedone del bianco · a1 torre del bianco · b1 cavallo del bianco · c1 alfiere del bianco · d1 donna del bianco · e1 re del bianco · f1 alfiere del bianco · g1 cavallo del bianco · h1 torre del bianco | a8 torre del nero · b8 cavallo del nero · c8 alfiere del nero · d8 donna del nero · e8 re del nero · f8 alfiere del nero · g8 cavallo del nero · h8 torre del nero · a7 pedone del nero · b7 pedone del nero · c7 pedone del nero · d7 pedone del nero · e7 pedone del nero · f7 pedone del nero · g7 pedone del nero · h7 pedone del nero · d4 pedone del bianco · a2 pedone del bianco · b2 pedone del bianco · c2 pedone del bianco · e2 pedone del bianco · f2 pedone del bianco · g2 pedone del bianco · h2 pedone del bianco · a1 torre del bianco · b1 cavallo del bianco · c1 alfiere del bianco · d1 donna del bianco · e1 re del bianco · f1 alfiere del bianco · g1 cavallo del bianco · h1 torre del bianco | a8 torre del nero · b8 cavallo del nero · c8 alfiere del nero · d8 donna del nero · e8 re del nero · f8 alfiere del nero · g8 cavallo del nero · h8 torre del nero · a7 pedone del nero · b7 pedone del nero · c7 pedone del nero · d7 pedone del nero · e7 pedone del nero · f7 pedone del nero · g7 pedone del nero · h7 pedone del nero · d4 pedone del bianco · a2 pedone del bianco · b2 pedone del bianco · c2 pedone del bianco · e2 pedone del bianco · f2 pedone del bianco · g2 pedone del bianco · h2 pedone del bianco · a1 torre del bianco · b1 cavallo del bianco · c1 alfiere del bianco · d1 donna del bianco · e1 re del bianco · f1 alfiere del bianco · g1 cavallo del bianco · h1 torre del bianco | a8 torre del nero · b8 cavallo del nero · c8 alfiere del nero · d8 donna del nero · e8 re del nero · f8 alfiere del nero · g8 cavallo del nero · h8 torre del nero · a7 pedone del nero · b7 pedone del nero · c7 pedone del nero · d7 pedone del nero · e7 pedone del nero · f7 pedone del nero · g7 pedone del nero · h7 pedone del nero · d4 pedone del bianco · a2 pedone del bianco · b2 pedone del bianco · c2 pedone del bianco · e2 pedone del bianco · f2 pedone del bianco · g2 pedone del bianco · h2 pedone del bianco · a1 torre del bianco · b1 cavallo del bianco · c1 alfiere del bianco · d1 donna del bianco · e1 re del bianco · f1 alfiere del bianco · g1 cavallo del bianco · h1 torre del bianco | a8 torre del nero · b8 cavallo del nero · c8 alfiere del nero · d8 donna del nero · e8 re del nero · f8 alfiere del nero · g8 cavallo del nero · h8 torre del nero · a7 pedone del nero · b7 pedone del nero · c7 pedone del nero · d7 pedone del nero · e7 pedone del nero · f7 pedone del nero · g7 pedone del nero · h7 pedone del nero · d4 pedone del bianco · a2 pedone del bianco · b2 pedone del bianco · c2 pedone del bianco · e2 pedone del bianco · f2 pedone del bianco · g2 pedone del bianco · h2 pedone del bianco · a1 torre del bianco · b1 cavallo del bianco · c1 alfiere del bianco · d1 donna del bianco · e1 re del bianco · f1 alfiere del bianco · g1 cavallo del bianco · h1 torre del bianco | a8 torre del nero · b8 cavallo del nero · c8 alfiere del nero · d8 donna del nero · e8 re del nero · f8 alfiere del nero · g8 cavallo del nero · h8 torre del nero · a7 pedone del nero · b7 pedone del nero · c7 pedone del nero · d7 pedone del nero · e7 pedone del nero · f7 pedone del nero · g7 pedone del nero · h7 pedone del nero · d4 pedone del bianco · a2 pedone del bianco · b2 pedone del bianco · c2 pedone del bianco · e2 pedone del bianco · f2 pedone del bianco · g2 pedone del bianco · h2 pedone del bianco · a1 torre del bianco · b1 cavallo del bianco · c1 alfiere del bianco · d1 donna del bianco · e1 re del bianco · f1 alfiere del bianco · g1 cavallo del bianco · h1 torre del bianco | a8 torre del nero · b8 cavallo del nero · c8 alfiere del nero · d8 donna del nero · e8 re del nero · f8 alfiere del nero · g8 cavallo del nero · h8 torre del nero · a7 pedone del nero · b7 pedone del nero · c7 pedone del nero · d7 pedone del nero · e7 pedone del nero · f7 pedone del nero · g7 pedone del nero · h7 pedone del nero · d4 pedone del bianco · a2 pedone del bianco · b2 pedone del bianco · c2 pedone del bianco · e2 pedone del bianco · f2 pedone del bianco · g2 pedone del bianco · h2 pedone del bianco · a1 torre del bianco · b1 cavallo del bianco · c1 alfiere del bianco · d1 donna del bianco · e1 re del bianco · f1 alfiere del bianco · g1 cavallo del bianco · h1 torre del bianco | a8 torre del nero · b8 cavallo del nero · c8 alfiere del nero · d8 donna del nero · e8 re del nero · f8 alfiere del nero · g8 cavallo del nero · h8 torre del nero · a7 pedone del nero · b7 pedone del nero · c7 pedone del nero · d7 pedone del nero · e7 pedone del nero · f7 pedone del nero · g7 pedone del nero · h7 pedone del nero · d4 pedone del bianco · a2 pedone del bianco · b2 pedone del bianco · c2 pedone del bianco · e2 pedone del bianco · f2 pedone del bianco · g2 pedone del bianco · h2 pedone del bianco · a1 torre del bianco · b1 cavallo del bianco · c1 alfiere del bianco · d1 donna del bianco · e1 re del bianco · f1 alfiere del bianco · g1 cavallo del bianco · h1 torre del bianco | 3 |
| 2 | a8 torre del nero · b8 cavallo del nero · c8 alfiere del nero · d8 donna del nero · e8 re del nero · f8 alfiere del nero · g8 cavallo del nero · h8 torre del nero · a7 pedone del nero · b7 pedone del nero · c7 pedone del nero · d7 pedone del nero · e7 pedone del nero · f7 pedone del nero · g7 pedone del nero · h7 pedone del nero · d4 pedone del bianco · a2 pedone del bianco · b2 pedone del bianco · c2 pedone del bianco · e2 pedone del bianco · f2 pedone del bianco · g2 pedone del bianco · h2 pedone del bianco · a1 torre del bianco · b1 cavallo del bianco · c1 alfiere del bianco · d1 donna del bianco · e1 re del bianco · f1 alfiere del bianco · g1 cavallo del bianco · h1 torre del bianco | a8 torre del nero · b8 cavallo del nero · c8 alfiere del nero · d8 donna del nero · e8 re del nero · f8 alfiere del nero · g8 cavallo del nero · h8 torre del nero · a7 pedone del nero · b7 pedone del nero · c7 pedone del nero · d7 pedone del nero · e7 pedone del nero · f7 pedone del nero · g7 pedone del nero · h7 pedone del nero · d4 pedone del bianco · a2 pedone del bianco · b2 pedone del bianco · c2 pedone del bianco · e2 pedone del bianco · f2 pedone del bianco · g2 pedone del bianco · h2 pedone del bianco · a1 torre del bianco · b1 cavallo del bianco · c1 alfiere del bianco · d1 donna del bianco · e1 re del bianco · f1 alfiere del bianco · g1 cavallo del bianco · h1 torre del bianco | a8 torre del nero · b8 cavallo del nero · c8 alfiere del nero · d8 donna del nero · e8 re del nero · f8 alfiere del nero · g8 cavallo del nero · h8 torre del nero · a7 pedone del nero · b7 pedone del nero · c7 pedone del nero · d7 pedone del nero · e7 pedone del nero · f7 pedone del nero · g7 pedone del nero · h7 pedone del nero · d4 pedone del bianco · a2 pedone del bianco · b2 pedone del bianco · c2 pedone del bianco · e2 pedone del bianco · f2 pedone del bianco · g2 pedone del bianco · h2 pedone del bianco · a1 torre del bianco · b1 cavallo del bianco · c1 alfiere del bianco · d1 donna del bianco · e1 re del bianco · f1 alfiere del bianco · g1 cavallo del bianco · h1 torre del bianco | a8 torre del nero · b8 cavallo del nero · c8 alfiere del nero · d8 donna del nero · e8 re del nero · f8 alfiere del nero · g8 cavallo del nero · h8 torre del nero · a7 pedone del nero · b7 pedone del nero · c7 pedone del nero · d7 pedone del nero · e7 pedone del nero · f7 pedone del nero · g7 pedone del nero · h7 pedone del nero · d4 pedone del bianco · a2 pedone del bianco · b2 pedone del bianco · c2 pedone del bianco · e2 pedone del bianco · f2 pedone del bianco · g2 pedone del bianco · h2 pedone del bianco · a1 torre del bianco · b1 cavallo del bianco · c1 alfiere del bianco · d1 donna del bianco · e1 re del bianco · f1 alfiere del bianco · g1 cavallo del bianco · h1 torre del bianco | a8 torre del nero · b8 cavallo del nero · c8 alfiere del nero · d8 donna del nero · e8 re del nero · f8 alfiere del nero · g8 cavallo del nero · h8 torre del nero · a7 pedone del nero · b7 pedone del nero · c7 pedone del nero · d7 pedone del nero · e7 pedone del nero · f7 pedone del nero · g7 pedone del nero · h7 pedone del nero · d4 pedone del bianco · a2 pedone del bianco · b2 pedone del bianco · c2 pedone del bianco · e2 pedone del bianco · f2 pedone del bianco · g2 pedone del bianco · h2 pedone del bianco · a1 torre del bianco · b1 cavallo del bianco · c1 alfiere del bianco · d1 donna del bianco · e1 re del bianco · f1 alfiere del bianco · g1 cavallo del bianco · h1 torre del bianco | a8 torre del nero · b8 cavallo del nero · c8 alfiere del nero · d8 donna del nero · e8 re del nero · f8 alfiere del nero · g8 cavallo del nero · h8 torre del nero · a7 pedone del nero · b7 pedone del nero · c7 pedone del nero · d7 pedone del nero · e7 pedone del nero · f7 pedone del nero · g7 pedone del nero · h7 pedone del nero · d4 pedone del bianco · a2 pedone del bianco · b2 pedone del bianco · c2 pedone del bianco · e2 pedone del bianco · f2 pedone del bianco · g2 pedone del bianco · h2 pedone del bianco · a1 torre del bianco · b1 cavallo del bianco · c1 alfiere del bianco · d1 donna del bianco · e1 re del bianco · f1 alfiere del bianco · g1 cavallo del bianco · h1 torre del bianco | a8 torre del nero · b8 cavallo del nero · c8 alfiere del nero · d8 donna del nero · e8 re del nero · f8 alfiere del nero · g8 cavallo del nero · h8 torre del nero · a7 pedone del nero · b7 pedone del nero · c7 pedone del nero · d7 pedone del nero · e7 pedone del nero · f7 pedone del nero · g7 pedone del nero · h7 pedone del nero · d4 pedone del bianco · a2 pedone del bianco · b2 pedone del bianco · c2 pedone del bianco · e2 pedone del bianco · f2 pedone del bianco · g2 pedone del bianco · h2 pedone del bianco · a1 torre del bianco · b1 cavallo del bianco · c1 alfiere del bianco · d1 donna del bianco · e1 re del bianco · f1 alfiere del bianco · g1 cavallo del bianco · h1 torre del bianco | a8 torre del nero · b8 cavallo del nero · c8 alfiere del nero · d8 donna del nero · e8 re del nero · f8 alfiere del nero · g8 cavallo del nero · h8 torre del nero · a7 pedone del nero · b7 pedone del nero · c7 pedone del nero · d7 pedone del nero · e7 pedone del nero · f7 pedone del nero · g7 pedone del nero · h7 pedone del nero · d4 pedone del bianco · a2 pedone del bianco · b2 pedone del bianco · c2 pedone del bianco · e2 pedone del bianco · f2 pedone del bianco · g2 pedone del bianco · h2 pedone del bianco · a1 torre del bianco · b1 cavallo del bianco · c1 alfiere del bianco · d1 donna del bianco · e1 re del bianco · f1 alfiere del bianco · g1 cavallo del bianco · h1 torre del bianco | 2 |
| 1 | a8 torre del nero · b8 cavallo del nero · c8 alfiere del nero · d8 donna del nero · e8 re del nero · f8 alfiere del nero · g8 cavallo del nero · h8 torre del nero · a7 pedone del nero · b7 pedone del nero · c7 pedone del nero · d7 pedone del nero · e7 pedone del nero · f7 pedone del nero · g7 pedone del nero · h7 pedone del nero · d4 pedone del bianco · a2 pedone del bianco · b2 pedone del bianco · c2 pedone del bianco · e2 pedone del bianco · f2 pedone del bianco · g2 pedone del bianco · h2 pedone del bianco · a1 torre del bianco · b1 cavallo del bianco · c1 alfiere del bianco · d1 donna del bianco · e1 re del bianco · f1 alfiere del bianco · g1 cavallo del bianco · h1 torre del bianco | a8 torre del nero · b8 cavallo del nero · c8 alfiere del nero · d8 donna del nero · e8 re del nero · f8 alfiere del nero · g8 cavallo del nero · h8 torre del nero · a7 pedone del nero · b7 pedone del nero · c7 pedone del nero · d7 pedone del nero · e7 pedone del nero · f7 pedone del nero · g7 pedone del nero · h7 pedone del nero · d4 pedone del bianco · a2 pedone del bianco · b2 pedone del bianco · c2 pedone del bianco · e2 pedone del bianco · f2 pedone del bianco · g2 pedone del bianco · h2 pedone del bianco · a1 torre del bianco · b1 cavallo del bianco · c1 alfiere del bianco · d1 donna del bianco · e1 re del bianco · f1 alfiere del bianco · g1 cavallo del bianco · h1 torre del bianco | a8 torre del nero · b8 cavallo del nero · c8 alfiere del nero · d8 donna del nero · e8 re del nero · f8 alfiere del nero · g8 cavallo del nero · h8 torre del nero · a7 pedone del nero · b7 pedone del nero · c7 pedone del nero · d7 pedone del nero · e7 pedone del nero · f7 pedone del nero · g7 pedone del nero · h7 pedone del nero · d4 pedone del bianco · a2 pedone del bianco · b2 pedone del bianco · c2 pedone del bianco · e2 pedone del bianco · f2 pedone del bianco · g2 pedone del bianco · h2 pedone del bianco · a1 torre del bianco · b1 cavallo del bianco · c1 alfiere del bianco · d1 donna del bianco · e1 re del bianco · f1 alfiere del bianco · g1 cavallo del bianco · h1 torre del bianco | a8 torre del nero · b8 cavallo del nero · c8 alfiere del nero · d8 donna del nero · e8 re del nero · f8 alfiere del nero · g8 cavallo del nero · h8 torre del nero · a7 pedone del nero · b7 pedone del nero · c7 pedone del nero · d7 pedone del nero · e7 pedone del nero · f7 pedone del nero · g7 pedone del nero · h7 pedone del nero · d4 pedone del bianco · a2 pedone del bianco · b2 pedone del bianco · c2 pedone del bianco · e2 pedone del bianco · f2 pedone del bianco · g2 pedone del bianco · h2 pedone del bianco · a1 torre del bianco · b1 cavallo del bianco · c1 alfiere del bianco · d1 donna del bianco · e1 re del bianco · f1 alfiere del bianco · g1 cavallo del bianco · h1 torre del bianco | a8 torre del nero · b8 cavallo del nero · c8 alfiere del nero · d8 donna del nero · e8 re del nero · f8 alfiere del nero · g8 cavallo del nero · h8 torre del nero · a7 pedone del nero · b7 pedone del nero · c7 pedone del nero · d7 pedone del nero · e7 pedone del nero · f7 pedone del nero · g7 pedone del nero · h7 pedone del nero · d4 pedone del bianco · a2 pedone del bianco · b2 pedone del bianco · c2 pedone del bianco · e2 pedone del bianco · f2 pedone del bianco · g2 pedone del bianco · h2 pedone del bianco · a1 torre del bianco · b1 cavallo del bianco · c1 alfiere del bianco · d1 donna del bianco · e1 re del bianco · f1 alfiere del bianco · g1 cavallo del bianco · h1 torre del bianco | a8 torre del nero · b8 cavallo del nero · c8 alfiere del nero · d8 donna del nero · e8 re del nero · f8 alfiere del nero · g8 cavallo del nero · h8 torre del nero · a7 pedone del nero · b7 pedone del nero · c7 pedone del nero · d7 pedone del nero · e7 pedone del nero · f7 pedone del nero · g7 pedone del nero · h7 pedone del nero · d4 pedone del bianco · a2 pedone del bianco · b2 pedone del bianco · c2 pedone del bianco · e2 pedone del bianco · f2 pedone del bianco · g2 pedone del bianco · h2 pedone del bianco · a1 torre del bianco · b1 cavallo del bianco · c1 alfiere del bianco · d1 donna del bianco · e1 re del bianco · f1 alfiere del bianco · g1 cavallo del bianco · h1 torre del bianco | a8 torre del nero · b8 cavallo del nero · c8 alfiere del nero · d8 donna del nero · e8 re del nero · f8 alfiere del nero · g8 cavallo del nero · h8 torre del nero · a7 pedone del nero · b7 pedone del nero · c7 pedone del nero · d7 pedone del nero · e7 pedone del nero · f7 pedone del nero · g7 pedone del nero · h7 pedone del nero · d4 pedone del bianco · a2 pedone del bianco · b2 pedone del bianco · c2 pedone del bianco · e2 pedone del bianco · f2 pedone del bianco · g2 pedone del bianco · h2 pedone del bianco · a1 torre del bianco · b1 cavallo del bianco · c1 alfiere del bianco · d1 donna del bianco · e1 re del bianco · f1 alfiere del bianco · g1 cavallo del bianco · h1 torre del bianco | a8 torre del nero · b8 cavallo del nero · c8 alfiere del nero · d8 donna del nero · e8 re del nero · f8 alfiere del nero · g8 cavallo del nero · h8 torre del nero · a7 pedone del nero · b7 pedone del nero · c7 pedone del nero · d7 pedone del nero · e7 pedone del nero · f7 pedone del nero · g7 pedone del nero · h7 pedone del nero · d4 pedone del bianco · a2 pedone del bianco · b2 pedone del bianco · c2 pedone del bianco · e2 pedone del bianco · f2 pedone del bianco · g2 pedone del bianco · h2 pedone del bianco · a1 torre del bianco · b1 cavallo del bianco · c1 alfiere del bianco · d1 donna del bianco · e1 re del bianco · f1 alfiere del bianco · g1 cavallo del bianco · h1 torre del bianco | 1 |
|   | a | b | c | d | e | f | g | h |   |

Più recentemente il MI Hans Berliner, campione del mondo di scacchi per corrispondenza nel 1965-8, ha sostenuto nel suo libro The System (1999) che 1.d4 dà al Bianco un vantaggio ampio e forse decisivo. Berliner affermò che a gioco corretto il Bianco vince contro la difesa Grünfeld, la difesa Benoni moderna, il gambetto Benkő e altre (ma non specificate) "difese maggiori", e acquisisce almeno un largo vantaggio in molte varianti del gambetto di donna rifiutato; tuttavia, aggiunse che "È possibile che le regole degli scacchi sono tali che solo alcune delle difese che appaiono plausibili contro 1.d4 possano essere rifiutate. Berliner disse anche che le teorie di Adams avevano avuto su di lui una grande influenza.
Anche le tesi di Berliner, come quelle di Adams, sono state aspramente criticate, sia per l'"assenza di prospettiva" e le sue convinzioni troppo ferree sia per un'insufficiente attenzione alla moderna teoria delle aperture.

### Risolvere gli scacchi
Una risposta al dibattito potrebbe giungere dai computer, che potrebbero arrivare a "risolvere" gli scacchi, cioè a determinare con sicurezza quale sarebbe il risultato se entrambi i giocatori giocassero con la strategia migliore. Altri giochi da tavolo non banali, anche se dalla complessità minore rispetto agli scacchi, sono stati risolti; un esempio è la dama (nel 2007), nella quale tuttavia il numero di mosse possibili è circa la radice quadrata di quello degli scacchi. Anche la soluzione di questi ultimi è teoricamente possibile, ma richiederebbe risorse nettamente superiori a quelle attualmente disponibili. Secondo Jonathan Schaeffer, ricercatore canadese che ha ottenuto grandi risultati nell'intelligenza artificiale, per compiere questa impresa in un tempo ragionevole è probabilmente necessario (ma non sufficiente) un deciso avanzamento nella tecnologia, come potrebbe essere la costruzione di un computer quantistico, anche se raccomanda di non sottovalutare il progresso della tecnologia.
La difficoltà essenziale è l'enorme numero di posizioni possibili, che crescono rapidamente con l'aumentare delle mosse. Claude Shannon, nel 1950, ha stimato, considerando una media di 30 possibilità ad ogni semimossa (quindi circa 103 per una mossa del Bianco e del Nero) e partite di 40 mosse (molto conservativo, dato che il calcolo proseguirebbe fino allo scacco matto), il numero delle varianti sarebbe dell'ordine di 10120, tanto che un computer che calcolasse una variante per microsecondo impiegherebbe circa 1090 anni per terminare il compito. Hans-Joachim Bremermann, matematico e biofisico, era dello stesso avviso di Shannon, ma, nel 1965, ha suggerito che per giocare una partita perfetta o quasi perfetta potrebbe bastare un'analisi approssimata del gioco, unita al calcolo concreto di un numero limitato di varianti.
Al 2013 le tablebase, cioè i database nei quali sono presenti le migliori mosse possibili nelle posizioni di finali, sono state calcolate fino a coprire tutte le posizioni con sette o meno pezzi (compresi i due re). Teoricamente per risolvere gli scacchi sarebbe sufficiente costruire una tablebase a 32 pezzi, cosa attualmente ben lontana dall'essere praticabile dal punto di vista tecnico.

## Prospettive moderne
I teorici degli scacchi nelle ultime decadi, ad eccezione di Berliner, hanno rigettato l'idea che il Bianco sia in grado di forzare la vittoria a partire dalla posizione iniziale, rifiutando anche il paradigma tradizionale che l'obiettivo del Nero debba essere quello di neutralizzare l'iniziativa del Bianco per ottenere una posizione pari.
Nel 2004 il GM Larry Kaufman ha espresso una visione più sfumata rispetto a quella di Adams e Berliner, sostenendo che l'iniziativa generata dalla prima mossa può sempre essere trasformata in un vantaggio che, sebbene non necessariamente decisivo, possa essere conservato fino al finale, e che se la vittoria fosse concessa al giocatore giunto più "vicino" ad essa, allora il Bianco riuscirebbe ad ottenerla.
A partire dal 1988, Adorján ha sostenuto in una serie di libri incentrati sullo "slogan" Black is OK!, cioè "Il Nero è a posto". Unico tra i teorici moderni, Adorján afferma che il Bianco inizia il gioco pressoché senza alcun vantaggio, e che il suo unico privilegio è di poter probabilmente ottenere la patta se gioca con questo obiettivo; giunge anche a giudicare l'idea del vantaggio del Bianco un'"illusione" e una "psicosi di massa". Questa idea è considerata da Rowson una delle più importanti degli ultimi vent'anni, sebbene lui non escluda che i due giudizi "Il Bianco sta meglio" e "Il Nero è a posto" siano contraddittori.
Lajos Portisch, citato in uno dei libri di Adorján, sostiene che almeno due terzi delle aperture testate dà al Bianco un vantaggio apparente, e che il vero problema è sapere quali aperture, per il Nero, siano realmente sicure. Un esempio è dato dalla difficoltà per il Bianco di vincere contro alcune difese come la slava o le varianti Najdorf e Svešnikov della difesa siciliana.

### Dinamismo
Gli scrittori moderni spesso pensano che l'obiettivo del Nero non debba essere semplicemente quello di pareggiare, ma che debba cercare un maggior dinamismo, e che la prima idea è probabilmente adatta solo ad alcune aperture. Evans ha scritto che il "segreto" di Fischer, rivelato da lui stesso, fosse di cercare di vincere anche col Nero (sebbene Edmar Mednis riporti un aneddoto di segno contrario); allo stesso modo, Watson suppone che Kasparov, anziché pensare in termini di vantaggio del Bianco, cercasse di ottenere l'iniziativa quando possibile. A volte, anziché di posizione "pari", si parla di posizione "bilanciata dinamicamente", per sottolineare la natura complessa e poco chiara della posizione, da cui entrambi i giocatori possono emergere avvantaggiati.
Gli scrittori moderni pongono anche in discussione l'idea che il vantaggio del Bianco sia durevole. Mihai Suba, nel suo influente libro Dynamic Chess Strategy rifiuta l'idea che l'iniziativa può sempre essere trasformata in un vantaggio, sostenendo che a volte il giocatore che la possiede la perde senza spiegazione logica, e che tentare di forzare la posizione espone a vigorosi contrattacchi.

## Vantaggi a confronto

### Vantaggi del Bianco
|   | a | b | c | d | e | f | g | h |   |
| 8 | a8 torre del nero · d8 donna del nero · f8 torre del nero · g8 re del nero · b7 alfiere del nero · c7 pedone del nero · e7 alfiere del nero · f7 pedone del nero · g7 pedone del nero · h7 pedone del nero · a6 pedone del nero · c6 cavallo del nero · d6 pedone del nero · f6 cavallo del nero · b5 pedone del nero · e5 pedone del nero · d4 pedone del bianco · e4 pedone del bianco · b3 alfiere del bianco · c3 pedone del bianco · f3 cavallo del bianco · h3 pedone del bianco · a2 pedone del bianco · b2 pedone del bianco · f2 pedone del bianco · g2 pedone del bianco · a1 torre del bianco · b1 cavallo del bianco · c1 alfiere del bianco · d1 donna del bianco · e1 torre del bianco · g1 re del bianco | a8 torre del nero · d8 donna del nero · f8 torre del nero · g8 re del nero · b7 alfiere del nero · c7 pedone del nero · e7 alfiere del nero · f7 pedone del nero · g7 pedone del nero · h7 pedone del nero · a6 pedone del nero · c6 cavallo del nero · d6 pedone del nero · f6 cavallo del nero · b5 pedone del nero · e5 pedone del nero · d4 pedone del bianco · e4 pedone del bianco · b3 alfiere del bianco · c3 pedone del bianco · f3 cavallo del bianco · h3 pedone del bianco · a2 pedone del bianco · b2 pedone del bianco · f2 pedone del bianco · g2 pedone del bianco · a1 torre del bianco · b1 cavallo del bianco · c1 alfiere del bianco · d1 donna del bianco · e1 torre del bianco · g1 re del bianco | a8 torre del nero · d8 donna del nero · f8 torre del nero · g8 re del nero · b7 alfiere del nero · c7 pedone del nero · e7 alfiere del nero · f7 pedone del nero · g7 pedone del nero · h7 pedone del nero · a6 pedone del nero · c6 cavallo del nero · d6 pedone del nero · f6 cavallo del nero · b5 pedone del nero · e5 pedone del nero · d4 pedone del bianco · e4 pedone del bianco · b3 alfiere del bianco · c3 pedone del bianco · f3 cavallo del bianco · h3 pedone del bianco · a2 pedone del bianco · b2 pedone del bianco · f2 pedone del bianco · g2 pedone del bianco · a1 torre del bianco · b1 cavallo del bianco · c1 alfiere del bianco · d1 donna del bianco · e1 torre del bianco · g1 re del bianco | a8 torre del nero · d8 donna del nero · f8 torre del nero · g8 re del nero · b7 alfiere del nero · c7 pedone del nero · e7 alfiere del nero · f7 pedone del nero · g7 pedone del nero · h7 pedone del nero · a6 pedone del nero · c6 cavallo del nero · d6 pedone del nero · f6 cavallo del nero · b5 pedone del nero · e5 pedone del nero · d4 pedone del bianco · e4 pedone del bianco · b3 alfiere del bianco · c3 pedone del bianco · f3 cavallo del bianco · h3 pedone del bianco · a2 pedone del bianco · b2 pedone del bianco · f2 pedone del bianco · g2 pedone del bianco · a1 torre del bianco · b1 cavallo del bianco · c1 alfiere del bianco · d1 donna del bianco · e1 torre del bianco · g1 re del bianco | a8 torre del nero · d8 donna del nero · f8 torre del nero · g8 re del nero · b7 alfiere del nero · c7 pedone del nero · e7 alfiere del nero · f7 pedone del nero · g7 pedone del nero · h7 pedone del nero · a6 pedone del nero · c6 cavallo del nero · d6 pedone del nero · f6 cavallo del nero · b5 pedone del nero · e5 pedone del nero · d4 pedone del bianco · e4 pedone del bianco · b3 alfiere del bianco · c3 pedone del bianco · f3 cavallo del bianco · h3 pedone del bianco · a2 pedone del bianco · b2 pedone del bianco · f2 pedone del bianco · g2 pedone del bianco · a1 torre del bianco · b1 cavallo del bianco · c1 alfiere del bianco · d1 donna del bianco · e1 torre del bianco · g1 re del bianco | a8 torre del nero · d8 donna del nero · f8 torre del nero · g8 re del nero · b7 alfiere del nero · c7 pedone del nero · e7 alfiere del nero · f7 pedone del nero · g7 pedone del nero · h7 pedone del nero · a6 pedone del nero · c6 cavallo del nero · d6 pedone del nero · f6 cavallo del nero · b5 pedone del nero · e5 pedone del nero · d4 pedone del bianco · e4 pedone del bianco · b3 alfiere del bianco · c3 pedone del bianco · f3 cavallo del bianco · h3 pedone del bianco · a2 pedone del bianco · b2 pedone del bianco · f2 pedone del bianco · g2 pedone del bianco · a1 torre del bianco · b1 cavallo del bianco · c1 alfiere del bianco · d1 donna del bianco · e1 torre del bianco · g1 re del bianco | a8 torre del nero · d8 donna del nero · f8 torre del nero · g8 re del nero · b7 alfiere del nero · c7 pedone del nero · e7 alfiere del nero · f7 pedone del nero · g7 pedone del nero · h7 pedone del nero · a6 pedone del nero · c6 cavallo del nero · d6 pedone del nero · f6 cavallo del nero · b5 pedone del nero · e5 pedone del nero · d4 pedone del bianco · e4 pedone del bianco · b3 alfiere del bianco · c3 pedone del bianco · f3 cavallo del bianco · h3 pedone del bianco · a2 pedone del bianco · b2 pedone del bianco · f2 pedone del bianco · g2 pedone del bianco · a1 torre del bianco · b1 cavallo del bianco · c1 alfiere del bianco · d1 donna del bianco · e1 torre del bianco · g1 re del bianco | a8 torre del nero · d8 donna del nero · f8 torre del nero · g8 re del nero · b7 alfiere del nero · c7 pedone del nero · e7 alfiere del nero · f7 pedone del nero · g7 pedone del nero · h7 pedone del nero · a6 pedone del nero · c6 cavallo del nero · d6 pedone del nero · f6 cavallo del nero · b5 pedone del nero · e5 pedone del nero · d4 pedone del bianco · e4 pedone del bianco · b3 alfiere del bianco · c3 pedone del bianco · f3 cavallo del bianco · h3 pedone del bianco · a2 pedone del bianco · b2 pedone del bianco · f2 pedone del bianco · g2 pedone del bianco · a1 torre del bianco · b1 cavallo del bianco · c1 alfiere del bianco · d1 donna del bianco · e1 torre del bianco · g1 re del bianco | 8 |
| 7 | a8 torre del nero · d8 donna del nero · f8 torre del nero · g8 re del nero · b7 alfiere del nero · c7 pedone del nero · e7 alfiere del nero · f7 pedone del nero · g7 pedone del nero · h7 pedone del nero · a6 pedone del nero · c6 cavallo del nero · d6 pedone del nero · f6 cavallo del nero · b5 pedone del nero · e5 pedone del nero · d4 pedone del bianco · e4 pedone del bianco · b3 alfiere del bianco · c3 pedone del bianco · f3 cavallo del bianco · h3 pedone del bianco · a2 pedone del bianco · b2 pedone del bianco · f2 pedone del bianco · g2 pedone del bianco · a1 torre del bianco · b1 cavallo del bianco · c1 alfiere del bianco · d1 donna del bianco · e1 torre del bianco · g1 re del bianco | a8 torre del nero · d8 donna del nero · f8 torre del nero · g8 re del nero · b7 alfiere del nero · c7 pedone del nero · e7 alfiere del nero · f7 pedone del nero · g7 pedone del nero · h7 pedone del nero · a6 pedone del nero · c6 cavallo del nero · d6 pedone del nero · f6 cavallo del nero · b5 pedone del nero · e5 pedone del nero · d4 pedone del bianco · e4 pedone del bianco · b3 alfiere del bianco · c3 pedone del bianco · f3 cavallo del bianco · h3 pedone del bianco · a2 pedone del bianco · b2 pedone del bianco · f2 pedone del bianco · g2 pedone del bianco · a1 torre del bianco · b1 cavallo del bianco · c1 alfiere del bianco · d1 donna del bianco · e1 torre del bianco · g1 re del bianco | a8 torre del nero · d8 donna del nero · f8 torre del nero · g8 re del nero · b7 alfiere del nero · c7 pedone del nero · e7 alfiere del nero · f7 pedone del nero · g7 pedone del nero · h7 pedone del nero · a6 pedone del nero · c6 cavallo del nero · d6 pedone del nero · f6 cavallo del nero · b5 pedone del nero · e5 pedone del nero · d4 pedone del bianco · e4 pedone del bianco · b3 alfiere del bianco · c3 pedone del bianco · f3 cavallo del bianco · h3 pedone del bianco · a2 pedone del bianco · b2 pedone del bianco · f2 pedone del bianco · g2 pedone del bianco · a1 torre del bianco · b1 cavallo del bianco · c1 alfiere del bianco · d1 donna del bianco · e1 torre del bianco · g1 re del bianco | a8 torre del nero · d8 donna del nero · f8 torre del nero · g8 re del nero · b7 alfiere del nero · c7 pedone del nero · e7 alfiere del nero · f7 pedone del nero · g7 pedone del nero · h7 pedone del nero · a6 pedone del nero · c6 cavallo del nero · d6 pedone del nero · f6 cavallo del nero · b5 pedone del nero · e5 pedone del nero · d4 pedone del bianco · e4 pedone del bianco · b3 alfiere del bianco · c3 pedone del bianco · f3 cavallo del bianco · h3 pedone del bianco · a2 pedone del bianco · b2 pedone del bianco · f2 pedone del bianco · g2 pedone del bianco · a1 torre del bianco · b1 cavallo del bianco · c1 alfiere del bianco · d1 donna del bianco · e1 torre del bianco · g1 re del bianco | a8 torre del nero · d8 donna del nero · f8 torre del nero · g8 re del nero · b7 alfiere del nero · c7 pedone del nero · e7 alfiere del nero · f7 pedone del nero · g7 pedone del nero · h7 pedone del nero · a6 pedone del nero · c6 cavallo del nero · d6 pedone del nero · f6 cavallo del nero · b5 pedone del nero · e5 pedone del nero · d4 pedone del bianco · e4 pedone del bianco · b3 alfiere del bianco · c3 pedone del bianco · f3 cavallo del bianco · h3 pedone del bianco · a2 pedone del bianco · b2 pedone del bianco · f2 pedone del bianco · g2 pedone del bianco · a1 torre del bianco · b1 cavallo del bianco · c1 alfiere del bianco · d1 donna del bianco · e1 torre del bianco · g1 re del bianco | a8 torre del nero · d8 donna del nero · f8 torre del nero · g8 re del nero · b7 alfiere del nero · c7 pedone del nero · e7 alfiere del nero · f7 pedone del nero · g7 pedone del nero · h7 pedone del nero · a6 pedone del nero · c6 cavallo del nero · d6 pedone del nero · f6 cavallo del nero · b5 pedone del nero · e5 pedone del nero · d4 pedone del bianco · e4 pedone del bianco · b3 alfiere del bianco · c3 pedone del bianco · f3 cavallo del bianco · h3 pedone del bianco · a2 pedone del bianco · b2 pedone del bianco · f2 pedone del bianco · g2 pedone del bianco · a1 torre del bianco · b1 cavallo del bianco · c1 alfiere del bianco · d1 donna del bianco · e1 torre del bianco · g1 re del bianco | a8 torre del nero · d8 donna del nero · f8 torre del nero · g8 re del nero · b7 alfiere del nero · c7 pedone del nero · e7 alfiere del nero · f7 pedone del nero · g7 pedone del nero · h7 pedone del nero · a6 pedone del nero · c6 cavallo del nero · d6 pedone del nero · f6 cavallo del nero · b5 pedone del nero · e5 pedone del nero · d4 pedone del bianco · e4 pedone del bianco · b3 alfiere del bianco · c3 pedone del bianco · f3 cavallo del bianco · h3 pedone del bianco · a2 pedone del bianco · b2 pedone del bianco · f2 pedone del bianco · g2 pedone del bianco · a1 torre del bianco · b1 cavallo del bianco · c1 alfiere del bianco · d1 donna del bianco · e1 torre del bianco · g1 re del bianco | a8 torre del nero · d8 donna del nero · f8 torre del nero · g8 re del nero · b7 alfiere del nero · c7 pedone del nero · e7 alfiere del nero · f7 pedone del nero · g7 pedone del nero · h7 pedone del nero · a6 pedone del nero · c6 cavallo del nero · d6 pedone del nero · f6 cavallo del nero · b5 pedone del nero · e5 pedone del nero · d4 pedone del bianco · e4 pedone del bianco · b3 alfiere del bianco · c3 pedone del bianco · f3 cavallo del bianco · h3 pedone del bianco · a2 pedone del bianco · b2 pedone del bianco · f2 pedone del bianco · g2 pedone del bianco · a1 torre del bianco · b1 cavallo del bianco · c1 alfiere del bianco · d1 donna del bianco · e1 torre del bianco · g1 re del bianco | 7 |
| 6 | a8 torre del nero · d8 donna del nero · f8 torre del nero · g8 re del nero · b7 alfiere del nero · c7 pedone del nero · e7 alfiere del nero · f7 pedone del nero · g7 pedone del nero · h7 pedone del nero · a6 pedone del nero · c6 cavallo del nero · d6 pedone del nero · f6 cavallo del nero · b5 pedone del nero · e5 pedone del nero · d4 pedone del bianco · e4 pedone del bianco · b3 alfiere del bianco · c3 pedone del bianco · f3 cavallo del bianco · h3 pedone del bianco · a2 pedone del bianco · b2 pedone del bianco · f2 pedone del bianco · g2 pedone del bianco · a1 torre del bianco · b1 cavallo del bianco · c1 alfiere del bianco · d1 donna del bianco · e1 torre del bianco · g1 re del bianco | a8 torre del nero · d8 donna del nero · f8 torre del nero · g8 re del nero · b7 alfiere del nero · c7 pedone del nero · e7 alfiere del nero · f7 pedone del nero · g7 pedone del nero · h7 pedone del nero · a6 pedone del nero · c6 cavallo del nero · d6 pedone del nero · f6 cavallo del nero · b5 pedone del nero · e5 pedone del nero · d4 pedone del bianco · e4 pedone del bianco · b3 alfiere del bianco · c3 pedone del bianco · f3 cavallo del bianco · h3 pedone del bianco · a2 pedone del bianco · b2 pedone del bianco · f2 pedone del bianco · g2 pedone del bianco · a1 torre del bianco · b1 cavallo del bianco · c1 alfiere del bianco · d1 donna del bianco · e1 torre del bianco · g1 re del bianco | a8 torre del nero · d8 donna del nero · f8 torre del nero · g8 re del nero · b7 alfiere del nero · c7 pedone del nero · e7 alfiere del nero · f7 pedone del nero · g7 pedone del nero · h7 pedone del nero · a6 pedone del nero · c6 cavallo del nero · d6 pedone del nero · f6 cavallo del nero · b5 pedone del nero · e5 pedone del nero · d4 pedone del bianco · e4 pedone del bianco · b3 alfiere del bianco · c3 pedone del bianco · f3 cavallo del bianco · h3 pedone del bianco · a2 pedone del bianco · b2 pedone del bianco · f2 pedone del bianco · g2 pedone del bianco · a1 torre del bianco · b1 cavallo del bianco · c1 alfiere del bianco · d1 donna del bianco · e1 torre del bianco · g1 re del bianco | a8 torre del nero · d8 donna del nero · f8 torre del nero · g8 re del nero · b7 alfiere del nero · c7 pedone del nero · e7 alfiere del nero · f7 pedone del nero · g7 pedone del nero · h7 pedone del nero · a6 pedone del nero · c6 cavallo del nero · d6 pedone del nero · f6 cavallo del nero · b5 pedone del nero · e5 pedone del nero · d4 pedone del bianco · e4 pedone del bianco · b3 alfiere del bianco · c3 pedone del bianco · f3 cavallo del bianco · h3 pedone del bianco · a2 pedone del bianco · b2 pedone del bianco · f2 pedone del bianco · g2 pedone del bianco · a1 torre del bianco · b1 cavallo del bianco · c1 alfiere del bianco · d1 donna del bianco · e1 torre del bianco · g1 re del bianco | a8 torre del nero · d8 donna del nero · f8 torre del nero · g8 re del nero · b7 alfiere del nero · c7 pedone del nero · e7 alfiere del nero · f7 pedone del nero · g7 pedone del nero · h7 pedone del nero · a6 pedone del nero · c6 cavallo del nero · d6 pedone del nero · f6 cavallo del nero · b5 pedone del nero · e5 pedone del nero · d4 pedone del bianco · e4 pedone del bianco · b3 alfiere del bianco · c3 pedone del bianco · f3 cavallo del bianco · h3 pedone del bianco · a2 pedone del bianco · b2 pedone del bianco · f2 pedone del bianco · g2 pedone del bianco · a1 torre del bianco · b1 cavallo del bianco · c1 alfiere del bianco · d1 donna del bianco · e1 torre del bianco · g1 re del bianco | a8 torre del nero · d8 donna del nero · f8 torre del nero · g8 re del nero · b7 alfiere del nero · c7 pedone del nero · e7 alfiere del nero · f7 pedone del nero · g7 pedone del nero · h7 pedone del nero · a6 pedone del nero · c6 cavallo del nero · d6 pedone del nero · f6 cavallo del nero · b5 pedone del nero · e5 pedone del nero · d4 pedone del bianco · e4 pedone del bianco · b3 alfiere del bianco · c3 pedone del bianco · f3 cavallo del bianco · h3 pedone del bianco · a2 pedone del bianco · b2 pedone del bianco · f2 pedone del bianco · g2 pedone del bianco · a1 torre del bianco · b1 cavallo del bianco · c1 alfiere del bianco · d1 donna del bianco · e1 torre del bianco · g1 re del bianco | a8 torre del nero · d8 donna del nero · f8 torre del nero · g8 re del nero · b7 alfiere del nero · c7 pedone del nero · e7 alfiere del nero · f7 pedone del nero · g7 pedone del nero · h7 pedone del nero · a6 pedone del nero · c6 cavallo del nero · d6 pedone del nero · f6 cavallo del nero · b5 pedone del nero · e5 pedone del nero · d4 pedone del bianco · e4 pedone del bianco · b3 alfiere del bianco · c3 pedone del bianco · f3 cavallo del bianco · h3 pedone del bianco · a2 pedone del bianco · b2 pedone del bianco · f2 pedone del bianco · g2 pedone del bianco · a1 torre del bianco · b1 cavallo del bianco · c1 alfiere del bianco · d1 donna del bianco · e1 torre del bianco · g1 re del bianco | a8 torre del nero · d8 donna del nero · f8 torre del nero · g8 re del nero · b7 alfiere del nero · c7 pedone del nero · e7 alfiere del nero · f7 pedone del nero · g7 pedone del nero · h7 pedone del nero · a6 pedone del nero · c6 cavallo del nero · d6 pedone del nero · f6 cavallo del nero · b5 pedone del nero · e5 pedone del nero · d4 pedone del bianco · e4 pedone del bianco · b3 alfiere del bianco · c3 pedone del bianco · f3 cavallo del bianco · h3 pedone del bianco · a2 pedone del bianco · b2 pedone del bianco · f2 pedone del bianco · g2 pedone del bianco · a1 torre del bianco · b1 cavallo del bianco · c1 alfiere del bianco · d1 donna del bianco · e1 torre del bianco · g1 re del bianco | 6 |
| 5 | a8 torre del nero · d8 donna del nero · f8 torre del nero · g8 re del nero · b7 alfiere del nero · c7 pedone del nero · e7 alfiere del nero · f7 pedone del nero · g7 pedone del nero · h7 pedone del nero · a6 pedone del nero · c6 cavallo del nero · d6 pedone del nero · f6 cavallo del nero · b5 pedone del nero · e5 pedone del nero · d4 pedone del bianco · e4 pedone del bianco · b3 alfiere del bianco · c3 pedone del bianco · f3 cavallo del bianco · h3 pedone del bianco · a2 pedone del bianco · b2 pedone del bianco · f2 pedone del bianco · g2 pedone del bianco · a1 torre del bianco · b1 cavallo del bianco · c1 alfiere del bianco · d1 donna del bianco · e1 torre del bianco · g1 re del bianco | a8 torre del nero · d8 donna del nero · f8 torre del nero · g8 re del nero · b7 alfiere del nero · c7 pedone del nero · e7 alfiere del nero · f7 pedone del nero · g7 pedone del nero · h7 pedone del nero · a6 pedone del nero · c6 cavallo del nero · d6 pedone del nero · f6 cavallo del nero · b5 pedone del nero · e5 pedone del nero · d4 pedone del bianco · e4 pedone del bianco · b3 alfiere del bianco · c3 pedone del bianco · f3 cavallo del bianco · h3 pedone del bianco · a2 pedone del bianco · b2 pedone del bianco · f2 pedone del bianco · g2 pedone del bianco · a1 torre del bianco · b1 cavallo del bianco · c1 alfiere del bianco · d1 donna del bianco · e1 torre del bianco · g1 re del bianco | a8 torre del nero · d8 donna del nero · f8 torre del nero · g8 re del nero · b7 alfiere del nero · c7 pedone del nero · e7 alfiere del nero · f7 pedone del nero · g7 pedone del nero · h7 pedone del nero · a6 pedone del nero · c6 cavallo del nero · d6 pedone del nero · f6 cavallo del nero · b5 pedone del nero · e5 pedone del nero · d4 pedone del bianco · e4 pedone del bianco · b3 alfiere del bianco · c3 pedone del bianco · f3 cavallo del bianco · h3 pedone del bianco · a2 pedone del bianco · b2 pedone del bianco · f2 pedone del bianco · g2 pedone del bianco · a1 torre del bianco · b1 cavallo del bianco · c1 alfiere del bianco · d1 donna del bianco · e1 torre del bianco · g1 re del bianco | a8 torre del nero · d8 donna del nero · f8 torre del nero · g8 re del nero · b7 alfiere del nero · c7 pedone del nero · e7 alfiere del nero · f7 pedone del nero · g7 pedone del nero · h7 pedone del nero · a6 pedone del nero · c6 cavallo del nero · d6 pedone del nero · f6 cavallo del nero · b5 pedone del nero · e5 pedone del nero · d4 pedone del bianco · e4 pedone del bianco · b3 alfiere del bianco · c3 pedone del bianco · f3 cavallo del bianco · h3 pedone del bianco · a2 pedone del bianco · b2 pedone del bianco · f2 pedone del bianco · g2 pedone del bianco · a1 torre del bianco · b1 cavallo del bianco · c1 alfiere del bianco · d1 donna del bianco · e1 torre del bianco · g1 re del bianco | a8 torre del nero · d8 donna del nero · f8 torre del nero · g8 re del nero · b7 alfiere del nero · c7 pedone del nero · e7 alfiere del nero · f7 pedone del nero · g7 pedone del nero · h7 pedone del nero · a6 pedone del nero · c6 cavallo del nero · d6 pedone del nero · f6 cavallo del nero · b5 pedone del nero · e5 pedone del nero · d4 pedone del bianco · e4 pedone del bianco · b3 alfiere del bianco · c3 pedone del bianco · f3 cavallo del bianco · h3 pedone del bianco · a2 pedone del bianco · b2 pedone del bianco · f2 pedone del bianco · g2 pedone del bianco · a1 torre del bianco · b1 cavallo del bianco · c1 alfiere del bianco · d1 donna del bianco · e1 torre del bianco · g1 re del bianco | a8 torre del nero · d8 donna del nero · f8 torre del nero · g8 re del nero · b7 alfiere del nero · c7 pedone del nero · e7 alfiere del nero · f7 pedone del nero · g7 pedone del nero · h7 pedone del nero · a6 pedone del nero · c6 cavallo del nero · d6 pedone del nero · f6 cavallo del nero · b5 pedone del nero · e5 pedone del nero · d4 pedone del bianco · e4 pedone del bianco · b3 alfiere del bianco · c3 pedone del bianco · f3 cavallo del bianco · h3 pedone del bianco · a2 pedone del bianco · b2 pedone del bianco · f2 pedone del bianco · g2 pedone del bianco · a1 torre del bianco · b1 cavallo del bianco · c1 alfiere del bianco · d1 donna del bianco · e1 torre del bianco · g1 re del bianco | a8 torre del nero · d8 donna del nero · f8 torre del nero · g8 re del nero · b7 alfiere del nero · c7 pedone del nero · e7 alfiere del nero · f7 pedone del nero · g7 pedone del nero · h7 pedone del nero · a6 pedone del nero · c6 cavallo del nero · d6 pedone del nero · f6 cavallo del nero · b5 pedone del nero · e5 pedone del nero · d4 pedone del bianco · e4 pedone del bianco · b3 alfiere del bianco · c3 pedone del bianco · f3 cavallo del bianco · h3 pedone del bianco · a2 pedone del bianco · b2 pedone del bianco · f2 pedone del bianco · g2 pedone del bianco · a1 torre del bianco · b1 cavallo del bianco · c1 alfiere del bianco · d1 donna del bianco · e1 torre del bianco · g1 re del bianco | a8 torre del nero · d8 donna del nero · f8 torre del nero · g8 re del nero · b7 alfiere del nero · c7 pedone del nero · e7 alfiere del nero · f7 pedone del nero · g7 pedone del nero · h7 pedone del nero · a6 pedone del nero · c6 cavallo del nero · d6 pedone del nero · f6 cavallo del nero · b5 pedone del nero · e5 pedone del nero · d4 pedone del bianco · e4 pedone del bianco · b3 alfiere del bianco · c3 pedone del bianco · f3 cavallo del bianco · h3 pedone del bianco · a2 pedone del bianco · b2 pedone del bianco · f2 pedone del bianco · g2 pedone del bianco · a1 torre del bianco · b1 cavallo del bianco · c1 alfiere del bianco · d1 donna del bianco · e1 torre del bianco · g1 re del bianco | 5 |
| 4 | a8 torre del nero · d8 donna del nero · f8 torre del nero · g8 re del nero · b7 alfiere del nero · c7 pedone del nero · e7 alfiere del nero · f7 pedone del nero · g7 pedone del nero · h7 pedone del nero · a6 pedone del nero · c6 cavallo del nero · d6 pedone del nero · f6 cavallo del nero · b5 pedone del nero · e5 pedone del nero · d4 pedone del bianco · e4 pedone del bianco · b3 alfiere del bianco · c3 pedone del bianco · f3 cavallo del bianco · h3 pedone del bianco · a2 pedone del bianco · b2 pedone del bianco · f2 pedone del bianco · g2 pedone del bianco · a1 torre del bianco · b1 cavallo del bianco · c1 alfiere del bianco · d1 donna del bianco · e1 torre del bianco · g1 re del bianco | a8 torre del nero · d8 donna del nero · f8 torre del nero · g8 re del nero · b7 alfiere del nero · c7 pedone del nero · e7 alfiere del nero · f7 pedone del nero · g7 pedone del nero · h7 pedone del nero · a6 pedone del nero · c6 cavallo del nero · d6 pedone del nero · f6 cavallo del nero · b5 pedone del nero · e5 pedone del nero · d4 pedone del bianco · e4 pedone del bianco · b3 alfiere del bianco · c3 pedone del bianco · f3 cavallo del bianco · h3 pedone del bianco · a2 pedone del bianco · b2 pedone del bianco · f2 pedone del bianco · g2 pedone del bianco · a1 torre del bianco · b1 cavallo del bianco · c1 alfiere del bianco · d1 donna del bianco · e1 torre del bianco · g1 re del bianco | a8 torre del nero · d8 donna del nero · f8 torre del nero · g8 re del nero · b7 alfiere del nero · c7 pedone del nero · e7 alfiere del nero · f7 pedone del nero · g7 pedone del nero · h7 pedone del nero · a6 pedone del nero · c6 cavallo del nero · d6 pedone del nero · f6 cavallo del nero · b5 pedone del nero · e5 pedone del nero · d4 pedone del bianco · e4 pedone del bianco · b3 alfiere del bianco · c3 pedone del bianco · f3 cavallo del bianco · h3 pedone del bianco · a2 pedone del bianco · b2 pedone del bianco · f2 pedone del bianco · g2 pedone del bianco · a1 torre del bianco · b1 cavallo del bianco · c1 alfiere del bianco · d1 donna del bianco · e1 torre del bianco · g1 re del bianco | a8 torre del nero · d8 donna del nero · f8 torre del nero · g8 re del nero · b7 alfiere del nero · c7 pedone del nero · e7 alfiere del nero · f7 pedone del nero · g7 pedone del nero · h7 pedone del nero · a6 pedone del nero · c6 cavallo del nero · d6 pedone del nero · f6 cavallo del nero · b5 pedone del nero · e5 pedone del nero · d4 pedone del bianco · e4 pedone del bianco · b3 alfiere del bianco · c3 pedone del bianco · f3 cavallo del bianco · h3 pedone del bianco · a2 pedone del bianco · b2 pedone del bianco · f2 pedone del bianco · g2 pedone del bianco · a1 torre del bianco · b1 cavallo del bianco · c1 alfiere del bianco · d1 donna del bianco · e1 torre del bianco · g1 re del bianco | a8 torre del nero · d8 donna del nero · f8 torre del nero · g8 re del nero · b7 alfiere del nero · c7 pedone del nero · e7 alfiere del nero · f7 pedone del nero · g7 pedone del nero · h7 pedone del nero · a6 pedone del nero · c6 cavallo del nero · d6 pedone del nero · f6 cavallo del nero · b5 pedone del nero · e5 pedone del nero · d4 pedone del bianco · e4 pedone del bianco · b3 alfiere del bianco · c3 pedone del bianco · f3 cavallo del bianco · h3 pedone del bianco · a2 pedone del bianco · b2 pedone del bianco · f2 pedone del bianco · g2 pedone del bianco · a1 torre del bianco · b1 cavallo del bianco · c1 alfiere del bianco · d1 donna del bianco · e1 torre del bianco · g1 re del bianco | a8 torre del nero · d8 donna del nero · f8 torre del nero · g8 re del nero · b7 alfiere del nero · c7 pedone del nero · e7 alfiere del nero · f7 pedone del nero · g7 pedone del nero · h7 pedone del nero · a6 pedone del nero · c6 cavallo del nero · d6 pedone del nero · f6 cavallo del nero · b5 pedone del nero · e5 pedone del nero · d4 pedone del bianco · e4 pedone del bianco · b3 alfiere del bianco · c3 pedone del bianco · f3 cavallo del bianco · h3 pedone del bianco · a2 pedone del bianco · b2 pedone del bianco · f2 pedone del bianco · g2 pedone del bianco · a1 torre del bianco · b1 cavallo del bianco · c1 alfiere del bianco · d1 donna del bianco · e1 torre del bianco · g1 re del bianco | a8 torre del nero · d8 donna del nero · f8 torre del nero · g8 re del nero · b7 alfiere del nero · c7 pedone del nero · e7 alfiere del nero · f7 pedone del nero · g7 pedone del nero · h7 pedone del nero · a6 pedone del nero · c6 cavallo del nero · d6 pedone del nero · f6 cavallo del nero · b5 pedone del nero · e5 pedone del nero · d4 pedone del bianco · e4 pedone del bianco · b3 alfiere del bianco · c3 pedone del bianco · f3 cavallo del bianco · h3 pedone del bianco · a2 pedone del bianco · b2 pedone del bianco · f2 pedone del bianco · g2 pedone del bianco · a1 torre del bianco · b1 cavallo del bianco · c1 alfiere del bianco · d1 donna del bianco · e1 torre del bianco · g1 re del bianco | a8 torre del nero · d8 donna del nero · f8 torre del nero · g8 re del nero · b7 alfiere del nero · c7 pedone del nero · e7 alfiere del nero · f7 pedone del nero · g7 pedone del nero · h7 pedone del nero · a6 pedone del nero · c6 cavallo del nero · d6 pedone del nero · f6 cavallo del nero · b5 pedone del nero · e5 pedone del nero · d4 pedone del bianco · e4 pedone del bianco · b3 alfiere del bianco · c3 pedone del bianco · f3 cavallo del bianco · h3 pedone del bianco · a2 pedone del bianco · b2 pedone del bianco · f2 pedone del bianco · g2 pedone del bianco · a1 torre del bianco · b1 cavallo del bianco · c1 alfiere del bianco · d1 donna del bianco · e1 torre del bianco · g1 re del bianco | 4 |
| 3 | a8 torre del nero · d8 donna del nero · f8 torre del nero · g8 re del nero · b7 alfiere del nero · c7 pedone del nero · e7 alfiere del nero · f7 pedone del nero · g7 pedone del nero · h7 pedone del nero · a6 pedone del nero · c6 cavallo del nero · d6 pedone del nero · f6 cavallo del nero · b5 pedone del nero · e5 pedone del nero · d4 pedone del bianco · e4 pedone del bianco · b3 alfiere del bianco · c3 pedone del bianco · f3 cavallo del bianco · h3 pedone del bianco · a2 pedone del bianco · b2 pedone del bianco · f2 pedone del bianco · g2 pedone del bianco · a1 torre del bianco · b1 cavallo del bianco · c1 alfiere del bianco · d1 donna del bianco · e1 torre del bianco · g1 re del bianco | a8 torre del nero · d8 donna del nero · f8 torre del nero · g8 re del nero · b7 alfiere del nero · c7 pedone del nero · e7 alfiere del nero · f7 pedone del nero · g7 pedone del nero · h7 pedone del nero · a6 pedone del nero · c6 cavallo del nero · d6 pedone del nero · f6 cavallo del nero · b5 pedone del nero · e5 pedone del nero · d4 pedone del bianco · e4 pedone del bianco · b3 alfiere del bianco · c3 pedone del bianco · f3 cavallo del bianco · h3 pedone del bianco · a2 pedone del bianco · b2 pedone del bianco · f2 pedone del bianco · g2 pedone del bianco · a1 torre del bianco · b1 cavallo del bianco · c1 alfiere del bianco · d1 donna del bianco · e1 torre del bianco · g1 re del bianco | a8 torre del nero · d8 donna del nero · f8 torre del nero · g8 re del nero · b7 alfiere del nero · c7 pedone del nero · e7 alfiere del nero · f7 pedone del nero · g7 pedone del nero · h7 pedone del nero · a6 pedone del nero · c6 cavallo del nero · d6 pedone del nero · f6 cavallo del nero · b5 pedone del nero · e5 pedone del nero · d4 pedone del bianco · e4 pedone del bianco · b3 alfiere del bianco · c3 pedone del bianco · f3 cavallo del bianco · h3 pedone del bianco · a2 pedone del bianco · b2 pedone del bianco · f2 pedone del bianco · g2 pedone del bianco · a1 torre del bianco · b1 cavallo del bianco · c1 alfiere del bianco · d1 donna del bianco · e1 torre del bianco · g1 re del bianco | a8 torre del nero · d8 donna del nero · f8 torre del nero · g8 re del nero · b7 alfiere del nero · c7 pedone del nero · e7 alfiere del nero · f7 pedone del nero · g7 pedone del nero · h7 pedone del nero · a6 pedone del nero · c6 cavallo del nero · d6 pedone del nero · f6 cavallo del nero · b5 pedone del nero · e5 pedone del nero · d4 pedone del bianco · e4 pedone del bianco · b3 alfiere del bianco · c3 pedone del bianco · f3 cavallo del bianco · h3 pedone del bianco · a2 pedone del bianco · b2 pedone del bianco · f2 pedone del bianco · g2 pedone del bianco · a1 torre del bianco · b1 cavallo del bianco · c1 alfiere del bianco · d1 donna del bianco · e1 torre del bianco · g1 re del bianco | a8 torre del nero · d8 donna del nero · f8 torre del nero · g8 re del nero · b7 alfiere del nero · c7 pedone del nero · e7 alfiere del nero · f7 pedone del nero · g7 pedone del nero · h7 pedone del nero · a6 pedone del nero · c6 cavallo del nero · d6 pedone del nero · f6 cavallo del nero · b5 pedone del nero · e5 pedone del nero · d4 pedone del bianco · e4 pedone del bianco · b3 alfiere del bianco · c3 pedone del bianco · f3 cavallo del bianco · h3 pedone del bianco · a2 pedone del bianco · b2 pedone del bianco · f2 pedone del bianco · g2 pedone del bianco · a1 torre del bianco · b1 cavallo del bianco · c1 alfiere del bianco · d1 donna del bianco · e1 torre del bianco · g1 re del bianco | a8 torre del nero · d8 donna del nero · f8 torre del nero · g8 re del nero · b7 alfiere del nero · c7 pedone del nero · e7 alfiere del nero · f7 pedone del nero · g7 pedone del nero · h7 pedone del nero · a6 pedone del nero · c6 cavallo del nero · d6 pedone del nero · f6 cavallo del nero · b5 pedone del nero · e5 pedone del nero · d4 pedone del bianco · e4 pedone del bianco · b3 alfiere del bianco · c3 pedone del bianco · f3 cavallo del bianco · h3 pedone del bianco · a2 pedone del bianco · b2 pedone del bianco · f2 pedone del bianco · g2 pedone del bianco · a1 torre del bianco · b1 cavallo del bianco · c1 alfiere del bianco · d1 donna del bianco · e1 torre del bianco · g1 re del bianco | a8 torre del nero · d8 donna del nero · f8 torre del nero · g8 re del nero · b7 alfiere del nero · c7 pedone del nero · e7 alfiere del nero · f7 pedone del nero · g7 pedone del nero · h7 pedone del nero · a6 pedone del nero · c6 cavallo del nero · d6 pedone del nero · f6 cavallo del nero · b5 pedone del nero · e5 pedone del nero · d4 pedone del bianco · e4 pedone del bianco · b3 alfiere del bianco · c3 pedone del bianco · f3 cavallo del bianco · h3 pedone del bianco · a2 pedone del bianco · b2 pedone del bianco · f2 pedone del bianco · g2 pedone del bianco · a1 torre del bianco · b1 cavallo del bianco · c1 alfiere del bianco · d1 donna del bianco · e1 torre del bianco · g1 re del bianco | a8 torre del nero · d8 donna del nero · f8 torre del nero · g8 re del nero · b7 alfiere del nero · c7 pedone del nero · e7 alfiere del nero · f7 pedone del nero · g7 pedone del nero · h7 pedone del nero · a6 pedone del nero · c6 cavallo del nero · d6 pedone del nero · f6 cavallo del nero · b5 pedone del nero · e5 pedone del nero · d4 pedone del bianco · e4 pedone del bianco · b3 alfiere del bianco · c3 pedone del bianco · f3 cavallo del bianco · h3 pedone del bianco · a2 pedone del bianco · b2 pedone del bianco · f2 pedone del bianco · g2 pedone del bianco · a1 torre del bianco · b1 cavallo del bianco · c1 alfiere del bianco · d1 donna del bianco · e1 torre del bianco · g1 re del bianco | 3 |
| 2 | a8 torre del nero · d8 donna del nero · f8 torre del nero · g8 re del nero · b7 alfiere del nero · c7 pedone del nero · e7 alfiere del nero · f7 pedone del nero · g7 pedone del nero · h7 pedone del nero · a6 pedone del nero · c6 cavallo del nero · d6 pedone del nero · f6 cavallo del nero · b5 pedone del nero · e5 pedone del nero · d4 pedone del bianco · e4 pedone del bianco · b3 alfiere del bianco · c3 pedone del bianco · f3 cavallo del bianco · h3 pedone del bianco · a2 pedone del bianco · b2 pedone del bianco · f2 pedone del bianco · g2 pedone del bianco · a1 torre del bianco · b1 cavallo del bianco · c1 alfiere del bianco · d1 donna del bianco · e1 torre del bianco · g1 re del bianco | a8 torre del nero · d8 donna del nero · f8 torre del nero · g8 re del nero · b7 alfiere del nero · c7 pedone del nero · e7 alfiere del nero · f7 pedone del nero · g7 pedone del nero · h7 pedone del nero · a6 pedone del nero · c6 cavallo del nero · d6 pedone del nero · f6 cavallo del nero · b5 pedone del nero · e5 pedone del nero · d4 pedone del bianco · e4 pedone del bianco · b3 alfiere del bianco · c3 pedone del bianco · f3 cavallo del bianco · h3 pedone del bianco · a2 pedone del bianco · b2 pedone del bianco · f2 pedone del bianco · g2 pedone del bianco · a1 torre del bianco · b1 cavallo del bianco · c1 alfiere del bianco · d1 donna del bianco · e1 torre del bianco · g1 re del bianco | a8 torre del nero · d8 donna del nero · f8 torre del nero · g8 re del nero · b7 alfiere del nero · c7 pedone del nero · e7 alfiere del nero · f7 pedone del nero · g7 pedone del nero · h7 pedone del nero · a6 pedone del nero · c6 cavallo del nero · d6 pedone del nero · f6 cavallo del nero · b5 pedone del nero · e5 pedone del nero · d4 pedone del bianco · e4 pedone del bianco · b3 alfiere del bianco · c3 pedone del bianco · f3 cavallo del bianco · h3 pedone del bianco · a2 pedone del bianco · b2 pedone del bianco · f2 pedone del bianco · g2 pedone del bianco · a1 torre del bianco · b1 cavallo del bianco · c1 alfiere del bianco · d1 donna del bianco · e1 torre del bianco · g1 re del bianco | a8 torre del nero · d8 donna del nero · f8 torre del nero · g8 re del nero · b7 alfiere del nero · c7 pedone del nero · e7 alfiere del nero · f7 pedone del nero · g7 pedone del nero · h7 pedone del nero · a6 pedone del nero · c6 cavallo del nero · d6 pedone del nero · f6 cavallo del nero · b5 pedone del nero · e5 pedone del nero · d4 pedone del bianco · e4 pedone del bianco · b3 alfiere del bianco · c3 pedone del bianco · f3 cavallo del bianco · h3 pedone del bianco · a2 pedone del bianco · b2 pedone del bianco · f2 pedone del bianco · g2 pedone del bianco · a1 torre del bianco · b1 cavallo del bianco · c1 alfiere del bianco · d1 donna del bianco · e1 torre del bianco · g1 re del bianco | a8 torre del nero · d8 donna del nero · f8 torre del nero · g8 re del nero · b7 alfiere del nero · c7 pedone del nero · e7 alfiere del nero · f7 pedone del nero · g7 pedone del nero · h7 pedone del nero · a6 pedone del nero · c6 cavallo del nero · d6 pedone del nero · f6 cavallo del nero · b5 pedone del nero · e5 pedone del nero · d4 pedone del bianco · e4 pedone del bianco · b3 alfiere del bianco · c3 pedone del bianco · f3 cavallo del bianco · h3 pedone del bianco · a2 pedone del bianco · b2 pedone del bianco · f2 pedone del bianco · g2 pedone del bianco · a1 torre del bianco · b1 cavallo del bianco · c1 alfiere del bianco · d1 donna del bianco · e1 torre del bianco · g1 re del bianco | a8 torre del nero · d8 donna del nero · f8 torre del nero · g8 re del nero · b7 alfiere del nero · c7 pedone del nero · e7 alfiere del nero · f7 pedone del nero · g7 pedone del nero · h7 pedone del nero · a6 pedone del nero · c6 cavallo del nero · d6 pedone del nero · f6 cavallo del nero · b5 pedone del nero · e5 pedone del nero · d4 pedone del bianco · e4 pedone del bianco · b3 alfiere del bianco · c3 pedone del bianco · f3 cavallo del bianco · h3 pedone del bianco · a2 pedone del bianco · b2 pedone del bianco · f2 pedone del bianco · g2 pedone del bianco · a1 torre del bianco · b1 cavallo del bianco · c1 alfiere del bianco · d1 donna del bianco · e1 torre del bianco · g1 re del bianco | a8 torre del nero · d8 donna del nero · f8 torre del nero · g8 re del nero · b7 alfiere del nero · c7 pedone del nero · e7 alfiere del nero · f7 pedone del nero · g7 pedone del nero · h7 pedone del nero · a6 pedone del nero · c6 cavallo del nero · d6 pedone del nero · f6 cavallo del nero · b5 pedone del nero · e5 pedone del nero · d4 pedone del bianco · e4 pedone del bianco · b3 alfiere del bianco · c3 pedone del bianco · f3 cavallo del bianco · h3 pedone del bianco · a2 pedone del bianco · b2 pedone del bianco · f2 pedone del bianco · g2 pedone del bianco · a1 torre del bianco · b1 cavallo del bianco · c1 alfiere del bianco · d1 donna del bianco · e1 torre del bianco · g1 re del bianco | a8 torre del nero · d8 donna del nero · f8 torre del nero · g8 re del nero · b7 alfiere del nero · c7 pedone del nero · e7 alfiere del nero · f7 pedone del nero · g7 pedone del nero · h7 pedone del nero · a6 pedone del nero · c6 cavallo del nero · d6 pedone del nero · f6 cavallo del nero · b5 pedone del nero · e5 pedone del nero · d4 pedone del bianco · e4 pedone del bianco · b3 alfiere del bianco · c3 pedone del bianco · f3 cavallo del bianco · h3 pedone del bianco · a2 pedone del bianco · b2 pedone del bianco · f2 pedone del bianco · g2 pedone del bianco · a1 torre del bianco · b1 cavallo del bianco · c1 alfiere del bianco · d1 donna del bianco · e1 torre del bianco · g1 re del bianco | 2 |
| 1 | a8 torre del nero · d8 donna del nero · f8 torre del nero · g8 re del nero · b7 alfiere del nero · c7 pedone del nero · e7 alfiere del nero · f7 pedone del nero · g7 pedone del nero · h7 pedone del nero · a6 pedone del nero · c6 cavallo del nero · d6 pedone del nero · f6 cavallo del nero · b5 pedone del nero · e5 pedone del nero · d4 pedone del bianco · e4 pedone del bianco · b3 alfiere del bianco · c3 pedone del bianco · f3 cavallo del bianco · h3 pedone del bianco · a2 pedone del bianco · b2 pedone del bianco · f2 pedone del bianco · g2 pedone del bianco · a1 torre del bianco · b1 cavallo del bianco · c1 alfiere del bianco · d1 donna del bianco · e1 torre del bianco · g1 re del bianco | a8 torre del nero · d8 donna del nero · f8 torre del nero · g8 re del nero · b7 alfiere del nero · c7 pedone del nero · e7 alfiere del nero · f7 pedone del nero · g7 pedone del nero · h7 pedone del nero · a6 pedone del nero · c6 cavallo del nero · d6 pedone del nero · f6 cavallo del nero · b5 pedone del nero · e5 pedone del nero · d4 pedone del bianco · e4 pedone del bianco · b3 alfiere del bianco · c3 pedone del bianco · f3 cavallo del bianco · h3 pedone del bianco · a2 pedone del bianco · b2 pedone del bianco · f2 pedone del bianco · g2 pedone del bianco · a1 torre del bianco · b1 cavallo del bianco · c1 alfiere del bianco · d1 donna del bianco · e1 torre del bianco · g1 re del bianco | a8 torre del nero · d8 donna del nero · f8 torre del nero · g8 re del nero · b7 alfiere del nero · c7 pedone del nero · e7 alfiere del nero · f7 pedone del nero · g7 pedone del nero · h7 pedone del nero · a6 pedone del nero · c6 cavallo del nero · d6 pedone del nero · f6 cavallo del nero · b5 pedone del nero · e5 pedone del nero · d4 pedone del bianco · e4 pedone del bianco · b3 alfiere del bianco · c3 pedone del bianco · f3 cavallo del bianco · h3 pedone del bianco · a2 pedone del bianco · b2 pedone del bianco · f2 pedone del bianco · g2 pedone del bianco · a1 torre del bianco · b1 cavallo del bianco · c1 alfiere del bianco · d1 donna del bianco · e1 torre del bianco · g1 re del bianco | a8 torre del nero · d8 donna del nero · f8 torre del nero · g8 re del nero · b7 alfiere del nero · c7 pedone del nero · e7 alfiere del nero · f7 pedone del nero · g7 pedone del nero · h7 pedone del nero · a6 pedone del nero · c6 cavallo del nero · d6 pedone del nero · f6 cavallo del nero · b5 pedone del nero · e5 pedone del nero · d4 pedone del bianco · e4 pedone del bianco · b3 alfiere del bianco · c3 pedone del bianco · f3 cavallo del bianco · h3 pedone del bianco · a2 pedone del bianco · b2 pedone del bianco · f2 pedone del bianco · g2 pedone del bianco · a1 torre del bianco · b1 cavallo del bianco · c1 alfiere del bianco · d1 donna del bianco · e1 torre del bianco · g1 re del bianco | a8 torre del nero · d8 donna del nero · f8 torre del nero · g8 re del nero · b7 alfiere del nero · c7 pedone del nero · e7 alfiere del nero · f7 pedone del nero · g7 pedone del nero · h7 pedone del nero · a6 pedone del nero · c6 cavallo del nero · d6 pedone del nero · f6 cavallo del nero · b5 pedone del nero · e5 pedone del nero · d4 pedone del bianco · e4 pedone del bianco · b3 alfiere del bianco · c3 pedone del bianco · f3 cavallo del bianco · h3 pedone del bianco · a2 pedone del bianco · b2 pedone del bianco · f2 pedone del bianco · g2 pedone del bianco · a1 torre del bianco · b1 cavallo del bianco · c1 alfiere del bianco · d1 donna del bianco · e1 torre del bianco · g1 re del bianco | a8 torre del nero · d8 donna del nero · f8 torre del nero · g8 re del nero · b7 alfiere del nero · c7 pedone del nero · e7 alfiere del nero · f7 pedone del nero · g7 pedone del nero · h7 pedone del nero · a6 pedone del nero · c6 cavallo del nero · d6 pedone del nero · f6 cavallo del nero · b5 pedone del nero · e5 pedone del nero · d4 pedone del bianco · e4 pedone del bianco · b3 alfiere del bianco · c3 pedone del bianco · f3 cavallo del bianco · h3 pedone del bianco · a2 pedone del bianco · b2 pedone del bianco · f2 pedone del bianco · g2 pedone del bianco · a1 torre del bianco · b1 cavallo del bianco · c1 alfiere del bianco · d1 donna del bianco · e1 torre del bianco · g1 re del bianco | a8 torre del nero · d8 donna del nero · f8 torre del nero · g8 re del nero · b7 alfiere del nero · c7 pedone del nero · e7 alfiere del nero · f7 pedone del nero · g7 pedone del nero · h7 pedone del nero · a6 pedone del nero · c6 cavallo del nero · d6 pedone del nero · f6 cavallo del nero · b5 pedone del nero · e5 pedone del nero · d4 pedone del bianco · e4 pedone del bianco · b3 alfiere del bianco · c3 pedone del bianco · f3 cavallo del bianco · h3 pedone del bianco · a2 pedone del bianco · b2 pedone del bianco · f2 pedone del bianco · g2 pedone del bianco · a1 torre del bianco · b1 cavallo del bianco · c1 alfiere del bianco · d1 donna del bianco · e1 torre del bianco · g1 re del bianco | a8 torre del nero · d8 donna del nero · f8 torre del nero · g8 re del nero · b7 alfiere del nero · c7 pedone del nero · e7 alfiere del nero · f7 pedone del nero · g7 pedone del nero · h7 pedone del nero · a6 pedone del nero · c6 cavallo del nero · d6 pedone del nero · f6 cavallo del nero · b5 pedone del nero · e5 pedone del nero · d4 pedone del bianco · e4 pedone del bianco · b3 alfiere del bianco · c3 pedone del bianco · f3 cavallo del bianco · h3 pedone del bianco · a2 pedone del bianco · b2 pedone del bianco · f2 pedone del bianco · g2 pedone del bianco · a1 torre del bianco · b1 cavallo del bianco · c1 alfiere del bianco · d1 donna del bianco · e1 torre del bianco · g1 re del bianco | 1 |
|   | a | b | c | d | e | f | g | h |   |

Secondo Rowson, il primo vantaggio del Bianco è una certa somiglianza tra la prima mossa e il servizio del tennis: oltre ad avere un maggior controllo sulla direzione del gioco, ha la possibilità di segnare un "ace", consistente in una potente novità in apertura, e ha generalmente una seconda possibilità a sua disposizione nel caso il primo tentativo non vada a buon fine, in quanto un errore non causa necessariamente la caduta in una posizione perdente. Un secondo vantaggio è l'iniziativa, sebbene Rowson la consideri più un vantaggio psicologico che posizionale; anche Suba la considera in questo modo, in quanto può spingere l'avversario sotto pressione, portandolo a commettere errori. In terzo luogo, alcuni giocatori possono usare l'iniziativa per minacciare il Nero con un misto di preparazione casalinga dell'apertura e di attacco; un quarto vantaggio è la difficoltà per il Nero di evitare la patta se il Bianco mira ad essa.
Un esempio di quest'ultimo fenomeno è la variante Zaitsev della partita spagnola: dopo 1.e4 e5 2.Cf3 Cc6 3.Ab5 a6 4.Aa4 Cf6 5.0-0 Ae7 6.Te1 b5 7.Ab3 0-0 8.c3 d6 9.h3 Ab7 10.d4 Te8, il Bianco può ripetere la posizione con 11.Cg5 Tf8 12.Cf3, dopodiché il Nero deve scegliere tra insistere con la Zaitsev, giocando 12...Te8 e permettendo al Bianco di forzare la patta per tripla ripetizione di mosse con 12.Cg5 Tf8 14.Cf3, oppure cambiare variante, scegliendone una inferiore oppure meno gradita.

### Vantaggi del Nero
Dalla sua parte, anche il Nero ha diversi vantaggi: in primo luogo avere il Bianco può essere uno stimolo a giocare per la vittoria, strategia che può essere usata dal Nero a suo vantaggio; inoltre la mossa extra del Bianco può a volte essere svantaggiosa, in quanto il Bianco può trovarsi in una sorta di zugzwang. Terzo, l'iniziativa del Bianco può, se il Nero conserva una posizione flessibile e reattiva, essere assorbita e a volte passare di mano. Infine, gli scacchi sono un gioco ad informazione perfetta, e le maggiori informazioni del Nero possono essere usate per reagire ai suoi piani.
Le possibilità del Nero aumentano decisamente col giocare buone aperture, che tendono ad essere quelle flessibili e con un latente potenziale: secondo Rowson "il successo con il Nero dipende dal vedere oltre l'iniziativa" (Success with Black depends on seeing beyond the initiative). Un esempio è dato dalla variante del riccio, un sistema moderno contro la difesa inglese. Una posizione tipica deriva dalle mosse 1.c4 c5 2.Cf3 Cf6 3.g3 b6 4.Ag2 Ab7 5.0-0 e6 6.Cc3 Ae7 7.d4 cxd4 8.Dxd4 d6 9.e4 a6 (esistono diversi ordini di mosse che portano alla stessa posizione): il Bianco ha un vantaggio di spazio, mentre il Nero manovra i suoi pezzi nelle ultime due traverse, ma il Bianco deve rimanere attento alla possibilità delle spinte di liberazione ...b5 e ...d5. L'obiettivo del Nero è di evitare di compromettere i suoi pezzi, rimanendo flessibile e dinamico: a volte il Bianco tende ad essere più preoccupato della latente attività del Nero di quanto quest'ultimo lo sia del vantaggio di spazio del suo avversario; i tentativi del Bianco di distruggere la posizione nera, inoltre, falliscono spesso miseramente. Un esempio è la seguente partita tra Grandi Maestri:
|   | a | b | c | d | e | f | g | h |   |
| 8 | c8 torre del nero · d8 torre del nero · g8 re del nero · b7 alfiere del nero · c7 donna del nero · e7 alfiere del nero · f7 pedone del nero · g7 pedone del nero · a6 pedone del nero · b6 pedone del nero · d6 pedone del nero · e6 pedone del nero · f6 cavallo del nero · g6 cavallo del nero · h5 pedone del nero · a4 pedone del bianco · c4 pedone del bianco · e4 pedone del bianco · f4 pedone del bianco · b3 pedone del bianco · c3 cavallo del bianco · f3 cavallo del bianco · g3 pedone del bianco · h3 pedone del bianco · b2 alfiere del bianco · e2 donna del bianco · g2 alfiere del bianco · a1 torre del bianco · d1 torre del bianco · g1 re del bianco | c8 torre del nero · d8 torre del nero · g8 re del nero · b7 alfiere del nero · c7 donna del nero · e7 alfiere del nero · f7 pedone del nero · g7 pedone del nero · a6 pedone del nero · b6 pedone del nero · d6 pedone del nero · e6 pedone del nero · f6 cavallo del nero · g6 cavallo del nero · h5 pedone del nero · a4 pedone del bianco · c4 pedone del bianco · e4 pedone del bianco · f4 pedone del bianco · b3 pedone del bianco · c3 cavallo del bianco · f3 cavallo del bianco · g3 pedone del bianco · h3 pedone del bianco · b2 alfiere del bianco · e2 donna del bianco · g2 alfiere del bianco · a1 torre del bianco · d1 torre del bianco · g1 re del bianco | c8 torre del nero · d8 torre del nero · g8 re del nero · b7 alfiere del nero · c7 donna del nero · e7 alfiere del nero · f7 pedone del nero · g7 pedone del nero · a6 pedone del nero · b6 pedone del nero · d6 pedone del nero · e6 pedone del nero · f6 cavallo del nero · g6 cavallo del nero · h5 pedone del nero · a4 pedone del bianco · c4 pedone del bianco · e4 pedone del bianco · f4 pedone del bianco · b3 pedone del bianco · c3 cavallo del bianco · f3 cavallo del bianco · g3 pedone del bianco · h3 pedone del bianco · b2 alfiere del bianco · e2 donna del bianco · g2 alfiere del bianco · a1 torre del bianco · d1 torre del bianco · g1 re del bianco | c8 torre del nero · d8 torre del nero · g8 re del nero · b7 alfiere del nero · c7 donna del nero · e7 alfiere del nero · f7 pedone del nero · g7 pedone del nero · a6 pedone del nero · b6 pedone del nero · d6 pedone del nero · e6 pedone del nero · f6 cavallo del nero · g6 cavallo del nero · h5 pedone del nero · a4 pedone del bianco · c4 pedone del bianco · e4 pedone del bianco · f4 pedone del bianco · b3 pedone del bianco · c3 cavallo del bianco · f3 cavallo del bianco · g3 pedone del bianco · h3 pedone del bianco · b2 alfiere del bianco · e2 donna del bianco · g2 alfiere del bianco · a1 torre del bianco · d1 torre del bianco · g1 re del bianco | c8 torre del nero · d8 torre del nero · g8 re del nero · b7 alfiere del nero · c7 donna del nero · e7 alfiere del nero · f7 pedone del nero · g7 pedone del nero · a6 pedone del nero · b6 pedone del nero · d6 pedone del nero · e6 pedone del nero · f6 cavallo del nero · g6 cavallo del nero · h5 pedone del nero · a4 pedone del bianco · c4 pedone del bianco · e4 pedone del bianco · f4 pedone del bianco · b3 pedone del bianco · c3 cavallo del bianco · f3 cavallo del bianco · g3 pedone del bianco · h3 pedone del bianco · b2 alfiere del bianco · e2 donna del bianco · g2 alfiere del bianco · a1 torre del bianco · d1 torre del bianco · g1 re del bianco | c8 torre del nero · d8 torre del nero · g8 re del nero · b7 alfiere del nero · c7 donna del nero · e7 alfiere del nero · f7 pedone del nero · g7 pedone del nero · a6 pedone del nero · b6 pedone del nero · d6 pedone del nero · e6 pedone del nero · f6 cavallo del nero · g6 cavallo del nero · h5 pedone del nero · a4 pedone del bianco · c4 pedone del bianco · e4 pedone del bianco · f4 pedone del bianco · b3 pedone del bianco · c3 cavallo del bianco · f3 cavallo del bianco · g3 pedone del bianco · h3 pedone del bianco · b2 alfiere del bianco · e2 donna del bianco · g2 alfiere del bianco · a1 torre del bianco · d1 torre del bianco · g1 re del bianco | c8 torre del nero · d8 torre del nero · g8 re del nero · b7 alfiere del nero · c7 donna del nero · e7 alfiere del nero · f7 pedone del nero · g7 pedone del nero · a6 pedone del nero · b6 pedone del nero · d6 pedone del nero · e6 pedone del nero · f6 cavallo del nero · g6 cavallo del nero · h5 pedone del nero · a4 pedone del bianco · c4 pedone del bianco · e4 pedone del bianco · f4 pedone del bianco · b3 pedone del bianco · c3 cavallo del bianco · f3 cavallo del bianco · g3 pedone del bianco · h3 pedone del bianco · b2 alfiere del bianco · e2 donna del bianco · g2 alfiere del bianco · a1 torre del bianco · d1 torre del bianco · g1 re del bianco | c8 torre del nero · d8 torre del nero · g8 re del nero · b7 alfiere del nero · c7 donna del nero · e7 alfiere del nero · f7 pedone del nero · g7 pedone del nero · a6 pedone del nero · b6 pedone del nero · d6 pedone del nero · e6 pedone del nero · f6 cavallo del nero · g6 cavallo del nero · h5 pedone del nero · a4 pedone del bianco · c4 pedone del bianco · e4 pedone del bianco · f4 pedone del bianco · b3 pedone del bianco · c3 cavallo del bianco · f3 cavallo del bianco · g3 pedone del bianco · h3 pedone del bianco · b2 alfiere del bianco · e2 donna del bianco · g2 alfiere del bianco · a1 torre del bianco · d1 torre del bianco · g1 re del bianco | 8 |
| 7 | c8 torre del nero · d8 torre del nero · g8 re del nero · b7 alfiere del nero · c7 donna del nero · e7 alfiere del nero · f7 pedone del nero · g7 pedone del nero · a6 pedone del nero · b6 pedone del nero · d6 pedone del nero · e6 pedone del nero · f6 cavallo del nero · g6 cavallo del nero · h5 pedone del nero · a4 pedone del bianco · c4 pedone del bianco · e4 pedone del bianco · f4 pedone del bianco · b3 pedone del bianco · c3 cavallo del bianco · f3 cavallo del bianco · g3 pedone del bianco · h3 pedone del bianco · b2 alfiere del bianco · e2 donna del bianco · g2 alfiere del bianco · a1 torre del bianco · d1 torre del bianco · g1 re del bianco | c8 torre del nero · d8 torre del nero · g8 re del nero · b7 alfiere del nero · c7 donna del nero · e7 alfiere del nero · f7 pedone del nero · g7 pedone del nero · a6 pedone del nero · b6 pedone del nero · d6 pedone del nero · e6 pedone del nero · f6 cavallo del nero · g6 cavallo del nero · h5 pedone del nero · a4 pedone del bianco · c4 pedone del bianco · e4 pedone del bianco · f4 pedone del bianco · b3 pedone del bianco · c3 cavallo del bianco · f3 cavallo del bianco · g3 pedone del bianco · h3 pedone del bianco · b2 alfiere del bianco · e2 donna del bianco · g2 alfiere del bianco · a1 torre del bianco · d1 torre del bianco · g1 re del bianco | c8 torre del nero · d8 torre del nero · g8 re del nero · b7 alfiere del nero · c7 donna del nero · e7 alfiere del nero · f7 pedone del nero · g7 pedone del nero · a6 pedone del nero · b6 pedone del nero · d6 pedone del nero · e6 pedone del nero · f6 cavallo del nero · g6 cavallo del nero · h5 pedone del nero · a4 pedone del bianco · c4 pedone del bianco · e4 pedone del bianco · f4 pedone del bianco · b3 pedone del bianco · c3 cavallo del bianco · f3 cavallo del bianco · g3 pedone del bianco · h3 pedone del bianco · b2 alfiere del bianco · e2 donna del bianco · g2 alfiere del bianco · a1 torre del bianco · d1 torre del bianco · g1 re del bianco | c8 torre del nero · d8 torre del nero · g8 re del nero · b7 alfiere del nero · c7 donna del nero · e7 alfiere del nero · f7 pedone del nero · g7 pedone del nero · a6 pedone del nero · b6 pedone del nero · d6 pedone del nero · e6 pedone del nero · f6 cavallo del nero · g6 cavallo del nero · h5 pedone del nero · a4 pedone del bianco · c4 pedone del bianco · e4 pedone del bianco · f4 pedone del bianco · b3 pedone del bianco · c3 cavallo del bianco · f3 cavallo del bianco · g3 pedone del bianco · h3 pedone del bianco · b2 alfiere del bianco · e2 donna del bianco · g2 alfiere del bianco · a1 torre del bianco · d1 torre del bianco · g1 re del bianco | c8 torre del nero · d8 torre del nero · g8 re del nero · b7 alfiere del nero · c7 donna del nero · e7 alfiere del nero · f7 pedone del nero · g7 pedone del nero · a6 pedone del nero · b6 pedone del nero · d6 pedone del nero · e6 pedone del nero · f6 cavallo del nero · g6 cavallo del nero · h5 pedone del nero · a4 pedone del bianco · c4 pedone del bianco · e4 pedone del bianco · f4 pedone del bianco · b3 pedone del bianco · c3 cavallo del bianco · f3 cavallo del bianco · g3 pedone del bianco · h3 pedone del bianco · b2 alfiere del bianco · e2 donna del bianco · g2 alfiere del bianco · a1 torre del bianco · d1 torre del bianco · g1 re del bianco | c8 torre del nero · d8 torre del nero · g8 re del nero · b7 alfiere del nero · c7 donna del nero · e7 alfiere del nero · f7 pedone del nero · g7 pedone del nero · a6 pedone del nero · b6 pedone del nero · d6 pedone del nero · e6 pedone del nero · f6 cavallo del nero · g6 cavallo del nero · h5 pedone del nero · a4 pedone del bianco · c4 pedone del bianco · e4 pedone del bianco · f4 pedone del bianco · b3 pedone del bianco · c3 cavallo del bianco · f3 cavallo del bianco · g3 pedone del bianco · h3 pedone del bianco · b2 alfiere del bianco · e2 donna del bianco · g2 alfiere del bianco · a1 torre del bianco · d1 torre del bianco · g1 re del bianco | c8 torre del nero · d8 torre del nero · g8 re del nero · b7 alfiere del nero · c7 donna del nero · e7 alfiere del nero · f7 pedone del nero · g7 pedone del nero · a6 pedone del nero · b6 pedone del nero · d6 pedone del nero · e6 pedone del nero · f6 cavallo del nero · g6 cavallo del nero · h5 pedone del nero · a4 pedone del bianco · c4 pedone del bianco · e4 pedone del bianco · f4 pedone del bianco · b3 pedone del bianco · c3 cavallo del bianco · f3 cavallo del bianco · g3 pedone del bianco · h3 pedone del bianco · b2 alfiere del bianco · e2 donna del bianco · g2 alfiere del bianco · a1 torre del bianco · d1 torre del bianco · g1 re del bianco | c8 torre del nero · d8 torre del nero · g8 re del nero · b7 alfiere del nero · c7 donna del nero · e7 alfiere del nero · f7 pedone del nero · g7 pedone del nero · a6 pedone del nero · b6 pedone del nero · d6 pedone del nero · e6 pedone del nero · f6 cavallo del nero · g6 cavallo del nero · h5 pedone del nero · a4 pedone del bianco · c4 pedone del bianco · e4 pedone del bianco · f4 pedone del bianco · b3 pedone del bianco · c3 cavallo del bianco · f3 cavallo del bianco · g3 pedone del bianco · h3 pedone del bianco · b2 alfiere del bianco · e2 donna del bianco · g2 alfiere del bianco · a1 torre del bianco · d1 torre del bianco · g1 re del bianco | 7 |
| 6 | c8 torre del nero · d8 torre del nero · g8 re del nero · b7 alfiere del nero · c7 donna del nero · e7 alfiere del nero · f7 pedone del nero · g7 pedone del nero · a6 pedone del nero · b6 pedone del nero · d6 pedone del nero · e6 pedone del nero · f6 cavallo del nero · g6 cavallo del nero · h5 pedone del nero · a4 pedone del bianco · c4 pedone del bianco · e4 pedone del bianco · f4 pedone del bianco · b3 pedone del bianco · c3 cavallo del bianco · f3 cavallo del bianco · g3 pedone del bianco · h3 pedone del bianco · b2 alfiere del bianco · e2 donna del bianco · g2 alfiere del bianco · a1 torre del bianco · d1 torre del bianco · g1 re del bianco | c8 torre del nero · d8 torre del nero · g8 re del nero · b7 alfiere del nero · c7 donna del nero · e7 alfiere del nero · f7 pedone del nero · g7 pedone del nero · a6 pedone del nero · b6 pedone del nero · d6 pedone del nero · e6 pedone del nero · f6 cavallo del nero · g6 cavallo del nero · h5 pedone del nero · a4 pedone del bianco · c4 pedone del bianco · e4 pedone del bianco · f4 pedone del bianco · b3 pedone del bianco · c3 cavallo del bianco · f3 cavallo del bianco · g3 pedone del bianco · h3 pedone del bianco · b2 alfiere del bianco · e2 donna del bianco · g2 alfiere del bianco · a1 torre del bianco · d1 torre del bianco · g1 re del bianco | c8 torre del nero · d8 torre del nero · g8 re del nero · b7 alfiere del nero · c7 donna del nero · e7 alfiere del nero · f7 pedone del nero · g7 pedone del nero · a6 pedone del nero · b6 pedone del nero · d6 pedone del nero · e6 pedone del nero · f6 cavallo del nero · g6 cavallo del nero · h5 pedone del nero · a4 pedone del bianco · c4 pedone del bianco · e4 pedone del bianco · f4 pedone del bianco · b3 pedone del bianco · c3 cavallo del bianco · f3 cavallo del bianco · g3 pedone del bianco · h3 pedone del bianco · b2 alfiere del bianco · e2 donna del bianco · g2 alfiere del bianco · a1 torre del bianco · d1 torre del bianco · g1 re del bianco | c8 torre del nero · d8 torre del nero · g8 re del nero · b7 alfiere del nero · c7 donna del nero · e7 alfiere del nero · f7 pedone del nero · g7 pedone del nero · a6 pedone del nero · b6 pedone del nero · d6 pedone del nero · e6 pedone del nero · f6 cavallo del nero · g6 cavallo del nero · h5 pedone del nero · a4 pedone del bianco · c4 pedone del bianco · e4 pedone del bianco · f4 pedone del bianco · b3 pedone del bianco · c3 cavallo del bianco · f3 cavallo del bianco · g3 pedone del bianco · h3 pedone del bianco · b2 alfiere del bianco · e2 donna del bianco · g2 alfiere del bianco · a1 torre del bianco · d1 torre del bianco · g1 re del bianco | c8 torre del nero · d8 torre del nero · g8 re del nero · b7 alfiere del nero · c7 donna del nero · e7 alfiere del nero · f7 pedone del nero · g7 pedone del nero · a6 pedone del nero · b6 pedone del nero · d6 pedone del nero · e6 pedone del nero · f6 cavallo del nero · g6 cavallo del nero · h5 pedone del nero · a4 pedone del bianco · c4 pedone del bianco · e4 pedone del bianco · f4 pedone del bianco · b3 pedone del bianco · c3 cavallo del bianco · f3 cavallo del bianco · g3 pedone del bianco · h3 pedone del bianco · b2 alfiere del bianco · e2 donna del bianco · g2 alfiere del bianco · a1 torre del bianco · d1 torre del bianco · g1 re del bianco | c8 torre del nero · d8 torre del nero · g8 re del nero · b7 alfiere del nero · c7 donna del nero · e7 alfiere del nero · f7 pedone del nero · g7 pedone del nero · a6 pedone del nero · b6 pedone del nero · d6 pedone del nero · e6 pedone del nero · f6 cavallo del nero · g6 cavallo del nero · h5 pedone del nero · a4 pedone del bianco · c4 pedone del bianco · e4 pedone del bianco · f4 pedone del bianco · b3 pedone del bianco · c3 cavallo del bianco · f3 cavallo del bianco · g3 pedone del bianco · h3 pedone del bianco · b2 alfiere del bianco · e2 donna del bianco · g2 alfiere del bianco · a1 torre del bianco · d1 torre del bianco · g1 re del bianco | c8 torre del nero · d8 torre del nero · g8 re del nero · b7 alfiere del nero · c7 donna del nero · e7 alfiere del nero · f7 pedone del nero · g7 pedone del nero · a6 pedone del nero · b6 pedone del nero · d6 pedone del nero · e6 pedone del nero · f6 cavallo del nero · g6 cavallo del nero · h5 pedone del nero · a4 pedone del bianco · c4 pedone del bianco · e4 pedone del bianco · f4 pedone del bianco · b3 pedone del bianco · c3 cavallo del bianco · f3 cavallo del bianco · g3 pedone del bianco · h3 pedone del bianco · b2 alfiere del bianco · e2 donna del bianco · g2 alfiere del bianco · a1 torre del bianco · d1 torre del bianco · g1 re del bianco | c8 torre del nero · d8 torre del nero · g8 re del nero · b7 alfiere del nero · c7 donna del nero · e7 alfiere del nero · f7 pedone del nero · g7 pedone del nero · a6 pedone del nero · b6 pedone del nero · d6 pedone del nero · e6 pedone del nero · f6 cavallo del nero · g6 cavallo del nero · h5 pedone del nero · a4 pedone del bianco · c4 pedone del bianco · e4 pedone del bianco · f4 pedone del bianco · b3 pedone del bianco · c3 cavallo del bianco · f3 cavallo del bianco · g3 pedone del bianco · h3 pedone del bianco · b2 alfiere del bianco · e2 donna del bianco · g2 alfiere del bianco · a1 torre del bianco · d1 torre del bianco · g1 re del bianco | 6 |
| 5 | c8 torre del nero · d8 torre del nero · g8 re del nero · b7 alfiere del nero · c7 donna del nero · e7 alfiere del nero · f7 pedone del nero · g7 pedone del nero · a6 pedone del nero · b6 pedone del nero · d6 pedone del nero · e6 pedone del nero · f6 cavallo del nero · g6 cavallo del nero · h5 pedone del nero · a4 pedone del bianco · c4 pedone del bianco · e4 pedone del bianco · f4 pedone del bianco · b3 pedone del bianco · c3 cavallo del bianco · f3 cavallo del bianco · g3 pedone del bianco · h3 pedone del bianco · b2 alfiere del bianco · e2 donna del bianco · g2 alfiere del bianco · a1 torre del bianco · d1 torre del bianco · g1 re del bianco | c8 torre del nero · d8 torre del nero · g8 re del nero · b7 alfiere del nero · c7 donna del nero · e7 alfiere del nero · f7 pedone del nero · g7 pedone del nero · a6 pedone del nero · b6 pedone del nero · d6 pedone del nero · e6 pedone del nero · f6 cavallo del nero · g6 cavallo del nero · h5 pedone del nero · a4 pedone del bianco · c4 pedone del bianco · e4 pedone del bianco · f4 pedone del bianco · b3 pedone del bianco · c3 cavallo del bianco · f3 cavallo del bianco · g3 pedone del bianco · h3 pedone del bianco · b2 alfiere del bianco · e2 donna del bianco · g2 alfiere del bianco · a1 torre del bianco · d1 torre del bianco · g1 re del bianco | c8 torre del nero · d8 torre del nero · g8 re del nero · b7 alfiere del nero · c7 donna del nero · e7 alfiere del nero · f7 pedone del nero · g7 pedone del nero · a6 pedone del nero · b6 pedone del nero · d6 pedone del nero · e6 pedone del nero · f6 cavallo del nero · g6 cavallo del nero · h5 pedone del nero · a4 pedone del bianco · c4 pedone del bianco · e4 pedone del bianco · f4 pedone del bianco · b3 pedone del bianco · c3 cavallo del bianco · f3 cavallo del bianco · g3 pedone del bianco · h3 pedone del bianco · b2 alfiere del bianco · e2 donna del bianco · g2 alfiere del bianco · a1 torre del bianco · d1 torre del bianco · g1 re del bianco | c8 torre del nero · d8 torre del nero · g8 re del nero · b7 alfiere del nero · c7 donna del nero · e7 alfiere del nero · f7 pedone del nero · g7 pedone del nero · a6 pedone del nero · b6 pedone del nero · d6 pedone del nero · e6 pedone del nero · f6 cavallo del nero · g6 cavallo del nero · h5 pedone del nero · a4 pedone del bianco · c4 pedone del bianco · e4 pedone del bianco · f4 pedone del bianco · b3 pedone del bianco · c3 cavallo del bianco · f3 cavallo del bianco · g3 pedone del bianco · h3 pedone del bianco · b2 alfiere del bianco · e2 donna del bianco · g2 alfiere del bianco · a1 torre del bianco · d1 torre del bianco · g1 re del bianco | c8 torre del nero · d8 torre del nero · g8 re del nero · b7 alfiere del nero · c7 donna del nero · e7 alfiere del nero · f7 pedone del nero · g7 pedone del nero · a6 pedone del nero · b6 pedone del nero · d6 pedone del nero · e6 pedone del nero · f6 cavallo del nero · g6 cavallo del nero · h5 pedone del nero · a4 pedone del bianco · c4 pedone del bianco · e4 pedone del bianco · f4 pedone del bianco · b3 pedone del bianco · c3 cavallo del bianco · f3 cavallo del bianco · g3 pedone del bianco · h3 pedone del bianco · b2 alfiere del bianco · e2 donna del bianco · g2 alfiere del bianco · a1 torre del bianco · d1 torre del bianco · g1 re del bianco | c8 torre del nero · d8 torre del nero · g8 re del nero · b7 alfiere del nero · c7 donna del nero · e7 alfiere del nero · f7 pedone del nero · g7 pedone del nero · a6 pedone del nero · b6 pedone del nero · d6 pedone del nero · e6 pedone del nero · f6 cavallo del nero · g6 cavallo del nero · h5 pedone del nero · a4 pedone del bianco · c4 pedone del bianco · e4 pedone del bianco · f4 pedone del bianco · b3 pedone del bianco · c3 cavallo del bianco · f3 cavallo del bianco · g3 pedone del bianco · h3 pedone del bianco · b2 alfiere del bianco · e2 donna del bianco · g2 alfiere del bianco · a1 torre del bianco · d1 torre del bianco · g1 re del bianco | c8 torre del nero · d8 torre del nero · g8 re del nero · b7 alfiere del nero · c7 donna del nero · e7 alfiere del nero · f7 pedone del nero · g7 pedone del nero · a6 pedone del nero · b6 pedone del nero · d6 pedone del nero · e6 pedone del nero · f6 cavallo del nero · g6 cavallo del nero · h5 pedone del nero · a4 pedone del bianco · c4 pedone del bianco · e4 pedone del bianco · f4 pedone del bianco · b3 pedone del bianco · c3 cavallo del bianco · f3 cavallo del bianco · g3 pedone del bianco · h3 pedone del bianco · b2 alfiere del bianco · e2 donna del bianco · g2 alfiere del bianco · a1 torre del bianco · d1 torre del bianco · g1 re del bianco | c8 torre del nero · d8 torre del nero · g8 re del nero · b7 alfiere del nero · c7 donna del nero · e7 alfiere del nero · f7 pedone del nero · g7 pedone del nero · a6 pedone del nero · b6 pedone del nero · d6 pedone del nero · e6 pedone del nero · f6 cavallo del nero · g6 cavallo del nero · h5 pedone del nero · a4 pedone del bianco · c4 pedone del bianco · e4 pedone del bianco · f4 pedone del bianco · b3 pedone del bianco · c3 cavallo del bianco · f3 cavallo del bianco · g3 pedone del bianco · h3 pedone del bianco · b2 alfiere del bianco · e2 donna del bianco · g2 alfiere del bianco · a1 torre del bianco · d1 torre del bianco · g1 re del bianco | 5 |
| 4 | c8 torre del nero · d8 torre del nero · g8 re del nero · b7 alfiere del nero · c7 donna del nero · e7 alfiere del nero · f7 pedone del nero · g7 pedone del nero · a6 pedone del nero · b6 pedone del nero · d6 pedone del nero · e6 pedone del nero · f6 cavallo del nero · g6 cavallo del nero · h5 pedone del nero · a4 pedone del bianco · c4 pedone del bianco · e4 pedone del bianco · f4 pedone del bianco · b3 pedone del bianco · c3 cavallo del bianco · f3 cavallo del bianco · g3 pedone del bianco · h3 pedone del bianco · b2 alfiere del bianco · e2 donna del bianco · g2 alfiere del bianco · a1 torre del bianco · d1 torre del bianco · g1 re del bianco | c8 torre del nero · d8 torre del nero · g8 re del nero · b7 alfiere del nero · c7 donna del nero · e7 alfiere del nero · f7 pedone del nero · g7 pedone del nero · a6 pedone del nero · b6 pedone del nero · d6 pedone del nero · e6 pedone del nero · f6 cavallo del nero · g6 cavallo del nero · h5 pedone del nero · a4 pedone del bianco · c4 pedone del bianco · e4 pedone del bianco · f4 pedone del bianco · b3 pedone del bianco · c3 cavallo del bianco · f3 cavallo del bianco · g3 pedone del bianco · h3 pedone del bianco · b2 alfiere del bianco · e2 donna del bianco · g2 alfiere del bianco · a1 torre del bianco · d1 torre del bianco · g1 re del bianco | c8 torre del nero · d8 torre del nero · g8 re del nero · b7 alfiere del nero · c7 donna del nero · e7 alfiere del nero · f7 pedone del nero · g7 pedone del nero · a6 pedone del nero · b6 pedone del nero · d6 pedone del nero · e6 pedone del nero · f6 cavallo del nero · g6 cavallo del nero · h5 pedone del nero · a4 pedone del bianco · c4 pedone del bianco · e4 pedone del bianco · f4 pedone del bianco · b3 pedone del bianco · c3 cavallo del bianco · f3 cavallo del bianco · g3 pedone del bianco · h3 pedone del bianco · b2 alfiere del bianco · e2 donna del bianco · g2 alfiere del bianco · a1 torre del bianco · d1 torre del bianco · g1 re del bianco | c8 torre del nero · d8 torre del nero · g8 re del nero · b7 alfiere del nero · c7 donna del nero · e7 alfiere del nero · f7 pedone del nero · g7 pedone del nero · a6 pedone del nero · b6 pedone del nero · d6 pedone del nero · e6 pedone del nero · f6 cavallo del nero · g6 cavallo del nero · h5 pedone del nero · a4 pedone del bianco · c4 pedone del bianco · e4 pedone del bianco · f4 pedone del bianco · b3 pedone del bianco · c3 cavallo del bianco · f3 cavallo del bianco · g3 pedone del bianco · h3 pedone del bianco · b2 alfiere del bianco · e2 donna del bianco · g2 alfiere del bianco · a1 torre del bianco · d1 torre del bianco · g1 re del bianco | c8 torre del nero · d8 torre del nero · g8 re del nero · b7 alfiere del nero · c7 donna del nero · e7 alfiere del nero · f7 pedone del nero · g7 pedone del nero · a6 pedone del nero · b6 pedone del nero · d6 pedone del nero · e6 pedone del nero · f6 cavallo del nero · g6 cavallo del nero · h5 pedone del nero · a4 pedone del bianco · c4 pedone del bianco · e4 pedone del bianco · f4 pedone del bianco · b3 pedone del bianco · c3 cavallo del bianco · f3 cavallo del bianco · g3 pedone del bianco · h3 pedone del bianco · b2 alfiere del bianco · e2 donna del bianco · g2 alfiere del bianco · a1 torre del bianco · d1 torre del bianco · g1 re del bianco | c8 torre del nero · d8 torre del nero · g8 re del nero · b7 alfiere del nero · c7 donna del nero · e7 alfiere del nero · f7 pedone del nero · g7 pedone del nero · a6 pedone del nero · b6 pedone del nero · d6 pedone del nero · e6 pedone del nero · f6 cavallo del nero · g6 cavallo del nero · h5 pedone del nero · a4 pedone del bianco · c4 pedone del bianco · e4 pedone del bianco · f4 pedone del bianco · b3 pedone del bianco · c3 cavallo del bianco · f3 cavallo del bianco · g3 pedone del bianco · h3 pedone del bianco · b2 alfiere del bianco · e2 donna del bianco · g2 alfiere del bianco · a1 torre del bianco · d1 torre del bianco · g1 re del bianco | c8 torre del nero · d8 torre del nero · g8 re del nero · b7 alfiere del nero · c7 donna del nero · e7 alfiere del nero · f7 pedone del nero · g7 pedone del nero · a6 pedone del nero · b6 pedone del nero · d6 pedone del nero · e6 pedone del nero · f6 cavallo del nero · g6 cavallo del nero · h5 pedone del nero · a4 pedone del bianco · c4 pedone del bianco · e4 pedone del bianco · f4 pedone del bianco · b3 pedone del bianco · c3 cavallo del bianco · f3 cavallo del bianco · g3 pedone del bianco · h3 pedone del bianco · b2 alfiere del bianco · e2 donna del bianco · g2 alfiere del bianco · a1 torre del bianco · d1 torre del bianco · g1 re del bianco | c8 torre del nero · d8 torre del nero · g8 re del nero · b7 alfiere del nero · c7 donna del nero · e7 alfiere del nero · f7 pedone del nero · g7 pedone del nero · a6 pedone del nero · b6 pedone del nero · d6 pedone del nero · e6 pedone del nero · f6 cavallo del nero · g6 cavallo del nero · h5 pedone del nero · a4 pedone del bianco · c4 pedone del bianco · e4 pedone del bianco · f4 pedone del bianco · b3 pedone del bianco · c3 cavallo del bianco · f3 cavallo del bianco · g3 pedone del bianco · h3 pedone del bianco · b2 alfiere del bianco · e2 donna del bianco · g2 alfiere del bianco · a1 torre del bianco · d1 torre del bianco · g1 re del bianco | 4 |
| 3 | c8 torre del nero · d8 torre del nero · g8 re del nero · b7 alfiere del nero · c7 donna del nero · e7 alfiere del nero · f7 pedone del nero · g7 pedone del nero · a6 pedone del nero · b6 pedone del nero · d6 pedone del nero · e6 pedone del nero · f6 cavallo del nero · g6 cavallo del nero · h5 pedone del nero · a4 pedone del bianco · c4 pedone del bianco · e4 pedone del bianco · f4 pedone del bianco · b3 pedone del bianco · c3 cavallo del bianco · f3 cavallo del bianco · g3 pedone del bianco · h3 pedone del bianco · b2 alfiere del bianco · e2 donna del bianco · g2 alfiere del bianco · a1 torre del bianco · d1 torre del bianco · g1 re del bianco | c8 torre del nero · d8 torre del nero · g8 re del nero · b7 alfiere del nero · c7 donna del nero · e7 alfiere del nero · f7 pedone del nero · g7 pedone del nero · a6 pedone del nero · b6 pedone del nero · d6 pedone del nero · e6 pedone del nero · f6 cavallo del nero · g6 cavallo del nero · h5 pedone del nero · a4 pedone del bianco · c4 pedone del bianco · e4 pedone del bianco · f4 pedone del bianco · b3 pedone del bianco · c3 cavallo del bianco · f3 cavallo del bianco · g3 pedone del bianco · h3 pedone del bianco · b2 alfiere del bianco · e2 donna del bianco · g2 alfiere del bianco · a1 torre del bianco · d1 torre del bianco · g1 re del bianco | c8 torre del nero · d8 torre del nero · g8 re del nero · b7 alfiere del nero · c7 donna del nero · e7 alfiere del nero · f7 pedone del nero · g7 pedone del nero · a6 pedone del nero · b6 pedone del nero · d6 pedone del nero · e6 pedone del nero · f6 cavallo del nero · g6 cavallo del nero · h5 pedone del nero · a4 pedone del bianco · c4 pedone del bianco · e4 pedone del bianco · f4 pedone del bianco · b3 pedone del bianco · c3 cavallo del bianco · f3 cavallo del bianco · g3 pedone del bianco · h3 pedone del bianco · b2 alfiere del bianco · e2 donna del bianco · g2 alfiere del bianco · a1 torre del bianco · d1 torre del bianco · g1 re del bianco | c8 torre del nero · d8 torre del nero · g8 re del nero · b7 alfiere del nero · c7 donna del nero · e7 alfiere del nero · f7 pedone del nero · g7 pedone del nero · a6 pedone del nero · b6 pedone del nero · d6 pedone del nero · e6 pedone del nero · f6 cavallo del nero · g6 cavallo del nero · h5 pedone del nero · a4 pedone del bianco · c4 pedone del bianco · e4 pedone del bianco · f4 pedone del bianco · b3 pedone del bianco · c3 cavallo del bianco · f3 cavallo del bianco · g3 pedone del bianco · h3 pedone del bianco · b2 alfiere del bianco · e2 donna del bianco · g2 alfiere del bianco · a1 torre del bianco · d1 torre del bianco · g1 re del bianco | c8 torre del nero · d8 torre del nero · g8 re del nero · b7 alfiere del nero · c7 donna del nero · e7 alfiere del nero · f7 pedone del nero · g7 pedone del nero · a6 pedone del nero · b6 pedone del nero · d6 pedone del nero · e6 pedone del nero · f6 cavallo del nero · g6 cavallo del nero · h5 pedone del nero · a4 pedone del bianco · c4 pedone del bianco · e4 pedone del bianco · f4 pedone del bianco · b3 pedone del bianco · c3 cavallo del bianco · f3 cavallo del bianco · g3 pedone del bianco · h3 pedone del bianco · b2 alfiere del bianco · e2 donna del bianco · g2 alfiere del bianco · a1 torre del bianco · d1 torre del bianco · g1 re del bianco | c8 torre del nero · d8 torre del nero · g8 re del nero · b7 alfiere del nero · c7 donna del nero · e7 alfiere del nero · f7 pedone del nero · g7 pedone del nero · a6 pedone del nero · b6 pedone del nero · d6 pedone del nero · e6 pedone del nero · f6 cavallo del nero · g6 cavallo del nero · h5 pedone del nero · a4 pedone del bianco · c4 pedone del bianco · e4 pedone del bianco · f4 pedone del bianco · b3 pedone del bianco · c3 cavallo del bianco · f3 cavallo del bianco · g3 pedone del bianco · h3 pedone del bianco · b2 alfiere del bianco · e2 donna del bianco · g2 alfiere del bianco · a1 torre del bianco · d1 torre del bianco · g1 re del bianco | c8 torre del nero · d8 torre del nero · g8 re del nero · b7 alfiere del nero · c7 donna del nero · e7 alfiere del nero · f7 pedone del nero · g7 pedone del nero · a6 pedone del nero · b6 pedone del nero · d6 pedone del nero · e6 pedone del nero · f6 cavallo del nero · g6 cavallo del nero · h5 pedone del nero · a4 pedone del bianco · c4 pedone del bianco · e4 pedone del bianco · f4 pedone del bianco · b3 pedone del bianco · c3 cavallo del bianco · f3 cavallo del bianco · g3 pedone del bianco · h3 pedone del bianco · b2 alfiere del bianco · e2 donna del bianco · g2 alfiere del bianco · a1 torre del bianco · d1 torre del bianco · g1 re del bianco | c8 torre del nero · d8 torre del nero · g8 re del nero · b7 alfiere del nero · c7 donna del nero · e7 alfiere del nero · f7 pedone del nero · g7 pedone del nero · a6 pedone del nero · b6 pedone del nero · d6 pedone del nero · e6 pedone del nero · f6 cavallo del nero · g6 cavallo del nero · h5 pedone del nero · a4 pedone del bianco · c4 pedone del bianco · e4 pedone del bianco · f4 pedone del bianco · b3 pedone del bianco · c3 cavallo del bianco · f3 cavallo del bianco · g3 pedone del bianco · h3 pedone del bianco · b2 alfiere del bianco · e2 donna del bianco · g2 alfiere del bianco · a1 torre del bianco · d1 torre del bianco · g1 re del bianco | 3 |
| 2 | c8 torre del nero · d8 torre del nero · g8 re del nero · b7 alfiere del nero · c7 donna del nero · e7 alfiere del nero · f7 pedone del nero · g7 pedone del nero · a6 pedone del nero · b6 pedone del nero · d6 pedone del nero · e6 pedone del nero · f6 cavallo del nero · g6 cavallo del nero · h5 pedone del nero · a4 pedone del bianco · c4 pedone del bianco · e4 pedone del bianco · f4 pedone del bianco · b3 pedone del bianco · c3 cavallo del bianco · f3 cavallo del bianco · g3 pedone del bianco · h3 pedone del bianco · b2 alfiere del bianco · e2 donna del bianco · g2 alfiere del bianco · a1 torre del bianco · d1 torre del bianco · g1 re del bianco | c8 torre del nero · d8 torre del nero · g8 re del nero · b7 alfiere del nero · c7 donna del nero · e7 alfiere del nero · f7 pedone del nero · g7 pedone del nero · a6 pedone del nero · b6 pedone del nero · d6 pedone del nero · e6 pedone del nero · f6 cavallo del nero · g6 cavallo del nero · h5 pedone del nero · a4 pedone del bianco · c4 pedone del bianco · e4 pedone del bianco · f4 pedone del bianco · b3 pedone del bianco · c3 cavallo del bianco · f3 cavallo del bianco · g3 pedone del bianco · h3 pedone del bianco · b2 alfiere del bianco · e2 donna del bianco · g2 alfiere del bianco · a1 torre del bianco · d1 torre del bianco · g1 re del bianco | c8 torre del nero · d8 torre del nero · g8 re del nero · b7 alfiere del nero · c7 donna del nero · e7 alfiere del nero · f7 pedone del nero · g7 pedone del nero · a6 pedone del nero · b6 pedone del nero · d6 pedone del nero · e6 pedone del nero · f6 cavallo del nero · g6 cavallo del nero · h5 pedone del nero · a4 pedone del bianco · c4 pedone del bianco · e4 pedone del bianco · f4 pedone del bianco · b3 pedone del bianco · c3 cavallo del bianco · f3 cavallo del bianco · g3 pedone del bianco · h3 pedone del bianco · b2 alfiere del bianco · e2 donna del bianco · g2 alfiere del bianco · a1 torre del bianco · d1 torre del bianco · g1 re del bianco | c8 torre del nero · d8 torre del nero · g8 re del nero · b7 alfiere del nero · c7 donna del nero · e7 alfiere del nero · f7 pedone del nero · g7 pedone del nero · a6 pedone del nero · b6 pedone del nero · d6 pedone del nero · e6 pedone del nero · f6 cavallo del nero · g6 cavallo del nero · h5 pedone del nero · a4 pedone del bianco · c4 pedone del bianco · e4 pedone del bianco · f4 pedone del bianco · b3 pedone del bianco · c3 cavallo del bianco · f3 cavallo del bianco · g3 pedone del bianco · h3 pedone del bianco · b2 alfiere del bianco · e2 donna del bianco · g2 alfiere del bianco · a1 torre del bianco · d1 torre del bianco · g1 re del bianco | c8 torre del nero · d8 torre del nero · g8 re del nero · b7 alfiere del nero · c7 donna del nero · e7 alfiere del nero · f7 pedone del nero · g7 pedone del nero · a6 pedone del nero · b6 pedone del nero · d6 pedone del nero · e6 pedone del nero · f6 cavallo del nero · g6 cavallo del nero · h5 pedone del nero · a4 pedone del bianco · c4 pedone del bianco · e4 pedone del bianco · f4 pedone del bianco · b3 pedone del bianco · c3 cavallo del bianco · f3 cavallo del bianco · g3 pedone del bianco · h3 pedone del bianco · b2 alfiere del bianco · e2 donna del bianco · g2 alfiere del bianco · a1 torre del bianco · d1 torre del bianco · g1 re del bianco | c8 torre del nero · d8 torre del nero · g8 re del nero · b7 alfiere del nero · c7 donna del nero · e7 alfiere del nero · f7 pedone del nero · g7 pedone del nero · a6 pedone del nero · b6 pedone del nero · d6 pedone del nero · e6 pedone del nero · f6 cavallo del nero · g6 cavallo del nero · h5 pedone del nero · a4 pedone del bianco · c4 pedone del bianco · e4 pedone del bianco · f4 pedone del bianco · b3 pedone del bianco · c3 cavallo del bianco · f3 cavallo del bianco · g3 pedone del bianco · h3 pedone del bianco · b2 alfiere del bianco · e2 donna del bianco · g2 alfiere del bianco · a1 torre del bianco · d1 torre del bianco · g1 re del bianco | c8 torre del nero · d8 torre del nero · g8 re del nero · b7 alfiere del nero · c7 donna del nero · e7 alfiere del nero · f7 pedone del nero · g7 pedone del nero · a6 pedone del nero · b6 pedone del nero · d6 pedone del nero · e6 pedone del nero · f6 cavallo del nero · g6 cavallo del nero · h5 pedone del nero · a4 pedone del bianco · c4 pedone del bianco · e4 pedone del bianco · f4 pedone del bianco · b3 pedone del bianco · c3 cavallo del bianco · f3 cavallo del bianco · g3 pedone del bianco · h3 pedone del bianco · b2 alfiere del bianco · e2 donna del bianco · g2 alfiere del bianco · a1 torre del bianco · d1 torre del bianco · g1 re del bianco | c8 torre del nero · d8 torre del nero · g8 re del nero · b7 alfiere del nero · c7 donna del nero · e7 alfiere del nero · f7 pedone del nero · g7 pedone del nero · a6 pedone del nero · b6 pedone del nero · d6 pedone del nero · e6 pedone del nero · f6 cavallo del nero · g6 cavallo del nero · h5 pedone del nero · a4 pedone del bianco · c4 pedone del bianco · e4 pedone del bianco · f4 pedone del bianco · b3 pedone del bianco · c3 cavallo del bianco · f3 cavallo del bianco · g3 pedone del bianco · h3 pedone del bianco · b2 alfiere del bianco · e2 donna del bianco · g2 alfiere del bianco · a1 torre del bianco · d1 torre del bianco · g1 re del bianco | 2 |
| 1 | c8 torre del nero · d8 torre del nero · g8 re del nero · b7 alfiere del nero · c7 donna del nero · e7 alfiere del nero · f7 pedone del nero · g7 pedone del nero · a6 pedone del nero · b6 pedone del nero · d6 pedone del nero · e6 pedone del nero · f6 cavallo del nero · g6 cavallo del nero · h5 pedone del nero · a4 pedone del bianco · c4 pedone del bianco · e4 pedone del bianco · f4 pedone del bianco · b3 pedone del bianco · c3 cavallo del bianco · f3 cavallo del bianco · g3 pedone del bianco · h3 pedone del bianco · b2 alfiere del bianco · e2 donna del bianco · g2 alfiere del bianco · a1 torre del bianco · d1 torre del bianco · g1 re del bianco | c8 torre del nero · d8 torre del nero · g8 re del nero · b7 alfiere del nero · c7 donna del nero · e7 alfiere del nero · f7 pedone del nero · g7 pedone del nero · a6 pedone del nero · b6 pedone del nero · d6 pedone del nero · e6 pedone del nero · f6 cavallo del nero · g6 cavallo del nero · h5 pedone del nero · a4 pedone del bianco · c4 pedone del bianco · e4 pedone del bianco · f4 pedone del bianco · b3 pedone del bianco · c3 cavallo del bianco · f3 cavallo del bianco · g3 pedone del bianco · h3 pedone del bianco · b2 alfiere del bianco · e2 donna del bianco · g2 alfiere del bianco · a1 torre del bianco · d1 torre del bianco · g1 re del bianco | c8 torre del nero · d8 torre del nero · g8 re del nero · b7 alfiere del nero · c7 donna del nero · e7 alfiere del nero · f7 pedone del nero · g7 pedone del nero · a6 pedone del nero · b6 pedone del nero · d6 pedone del nero · e6 pedone del nero · f6 cavallo del nero · g6 cavallo del nero · h5 pedone del nero · a4 pedone del bianco · c4 pedone del bianco · e4 pedone del bianco · f4 pedone del bianco · b3 pedone del bianco · c3 cavallo del bianco · f3 cavallo del bianco · g3 pedone del bianco · h3 pedone del bianco · b2 alfiere del bianco · e2 donna del bianco · g2 alfiere del bianco · a1 torre del bianco · d1 torre del bianco · g1 re del bianco | c8 torre del nero · d8 torre del nero · g8 re del nero · b7 alfiere del nero · c7 donna del nero · e7 alfiere del nero · f7 pedone del nero · g7 pedone del nero · a6 pedone del nero · b6 pedone del nero · d6 pedone del nero · e6 pedone del nero · f6 cavallo del nero · g6 cavallo del nero · h5 pedone del nero · a4 pedone del bianco · c4 pedone del bianco · e4 pedone del bianco · f4 pedone del bianco · b3 pedone del bianco · c3 cavallo del bianco · f3 cavallo del bianco · g3 pedone del bianco · h3 pedone del bianco · b2 alfiere del bianco · e2 donna del bianco · g2 alfiere del bianco · a1 torre del bianco · d1 torre del bianco · g1 re del bianco | c8 torre del nero · d8 torre del nero · g8 re del nero · b7 alfiere del nero · c7 donna del nero · e7 alfiere del nero · f7 pedone del nero · g7 pedone del nero · a6 pedone del nero · b6 pedone del nero · d6 pedone del nero · e6 pedone del nero · f6 cavallo del nero · g6 cavallo del nero · h5 pedone del nero · a4 pedone del bianco · c4 pedone del bianco · e4 pedone del bianco · f4 pedone del bianco · b3 pedone del bianco · c3 cavallo del bianco · f3 cavallo del bianco · g3 pedone del bianco · h3 pedone del bianco · b2 alfiere del bianco · e2 donna del bianco · g2 alfiere del bianco · a1 torre del bianco · d1 torre del bianco · g1 re del bianco | c8 torre del nero · d8 torre del nero · g8 re del nero · b7 alfiere del nero · c7 donna del nero · e7 alfiere del nero · f7 pedone del nero · g7 pedone del nero · a6 pedone del nero · b6 pedone del nero · d6 pedone del nero · e6 pedone del nero · f6 cavallo del nero · g6 cavallo del nero · h5 pedone del nero · a4 pedone del bianco · c4 pedone del bianco · e4 pedone del bianco · f4 pedone del bianco · b3 pedone del bianco · c3 cavallo del bianco · f3 cavallo del bianco · g3 pedone del bianco · h3 pedone del bianco · b2 alfiere del bianco · e2 donna del bianco · g2 alfiere del bianco · a1 torre del bianco · d1 torre del bianco · g1 re del bianco | c8 torre del nero · d8 torre del nero · g8 re del nero · b7 alfiere del nero · c7 donna del nero · e7 alfiere del nero · f7 pedone del nero · g7 pedone del nero · a6 pedone del nero · b6 pedone del nero · d6 pedone del nero · e6 pedone del nero · f6 cavallo del nero · g6 cavallo del nero · h5 pedone del nero · a4 pedone del bianco · c4 pedone del bianco · e4 pedone del bianco · f4 pedone del bianco · b3 pedone del bianco · c3 cavallo del bianco · f3 cavallo del bianco · g3 pedone del bianco · h3 pedone del bianco · b2 alfiere del bianco · e2 donna del bianco · g2 alfiere del bianco · a1 torre del bianco · d1 torre del bianco · g1 re del bianco | c8 torre del nero · d8 torre del nero · g8 re del nero · b7 alfiere del nero · c7 donna del nero · e7 alfiere del nero · f7 pedone del nero · g7 pedone del nero · a6 pedone del nero · b6 pedone del nero · d6 pedone del nero · e6 pedone del nero · f6 cavallo del nero · g6 cavallo del nero · h5 pedone del nero · a4 pedone del bianco · c4 pedone del bianco · e4 pedone del bianco · f4 pedone del bianco · b3 pedone del bianco · c3 cavallo del bianco · f3 cavallo del bianco · g3 pedone del bianco · h3 pedone del bianco · b2 alfiere del bianco · e2 donna del bianco · g2 alfiere del bianco · a1 torre del bianco · d1 torre del bianco · g1 re del bianco | 1 |
|   | a | b | c | d | e | f | g | h |   |

|   | a | b | c | d | e | f | g | h |   |
| 8 | c8 torre del nero · g8 re del nero · b7 alfiere del nero · g7 pedone del nero · a6 pedone del nero · b6 pedone del nero · e6 pedone del nero · c5 alfiere del nero · d5 torre del nero · e5 pedone del bianco · h5 donna del bianco · a4 pedone del bianco · h4 pedone del bianco · b3 pedone del bianco · g3 donna del nero · h3 pedone del bianco · b2 alfiere del bianco · g2 alfiere del bianco · a1 torre del bianco · f1 torre del bianco · h1 re del bianco | c8 torre del nero · g8 re del nero · b7 alfiere del nero · g7 pedone del nero · a6 pedone del nero · b6 pedone del nero · e6 pedone del nero · c5 alfiere del nero · d5 torre del nero · e5 pedone del bianco · h5 donna del bianco · a4 pedone del bianco · h4 pedone del bianco · b3 pedone del bianco · g3 donna del nero · h3 pedone del bianco · b2 alfiere del bianco · g2 alfiere del bianco · a1 torre del bianco · f1 torre del bianco · h1 re del bianco | c8 torre del nero · g8 re del nero · b7 alfiere del nero · g7 pedone del nero · a6 pedone del nero · b6 pedone del nero · e6 pedone del nero · c5 alfiere del nero · d5 torre del nero · e5 pedone del bianco · h5 donna del bianco · a4 pedone del bianco · h4 pedone del bianco · b3 pedone del bianco · g3 donna del nero · h3 pedone del bianco · b2 alfiere del bianco · g2 alfiere del bianco · a1 torre del bianco · f1 torre del bianco · h1 re del bianco | c8 torre del nero · g8 re del nero · b7 alfiere del nero · g7 pedone del nero · a6 pedone del nero · b6 pedone del nero · e6 pedone del nero · c5 alfiere del nero · d5 torre del nero · e5 pedone del bianco · h5 donna del bianco · a4 pedone del bianco · h4 pedone del bianco · b3 pedone del bianco · g3 donna del nero · h3 pedone del bianco · b2 alfiere del bianco · g2 alfiere del bianco · a1 torre del bianco · f1 torre del bianco · h1 re del bianco | c8 torre del nero · g8 re del nero · b7 alfiere del nero · g7 pedone del nero · a6 pedone del nero · b6 pedone del nero · e6 pedone del nero · c5 alfiere del nero · d5 torre del nero · e5 pedone del bianco · h5 donna del bianco · a4 pedone del bianco · h4 pedone del bianco · b3 pedone del bianco · g3 donna del nero · h3 pedone del bianco · b2 alfiere del bianco · g2 alfiere del bianco · a1 torre del bianco · f1 torre del bianco · h1 re del bianco | c8 torre del nero · g8 re del nero · b7 alfiere del nero · g7 pedone del nero · a6 pedone del nero · b6 pedone del nero · e6 pedone del nero · c5 alfiere del nero · d5 torre del nero · e5 pedone del bianco · h5 donna del bianco · a4 pedone del bianco · h4 pedone del bianco · b3 pedone del bianco · g3 donna del nero · h3 pedone del bianco · b2 alfiere del bianco · g2 alfiere del bianco · a1 torre del bianco · f1 torre del bianco · h1 re del bianco | c8 torre del nero · g8 re del nero · b7 alfiere del nero · g7 pedone del nero · a6 pedone del nero · b6 pedone del nero · e6 pedone del nero · c5 alfiere del nero · d5 torre del nero · e5 pedone del bianco · h5 donna del bianco · a4 pedone del bianco · h4 pedone del bianco · b3 pedone del bianco · g3 donna del nero · h3 pedone del bianco · b2 alfiere del bianco · g2 alfiere del bianco · a1 torre del bianco · f1 torre del bianco · h1 re del bianco | c8 torre del nero · g8 re del nero · b7 alfiere del nero · g7 pedone del nero · a6 pedone del nero · b6 pedone del nero · e6 pedone del nero · c5 alfiere del nero · d5 torre del nero · e5 pedone del bianco · h5 donna del bianco · a4 pedone del bianco · h4 pedone del bianco · b3 pedone del bianco · g3 donna del nero · h3 pedone del bianco · b2 alfiere del bianco · g2 alfiere del bianco · a1 torre del bianco · f1 torre del bianco · h1 re del bianco | 8 |
| 7 | c8 torre del nero · g8 re del nero · b7 alfiere del nero · g7 pedone del nero · a6 pedone del nero · b6 pedone del nero · e6 pedone del nero · c5 alfiere del nero · d5 torre del nero · e5 pedone del bianco · h5 donna del bianco · a4 pedone del bianco · h4 pedone del bianco · b3 pedone del bianco · g3 donna del nero · h3 pedone del bianco · b2 alfiere del bianco · g2 alfiere del bianco · a1 torre del bianco · f1 torre del bianco · h1 re del bianco | c8 torre del nero · g8 re del nero · b7 alfiere del nero · g7 pedone del nero · a6 pedone del nero · b6 pedone del nero · e6 pedone del nero · c5 alfiere del nero · d5 torre del nero · e5 pedone del bianco · h5 donna del bianco · a4 pedone del bianco · h4 pedone del bianco · b3 pedone del bianco · g3 donna del nero · h3 pedone del bianco · b2 alfiere del bianco · g2 alfiere del bianco · a1 torre del bianco · f1 torre del bianco · h1 re del bianco | c8 torre del nero · g8 re del nero · b7 alfiere del nero · g7 pedone del nero · a6 pedone del nero · b6 pedone del nero · e6 pedone del nero · c5 alfiere del nero · d5 torre del nero · e5 pedone del bianco · h5 donna del bianco · a4 pedone del bianco · h4 pedone del bianco · b3 pedone del bianco · g3 donna del nero · h3 pedone del bianco · b2 alfiere del bianco · g2 alfiere del bianco · a1 torre del bianco · f1 torre del bianco · h1 re del bianco | c8 torre del nero · g8 re del nero · b7 alfiere del nero · g7 pedone del nero · a6 pedone del nero · b6 pedone del nero · e6 pedone del nero · c5 alfiere del nero · d5 torre del nero · e5 pedone del bianco · h5 donna del bianco · a4 pedone del bianco · h4 pedone del bianco · b3 pedone del bianco · g3 donna del nero · h3 pedone del bianco · b2 alfiere del bianco · g2 alfiere del bianco · a1 torre del bianco · f1 torre del bianco · h1 re del bianco | c8 torre del nero · g8 re del nero · b7 alfiere del nero · g7 pedone del nero · a6 pedone del nero · b6 pedone del nero · e6 pedone del nero · c5 alfiere del nero · d5 torre del nero · e5 pedone del bianco · h5 donna del bianco · a4 pedone del bianco · h4 pedone del bianco · b3 pedone del bianco · g3 donna del nero · h3 pedone del bianco · b2 alfiere del bianco · g2 alfiere del bianco · a1 torre del bianco · f1 torre del bianco · h1 re del bianco | c8 torre del nero · g8 re del nero · b7 alfiere del nero · g7 pedone del nero · a6 pedone del nero · b6 pedone del nero · e6 pedone del nero · c5 alfiere del nero · d5 torre del nero · e5 pedone del bianco · h5 donna del bianco · a4 pedone del bianco · h4 pedone del bianco · b3 pedone del bianco · g3 donna del nero · h3 pedone del bianco · b2 alfiere del bianco · g2 alfiere del bianco · a1 torre del bianco · f1 torre del bianco · h1 re del bianco | c8 torre del nero · g8 re del nero · b7 alfiere del nero · g7 pedone del nero · a6 pedone del nero · b6 pedone del nero · e6 pedone del nero · c5 alfiere del nero · d5 torre del nero · e5 pedone del bianco · h5 donna del bianco · a4 pedone del bianco · h4 pedone del bianco · b3 pedone del bianco · g3 donna del nero · h3 pedone del bianco · b2 alfiere del bianco · g2 alfiere del bianco · a1 torre del bianco · f1 torre del bianco · h1 re del bianco | c8 torre del nero · g8 re del nero · b7 alfiere del nero · g7 pedone del nero · a6 pedone del nero · b6 pedone del nero · e6 pedone del nero · c5 alfiere del nero · d5 torre del nero · e5 pedone del bianco · h5 donna del bianco · a4 pedone del bianco · h4 pedone del bianco · b3 pedone del bianco · g3 donna del nero · h3 pedone del bianco · b2 alfiere del bianco · g2 alfiere del bianco · a1 torre del bianco · f1 torre del bianco · h1 re del bianco | 7 |
| 6 | c8 torre del nero · g8 re del nero · b7 alfiere del nero · g7 pedone del nero · a6 pedone del nero · b6 pedone del nero · e6 pedone del nero · c5 alfiere del nero · d5 torre del nero · e5 pedone del bianco · h5 donna del bianco · a4 pedone del bianco · h4 pedone del bianco · b3 pedone del bianco · g3 donna del nero · h3 pedone del bianco · b2 alfiere del bianco · g2 alfiere del bianco · a1 torre del bianco · f1 torre del bianco · h1 re del bianco | c8 torre del nero · g8 re del nero · b7 alfiere del nero · g7 pedone del nero · a6 pedone del nero · b6 pedone del nero · e6 pedone del nero · c5 alfiere del nero · d5 torre del nero · e5 pedone del bianco · h5 donna del bianco · a4 pedone del bianco · h4 pedone del bianco · b3 pedone del bianco · g3 donna del nero · h3 pedone del bianco · b2 alfiere del bianco · g2 alfiere del bianco · a1 torre del bianco · f1 torre del bianco · h1 re del bianco | c8 torre del nero · g8 re del nero · b7 alfiere del nero · g7 pedone del nero · a6 pedone del nero · b6 pedone del nero · e6 pedone del nero · c5 alfiere del nero · d5 torre del nero · e5 pedone del bianco · h5 donna del bianco · a4 pedone del bianco · h4 pedone del bianco · b3 pedone del bianco · g3 donna del nero · h3 pedone del bianco · b2 alfiere del bianco · g2 alfiere del bianco · a1 torre del bianco · f1 torre del bianco · h1 re del bianco | c8 torre del nero · g8 re del nero · b7 alfiere del nero · g7 pedone del nero · a6 pedone del nero · b6 pedone del nero · e6 pedone del nero · c5 alfiere del nero · d5 torre del nero · e5 pedone del bianco · h5 donna del bianco · a4 pedone del bianco · h4 pedone del bianco · b3 pedone del bianco · g3 donna del nero · h3 pedone del bianco · b2 alfiere del bianco · g2 alfiere del bianco · a1 torre del bianco · f1 torre del bianco · h1 re del bianco | c8 torre del nero · g8 re del nero · b7 alfiere del nero · g7 pedone del nero · a6 pedone del nero · b6 pedone del nero · e6 pedone del nero · c5 alfiere del nero · d5 torre del nero · e5 pedone del bianco · h5 donna del bianco · a4 pedone del bianco · h4 pedone del bianco · b3 pedone del bianco · g3 donna del nero · h3 pedone del bianco · b2 alfiere del bianco · g2 alfiere del bianco · a1 torre del bianco · f1 torre del bianco · h1 re del bianco | c8 torre del nero · g8 re del nero · b7 alfiere del nero · g7 pedone del nero · a6 pedone del nero · b6 pedone del nero · e6 pedone del nero · c5 alfiere del nero · d5 torre del nero · e5 pedone del bianco · h5 donna del bianco · a4 pedone del bianco · h4 pedone del bianco · b3 pedone del bianco · g3 donna del nero · h3 pedone del bianco · b2 alfiere del bianco · g2 alfiere del bianco · a1 torre del bianco · f1 torre del bianco · h1 re del bianco | c8 torre del nero · g8 re del nero · b7 alfiere del nero · g7 pedone del nero · a6 pedone del nero · b6 pedone del nero · e6 pedone del nero · c5 alfiere del nero · d5 torre del nero · e5 pedone del bianco · h5 donna del bianco · a4 pedone del bianco · h4 pedone del bianco · b3 pedone del bianco · g3 donna del nero · h3 pedone del bianco · b2 alfiere del bianco · g2 alfiere del bianco · a1 torre del bianco · f1 torre del bianco · h1 re del bianco | c8 torre del nero · g8 re del nero · b7 alfiere del nero · g7 pedone del nero · a6 pedone del nero · b6 pedone del nero · e6 pedone del nero · c5 alfiere del nero · d5 torre del nero · e5 pedone del bianco · h5 donna del bianco · a4 pedone del bianco · h4 pedone del bianco · b3 pedone del bianco · g3 donna del nero · h3 pedone del bianco · b2 alfiere del bianco · g2 alfiere del bianco · a1 torre del bianco · f1 torre del bianco · h1 re del bianco | 6 |
| 5 | c8 torre del nero · g8 re del nero · b7 alfiere del nero · g7 pedone del nero · a6 pedone del nero · b6 pedone del nero · e6 pedone del nero · c5 alfiere del nero · d5 torre del nero · e5 pedone del bianco · h5 donna del bianco · a4 pedone del bianco · h4 pedone del bianco · b3 pedone del bianco · g3 donna del nero · h3 pedone del bianco · b2 alfiere del bianco · g2 alfiere del bianco · a1 torre del bianco · f1 torre del bianco · h1 re del bianco | c8 torre del nero · g8 re del nero · b7 alfiere del nero · g7 pedone del nero · a6 pedone del nero · b6 pedone del nero · e6 pedone del nero · c5 alfiere del nero · d5 torre del nero · e5 pedone del bianco · h5 donna del bianco · a4 pedone del bianco · h4 pedone del bianco · b3 pedone del bianco · g3 donna del nero · h3 pedone del bianco · b2 alfiere del bianco · g2 alfiere del bianco · a1 torre del bianco · f1 torre del bianco · h1 re del bianco | c8 torre del nero · g8 re del nero · b7 alfiere del nero · g7 pedone del nero · a6 pedone del nero · b6 pedone del nero · e6 pedone del nero · c5 alfiere del nero · d5 torre del nero · e5 pedone del bianco · h5 donna del bianco · a4 pedone del bianco · h4 pedone del bianco · b3 pedone del bianco · g3 donna del nero · h3 pedone del bianco · b2 alfiere del bianco · g2 alfiere del bianco · a1 torre del bianco · f1 torre del bianco · h1 re del bianco | c8 torre del nero · g8 re del nero · b7 alfiere del nero · g7 pedone del nero · a6 pedone del nero · b6 pedone del nero · e6 pedone del nero · c5 alfiere del nero · d5 torre del nero · e5 pedone del bianco · h5 donna del bianco · a4 pedone del bianco · h4 pedone del bianco · b3 pedone del bianco · g3 donna del nero · h3 pedone del bianco · b2 alfiere del bianco · g2 alfiere del bianco · a1 torre del bianco · f1 torre del bianco · h1 re del bianco | c8 torre del nero · g8 re del nero · b7 alfiere del nero · g7 pedone del nero · a6 pedone del nero · b6 pedone del nero · e6 pedone del nero · c5 alfiere del nero · d5 torre del nero · e5 pedone del bianco · h5 donna del bianco · a4 pedone del bianco · h4 pedone del bianco · b3 pedone del bianco · g3 donna del nero · h3 pedone del bianco · b2 alfiere del bianco · g2 alfiere del bianco · a1 torre del bianco · f1 torre del bianco · h1 re del bianco | c8 torre del nero · g8 re del nero · b7 alfiere del nero · g7 pedone del nero · a6 pedone del nero · b6 pedone del nero · e6 pedone del nero · c5 alfiere del nero · d5 torre del nero · e5 pedone del bianco · h5 donna del bianco · a4 pedone del bianco · h4 pedone del bianco · b3 pedone del bianco · g3 donna del nero · h3 pedone del bianco · b2 alfiere del bianco · g2 alfiere del bianco · a1 torre del bianco · f1 torre del bianco · h1 re del bianco | c8 torre del nero · g8 re del nero · b7 alfiere del nero · g7 pedone del nero · a6 pedone del nero · b6 pedone del nero · e6 pedone del nero · c5 alfiere del nero · d5 torre del nero · e5 pedone del bianco · h5 donna del bianco · a4 pedone del bianco · h4 pedone del bianco · b3 pedone del bianco · g3 donna del nero · h3 pedone del bianco · b2 alfiere del bianco · g2 alfiere del bianco · a1 torre del bianco · f1 torre del bianco · h1 re del bianco | c8 torre del nero · g8 re del nero · b7 alfiere del nero · g7 pedone del nero · a6 pedone del nero · b6 pedone del nero · e6 pedone del nero · c5 alfiere del nero · d5 torre del nero · e5 pedone del bianco · h5 donna del bianco · a4 pedone del bianco · h4 pedone del bianco · b3 pedone del bianco · g3 donna del nero · h3 pedone del bianco · b2 alfiere del bianco · g2 alfiere del bianco · a1 torre del bianco · f1 torre del bianco · h1 re del bianco | 5 |
| 4 | c8 torre del nero · g8 re del nero · b7 alfiere del nero · g7 pedone del nero · a6 pedone del nero · b6 pedone del nero · e6 pedone del nero · c5 alfiere del nero · d5 torre del nero · e5 pedone del bianco · h5 donna del bianco · a4 pedone del bianco · h4 pedone del bianco · b3 pedone del bianco · g3 donna del nero · h3 pedone del bianco · b2 alfiere del bianco · g2 alfiere del bianco · a1 torre del bianco · f1 torre del bianco · h1 re del bianco | c8 torre del nero · g8 re del nero · b7 alfiere del nero · g7 pedone del nero · a6 pedone del nero · b6 pedone del nero · e6 pedone del nero · c5 alfiere del nero · d5 torre del nero · e5 pedone del bianco · h5 donna del bianco · a4 pedone del bianco · h4 pedone del bianco · b3 pedone del bianco · g3 donna del nero · h3 pedone del bianco · b2 alfiere del bianco · g2 alfiere del bianco · a1 torre del bianco · f1 torre del bianco · h1 re del bianco | c8 torre del nero · g8 re del nero · b7 alfiere del nero · g7 pedone del nero · a6 pedone del nero · b6 pedone del nero · e6 pedone del nero · c5 alfiere del nero · d5 torre del nero · e5 pedone del bianco · h5 donna del bianco · a4 pedone del bianco · h4 pedone del bianco · b3 pedone del bianco · g3 donna del nero · h3 pedone del bianco · b2 alfiere del bianco · g2 alfiere del bianco · a1 torre del bianco · f1 torre del bianco · h1 re del bianco | c8 torre del nero · g8 re del nero · b7 alfiere del nero · g7 pedone del nero · a6 pedone del nero · b6 pedone del nero · e6 pedone del nero · c5 alfiere del nero · d5 torre del nero · e5 pedone del bianco · h5 donna del bianco · a4 pedone del bianco · h4 pedone del bianco · b3 pedone del bianco · g3 donna del nero · h3 pedone del bianco · b2 alfiere del bianco · g2 alfiere del bianco · a1 torre del bianco · f1 torre del bianco · h1 re del bianco | c8 torre del nero · g8 re del nero · b7 alfiere del nero · g7 pedone del nero · a6 pedone del nero · b6 pedone del nero · e6 pedone del nero · c5 alfiere del nero · d5 torre del nero · e5 pedone del bianco · h5 donna del bianco · a4 pedone del bianco · h4 pedone del bianco · b3 pedone del bianco · g3 donna del nero · h3 pedone del bianco · b2 alfiere del bianco · g2 alfiere del bianco · a1 torre del bianco · f1 torre del bianco · h1 re del bianco | c8 torre del nero · g8 re del nero · b7 alfiere del nero · g7 pedone del nero · a6 pedone del nero · b6 pedone del nero · e6 pedone del nero · c5 alfiere del nero · d5 torre del nero · e5 pedone del bianco · h5 donna del bianco · a4 pedone del bianco · h4 pedone del bianco · b3 pedone del bianco · g3 donna del nero · h3 pedone del bianco · b2 alfiere del bianco · g2 alfiere del bianco · a1 torre del bianco · f1 torre del bianco · h1 re del bianco | c8 torre del nero · g8 re del nero · b7 alfiere del nero · g7 pedone del nero · a6 pedone del nero · b6 pedone del nero · e6 pedone del nero · c5 alfiere del nero · d5 torre del nero · e5 pedone del bianco · h5 donna del bianco · a4 pedone del bianco · h4 pedone del bianco · b3 pedone del bianco · g3 donna del nero · h3 pedone del bianco · b2 alfiere del bianco · g2 alfiere del bianco · a1 torre del bianco · f1 torre del bianco · h1 re del bianco | c8 torre del nero · g8 re del nero · b7 alfiere del nero · g7 pedone del nero · a6 pedone del nero · b6 pedone del nero · e6 pedone del nero · c5 alfiere del nero · d5 torre del nero · e5 pedone del bianco · h5 donna del bianco · a4 pedone del bianco · h4 pedone del bianco · b3 pedone del bianco · g3 donna del nero · h3 pedone del bianco · b2 alfiere del bianco · g2 alfiere del bianco · a1 torre del bianco · f1 torre del bianco · h1 re del bianco | 4 |
| 3 | c8 torre del nero · g8 re del nero · b7 alfiere del nero · g7 pedone del nero · a6 pedone del nero · b6 pedone del nero · e6 pedone del nero · c5 alfiere del nero · d5 torre del nero · e5 pedone del bianco · h5 donna del bianco · a4 pedone del bianco · h4 pedone del bianco · b3 pedone del bianco · g3 donna del nero · h3 pedone del bianco · b2 alfiere del bianco · g2 alfiere del bianco · a1 torre del bianco · f1 torre del bianco · h1 re del bianco | c8 torre del nero · g8 re del nero · b7 alfiere del nero · g7 pedone del nero · a6 pedone del nero · b6 pedone del nero · e6 pedone del nero · c5 alfiere del nero · d5 torre del nero · e5 pedone del bianco · h5 donna del bianco · a4 pedone del bianco · h4 pedone del bianco · b3 pedone del bianco · g3 donna del nero · h3 pedone del bianco · b2 alfiere del bianco · g2 alfiere del bianco · a1 torre del bianco · f1 torre del bianco · h1 re del bianco | c8 torre del nero · g8 re del nero · b7 alfiere del nero · g7 pedone del nero · a6 pedone del nero · b6 pedone del nero · e6 pedone del nero · c5 alfiere del nero · d5 torre del nero · e5 pedone del bianco · h5 donna del bianco · a4 pedone del bianco · h4 pedone del bianco · b3 pedone del bianco · g3 donna del nero · h3 pedone del bianco · b2 alfiere del bianco · g2 alfiere del bianco · a1 torre del bianco · f1 torre del bianco · h1 re del bianco | c8 torre del nero · g8 re del nero · b7 alfiere del nero · g7 pedone del nero · a6 pedone del nero · b6 pedone del nero · e6 pedone del nero · c5 alfiere del nero · d5 torre del nero · e5 pedone del bianco · h5 donna del bianco · a4 pedone del bianco · h4 pedone del bianco · b3 pedone del bianco · g3 donna del nero · h3 pedone del bianco · b2 alfiere del bianco · g2 alfiere del bianco · a1 torre del bianco · f1 torre del bianco · h1 re del bianco | c8 torre del nero · g8 re del nero · b7 alfiere del nero · g7 pedone del nero · a6 pedone del nero · b6 pedone del nero · e6 pedone del nero · c5 alfiere del nero · d5 torre del nero · e5 pedone del bianco · h5 donna del bianco · a4 pedone del bianco · h4 pedone del bianco · b3 pedone del bianco · g3 donna del nero · h3 pedone del bianco · b2 alfiere del bianco · g2 alfiere del bianco · a1 torre del bianco · f1 torre del bianco · h1 re del bianco | c8 torre del nero · g8 re del nero · b7 alfiere del nero · g7 pedone del nero · a6 pedone del nero · b6 pedone del nero · e6 pedone del nero · c5 alfiere del nero · d5 torre del nero · e5 pedone del bianco · h5 donna del bianco · a4 pedone del bianco · h4 pedone del bianco · b3 pedone del bianco · g3 donna del nero · h3 pedone del bianco · b2 alfiere del bianco · g2 alfiere del bianco · a1 torre del bianco · f1 torre del bianco · h1 re del bianco | c8 torre del nero · g8 re del nero · b7 alfiere del nero · g7 pedone del nero · a6 pedone del nero · b6 pedone del nero · e6 pedone del nero · c5 alfiere del nero · d5 torre del nero · e5 pedone del bianco · h5 donna del bianco · a4 pedone del bianco · h4 pedone del bianco · b3 pedone del bianco · g3 donna del nero · h3 pedone del bianco · b2 alfiere del bianco · g2 alfiere del bianco · a1 torre del bianco · f1 torre del bianco · h1 re del bianco | c8 torre del nero · g8 re del nero · b7 alfiere del nero · g7 pedone del nero · a6 pedone del nero · b6 pedone del nero · e6 pedone del nero · c5 alfiere del nero · d5 torre del nero · e5 pedone del bianco · h5 donna del bianco · a4 pedone del bianco · h4 pedone del bianco · b3 pedone del bianco · g3 donna del nero · h3 pedone del bianco · b2 alfiere del bianco · g2 alfiere del bianco · a1 torre del bianco · f1 torre del bianco · h1 re del bianco | 3 |
| 2 | c8 torre del nero · g8 re del nero · b7 alfiere del nero · g7 pedone del nero · a6 pedone del nero · b6 pedone del nero · e6 pedone del nero · c5 alfiere del nero · d5 torre del nero · e5 pedone del bianco · h5 donna del bianco · a4 pedone del bianco · h4 pedone del bianco · b3 pedone del bianco · g3 donna del nero · h3 pedone del bianco · b2 alfiere del bianco · g2 alfiere del bianco · a1 torre del bianco · f1 torre del bianco · h1 re del bianco | c8 torre del nero · g8 re del nero · b7 alfiere del nero · g7 pedone del nero · a6 pedone del nero · b6 pedone del nero · e6 pedone del nero · c5 alfiere del nero · d5 torre del nero · e5 pedone del bianco · h5 donna del bianco · a4 pedone del bianco · h4 pedone del bianco · b3 pedone del bianco · g3 donna del nero · h3 pedone del bianco · b2 alfiere del bianco · g2 alfiere del bianco · a1 torre del bianco · f1 torre del bianco · h1 re del bianco | c8 torre del nero · g8 re del nero · b7 alfiere del nero · g7 pedone del nero · a6 pedone del nero · b6 pedone del nero · e6 pedone del nero · c5 alfiere del nero · d5 torre del nero · e5 pedone del bianco · h5 donna del bianco · a4 pedone del bianco · h4 pedone del bianco · b3 pedone del bianco · g3 donna del nero · h3 pedone del bianco · b2 alfiere del bianco · g2 alfiere del bianco · a1 torre del bianco · f1 torre del bianco · h1 re del bianco | c8 torre del nero · g8 re del nero · b7 alfiere del nero · g7 pedone del nero · a6 pedone del nero · b6 pedone del nero · e6 pedone del nero · c5 alfiere del nero · d5 torre del nero · e5 pedone del bianco · h5 donna del bianco · a4 pedone del bianco · h4 pedone del bianco · b3 pedone del bianco · g3 donna del nero · h3 pedone del bianco · b2 alfiere del bianco · g2 alfiere del bianco · a1 torre del bianco · f1 torre del bianco · h1 re del bianco | c8 torre del nero · g8 re del nero · b7 alfiere del nero · g7 pedone del nero · a6 pedone del nero · b6 pedone del nero · e6 pedone del nero · c5 alfiere del nero · d5 torre del nero · e5 pedone del bianco · h5 donna del bianco · a4 pedone del bianco · h4 pedone del bianco · b3 pedone del bianco · g3 donna del nero · h3 pedone del bianco · b2 alfiere del bianco · g2 alfiere del bianco · a1 torre del bianco · f1 torre del bianco · h1 re del bianco | c8 torre del nero · g8 re del nero · b7 alfiere del nero · g7 pedone del nero · a6 pedone del nero · b6 pedone del nero · e6 pedone del nero · c5 alfiere del nero · d5 torre del nero · e5 pedone del bianco · h5 donna del bianco · a4 pedone del bianco · h4 pedone del bianco · b3 pedone del bianco · g3 donna del nero · h3 pedone del bianco · b2 alfiere del bianco · g2 alfiere del bianco · a1 torre del bianco · f1 torre del bianco · h1 re del bianco | c8 torre del nero · g8 re del nero · b7 alfiere del nero · g7 pedone del nero · a6 pedone del nero · b6 pedone del nero · e6 pedone del nero · c5 alfiere del nero · d5 torre del nero · e5 pedone del bianco · h5 donna del bianco · a4 pedone del bianco · h4 pedone del bianco · b3 pedone del bianco · g3 donna del nero · h3 pedone del bianco · b2 alfiere del bianco · g2 alfiere del bianco · a1 torre del bianco · f1 torre del bianco · h1 re del bianco | c8 torre del nero · g8 re del nero · b7 alfiere del nero · g7 pedone del nero · a6 pedone del nero · b6 pedone del nero · e6 pedone del nero · c5 alfiere del nero · d5 torre del nero · e5 pedone del bianco · h5 donna del bianco · a4 pedone del bianco · h4 pedone del bianco · b3 pedone del bianco · g3 donna del nero · h3 pedone del bianco · b2 alfiere del bianco · g2 alfiere del bianco · a1 torre del bianco · f1 torre del bianco · h1 re del bianco | 2 |
| 1 | c8 torre del nero · g8 re del nero · b7 alfiere del nero · g7 pedone del nero · a6 pedone del nero · b6 pedone del nero · e6 pedone del nero · c5 alfiere del nero · d5 torre del nero · e5 pedone del bianco · h5 donna del bianco · a4 pedone del bianco · h4 pedone del bianco · b3 pedone del bianco · g3 donna del nero · h3 pedone del bianco · b2 alfiere del bianco · g2 alfiere del bianco · a1 torre del bianco · f1 torre del bianco · h1 re del bianco | c8 torre del nero · g8 re del nero · b7 alfiere del nero · g7 pedone del nero · a6 pedone del nero · b6 pedone del nero · e6 pedone del nero · c5 alfiere del nero · d5 torre del nero · e5 pedone del bianco · h5 donna del bianco · a4 pedone del bianco · h4 pedone del bianco · b3 pedone del bianco · g3 donna del nero · h3 pedone del bianco · b2 alfiere del bianco · g2 alfiere del bianco · a1 torre del bianco · f1 torre del bianco · h1 re del bianco | c8 torre del nero · g8 re del nero · b7 alfiere del nero · g7 pedone del nero · a6 pedone del nero · b6 pedone del nero · e6 pedone del nero · c5 alfiere del nero · d5 torre del nero · e5 pedone del bianco · h5 donna del bianco · a4 pedone del bianco · h4 pedone del bianco · b3 pedone del bianco · g3 donna del nero · h3 pedone del bianco · b2 alfiere del bianco · g2 alfiere del bianco · a1 torre del bianco · f1 torre del bianco · h1 re del bianco | c8 torre del nero · g8 re del nero · b7 alfiere del nero · g7 pedone del nero · a6 pedone del nero · b6 pedone del nero · e6 pedone del nero · c5 alfiere del nero · d5 torre del nero · e5 pedone del bianco · h5 donna del bianco · a4 pedone del bianco · h4 pedone del bianco · b3 pedone del bianco · g3 donna del nero · h3 pedone del bianco · b2 alfiere del bianco · g2 alfiere del bianco · a1 torre del bianco · f1 torre del bianco · h1 re del bianco | c8 torre del nero · g8 re del nero · b7 alfiere del nero · g7 pedone del nero · a6 pedone del nero · b6 pedone del nero · e6 pedone del nero · c5 alfiere del nero · d5 torre del nero · e5 pedone del bianco · h5 donna del bianco · a4 pedone del bianco · h4 pedone del bianco · b3 pedone del bianco · g3 donna del nero · h3 pedone del bianco · b2 alfiere del bianco · g2 alfiere del bianco · a1 torre del bianco · f1 torre del bianco · h1 re del bianco | c8 torre del nero · g8 re del nero · b7 alfiere del nero · g7 pedone del nero · a6 pedone del nero · b6 pedone del nero · e6 pedone del nero · c5 alfiere del nero · d5 torre del nero · e5 pedone del bianco · h5 donna del bianco · a4 pedone del bianco · h4 pedone del bianco · b3 pedone del bianco · g3 donna del nero · h3 pedone del bianco · b2 alfiere del bianco · g2 alfiere del bianco · a1 torre del bianco · f1 torre del bianco · h1 re del bianco | c8 torre del nero · g8 re del nero · b7 alfiere del nero · g7 pedone del nero · a6 pedone del nero · b6 pedone del nero · e6 pedone del nero · c5 alfiere del nero · d5 torre del nero · e5 pedone del bianco · h5 donna del bianco · a4 pedone del bianco · h4 pedone del bianco · b3 pedone del bianco · g3 donna del nero · h3 pedone del bianco · b2 alfiere del bianco · g2 alfiere del bianco · a1 torre del bianco · f1 torre del bianco · h1 re del bianco | c8 torre del nero · g8 re del nero · b7 alfiere del nero · g7 pedone del nero · a6 pedone del nero · b6 pedone del nero · e6 pedone del nero · c5 alfiere del nero · d5 torre del nero · e5 pedone del bianco · h5 donna del bianco · a4 pedone del bianco · h4 pedone del bianco · b3 pedone del bianco · g3 donna del nero · h3 pedone del bianco · b2 alfiere del bianco · g2 alfiere del bianco · a1 torre del bianco · f1 torre del bianco · h1 re del bianco | 1 |
|   | a | b | c | d | e | f | g | h |   |

Leŭ Paluhaeŭski-Ľubomír Ftáčnik, Lucerna, Olimpiadi del 1982: 1.Cf3 Cf6 2.c4 c5 3.Cc3 e6 4.g3 b6 5.Ag2 Ab7 6.O-O Ae7 7.d4 cxd4 8.Dxd4 d6 9.Td1 a6 10.b3 Cbd7 11.e4 Db8 12.Ab2 O-O (di una simile posizione, Suba scrisse che pur essendo la posizione del Bianco ideale (anzi, proprio per questo), non potesse essere migliorata.) 13.Cd2 Td8 14.a4 Dc7 15.De3 Tac8 16.De2 Ce5 17.h3? (secondo Ftáčnik è migliore 17.f4 Ceg4 18.Tf1) ...h5! 18.f4 Cg6 19.Cf3 (ora il Nero può aprire la posizione con una manovra tipica del riccio) ...d5! 20.cxd5?! (Ftáčnik considera preferibili 20.e5 o 20.exd5) ...h4! 21.Cxh4 Cxh4 22.gxh4 Dxf4 23.dxe6 fxe6 24.e5? (Ftáčnik trova migliore 24.Txd8 Txd8 25.Td1.) ...Ac5+ 25.Rh1 Ch5! 26.Dxh5 Dg3 27.Cd5 (altre mosse portano subito al matto) ...Txd5 28.Tf1 Dxg2+! 29.Rxg2 Td2++ 0-1, in quanto sarebbe seguito 30.Rg3 Tg2+ 31.Rf4 Tf8+ con matto a seguire.

#### Aperture in contromossa
In un'"apertura in contromossa", il Bianco gioca un'apertura normalmente usata dal Nero, ma a colori invertiti e quindi con un tempo in più. In passato si pensava che, se un'apertura era buona per il Nero, avrebbe dovuto essere ancora migliore per il Bianco a causa del tempo di vantaggio: di questo avviso erano i due campioni del mondo Lasker e Botvinnik. Quest'idea è però stata contestata: Watson, poco dopo aver citato la tesi di Suba sulla maggior informazione del Bianco, mostra come in diverse siciliane in contromossa il Nero può sfruttare gli svantaggi della mossa extra del Bianco, spiegando tale paradosso con il maggior adattamento della disposizione della siciliana a reagire all'iniziativa del Bianco piuttosto che a crearne una propria.
Watson osserva che una situazione simile accade nella difesa olandese (1.d4 f5), dove il Bianco, raggiungendo la posizione in contromossa, non trova nessuna mossa utile da compiere; Aleksej Ermolinskij riporta l'opinione del GM Volodymyr Malanjuk, un utilizzatore della variante di Leningrado (1.d4 f5 2.g3 g6) ad alti livelli, secondo cui, usando 1.f5 con il Bianco, sarebbe stato infastidito dalla mossa a disposizione.
Ermolinskij inoltre concorda con la critica di Aleksandr Alechin nei confronti di Richard Réti, che in una partita tra di loro del 1925 aveva giocato 1.g3 e5 2.Cf3, una difesa Alechin in contromossa, scrivendo che Alechin aveva compreso la differenza tra le filosofie di gioco del Bianco e del Nero. Un altro esempio si verifica nella difesa semislava, dove la variante di Merano è considerata un sistema dinamico e con possibilità di contrattacchi, ma a colori invertiti si rivela essere la variante classica del sistema Colle, una delle aperture di gioco semichiuso meno attrattive.
Storicamente, un'opinione simile era condivisa da Howard Staunton, considerato uno dei giocatori più forti del mondo tra il 1843 e il 1851, che considerava possibile giocare la difesa Owen (1.e4 b6) con il Nero, sebbene pensasse che 1.b3 fosse inferiore alle prime mosse più comuni.

#### Aperture simmetriche
Nonostante fosse opinione comune che il vantaggio del Bianco si dovrebbe rivelare con maggior chiarezza nelle posizioni simmetriche, alcune di queste linee illustrano la tenuità del vantaggio del Bianco, perché è spesso difficile per il Bianco dimostrare la superiorità della propria posizione, tanto che Bent Larsen ha scritto che "Nelle aperture simmetriche, il Bianco ha un vantaggio teorico, ma in molte di esse è solo teorico".
Un esempio di difficoltà è dato nella difesa russa (1.e4 e5 2.Cf3 Cf6); per evitarla, una possibilità (usata dal GM Andrew Soltis) è 2.Cc3, la partita viennese, che tuttavia incappa in alcune varianti simmetriche, come 2...Cc6 3.g3 g6 4.Ag2 Ag7, oppure 3.Cf3 Cf6 4.Ab5 Ab4 (rientrando nella partita dei quattro cavalli) 5.0-0 0-0 6.d3 d6 7.Ag5 Ag4 8.Cd5 Cd4 9.Cxb4 Cxb5, con la variante 7.Ce2 Ce7 8.c3 Aa5 9.Cg3 c6 10.Aa4 Cg6 11.d4 d5, dove il Bianco non riesce a portarsi in vantaggio; in quest'ultima, la linea 12.exd5 e4 può perfino favorire il Nero.
Inoltre, le posizioni simmetriche possono essere svantaggiose per il Bianco, in quanto deve impegnarsi per primo in una variante; il Grande Maestro Jonathan Speelman, scherzando, ha definito la posizione di partenza uno zugzwang reciproco. A volte il Bianco è costretto, per fare progressi, a concedere qualcosa al Nero; in alcune posizioni, ogni mossa del Bianco presenta degli svantaggi, e può capitare che sia difficile perfino perdere un tempo: ad esempio, nella variante di cambio della difesa francese, anche mosse apparentemente innocue come a3 o h3 possono scoraggiarlo ad arroccare da quel lato, risultando in un possibile problema nel seguito; già nel 1883, James Mason notava che in questa variante il Bianco non sempre sa cosa fare. In posizioni simmetriche, il Nero può imitare il Bianco finché giudica desiderabile farlo, e poi variare al momento giusto; Fischer rivendicò che questo è il caso dopo 1.Cf3 Cf6 2.g3 g6 3.Ag2 Ag7 4.0-0 0-0 5.d3 d6, in cui il Nero è già in vantaggio, perché dopo qualsiasi mossa del Bianco il Nero può ottenere una posizione asimmetrica dove la sua struttura pedonale è migliore. Tale idea è stata però rifiutata da altri, tra cui Paul Keres.
A volte, inoltre, una particolare mossa in più può essere più una debolezza che un vantaggio: ad esempio, nella variante di cambio della difesa francese, la posizione dopo 1.e4 e6 2.d4 d5 3.exd5 exd5 4.Cf3 Cf6 è pari, mentre quando il cavallo nero è in e4, come accade nella difesa russa dopo 1.e4 e5 2.Cf3 Cf6 3.Cxe5 d6 4.Cf3 Cxe4 5.d4 d5, la mossa in più del Nero (...Ce4) offre al Bianco un obiettivo d'attacco.
|   | a | b | c | d | e | f | g | h |   |
| 8 | b8 torre del nero · c8 alfiere del nero · d8 donna del nero · e8 re del nero · g8 cavallo del nero · h8 torre del nero · d7 pedone del nero · e7 pedone del nero · f7 pedone del nero · g7 alfiere del nero · h7 pedone del nero · c6 cavallo del nero · g6 pedone del nero · b5 pedone del nero · b4 pedone del bianco · c3 cavallo del bianco · g3 pedone del bianco · d2 pedone del bianco · e2 pedone del bianco · f2 pedone del bianco · g2 alfiere del bianco · h2 pedone del bianco · b1 torre del bianco · c1 alfiere del bianco · d1 donna del bianco · e1 re del bianco · g1 cavallo del bianco · h1 torre del bianco | b8 torre del nero · c8 alfiere del nero · d8 donna del nero · e8 re del nero · g8 cavallo del nero · h8 torre del nero · d7 pedone del nero · e7 pedone del nero · f7 pedone del nero · g7 alfiere del nero · h7 pedone del nero · c6 cavallo del nero · g6 pedone del nero · b5 pedone del nero · b4 pedone del bianco · c3 cavallo del bianco · g3 pedone del bianco · d2 pedone del bianco · e2 pedone del bianco · f2 pedone del bianco · g2 alfiere del bianco · h2 pedone del bianco · b1 torre del bianco · c1 alfiere del bianco · d1 donna del bianco · e1 re del bianco · g1 cavallo del bianco · h1 torre del bianco | b8 torre del nero · c8 alfiere del nero · d8 donna del nero · e8 re del nero · g8 cavallo del nero · h8 torre del nero · d7 pedone del nero · e7 pedone del nero · f7 pedone del nero · g7 alfiere del nero · h7 pedone del nero · c6 cavallo del nero · g6 pedone del nero · b5 pedone del nero · b4 pedone del bianco · c3 cavallo del bianco · g3 pedone del bianco · d2 pedone del bianco · e2 pedone del bianco · f2 pedone del bianco · g2 alfiere del bianco · h2 pedone del bianco · b1 torre del bianco · c1 alfiere del bianco · d1 donna del bianco · e1 re del bianco · g1 cavallo del bianco · h1 torre del bianco | b8 torre del nero · c8 alfiere del nero · d8 donna del nero · e8 re del nero · g8 cavallo del nero · h8 torre del nero · d7 pedone del nero · e7 pedone del nero · f7 pedone del nero · g7 alfiere del nero · h7 pedone del nero · c6 cavallo del nero · g6 pedone del nero · b5 pedone del nero · b4 pedone del bianco · c3 cavallo del bianco · g3 pedone del bianco · d2 pedone del bianco · e2 pedone del bianco · f2 pedone del bianco · g2 alfiere del bianco · h2 pedone del bianco · b1 torre del bianco · c1 alfiere del bianco · d1 donna del bianco · e1 re del bianco · g1 cavallo del bianco · h1 torre del bianco | b8 torre del nero · c8 alfiere del nero · d8 donna del nero · e8 re del nero · g8 cavallo del nero · h8 torre del nero · d7 pedone del nero · e7 pedone del nero · f7 pedone del nero · g7 alfiere del nero · h7 pedone del nero · c6 cavallo del nero · g6 pedone del nero · b5 pedone del nero · b4 pedone del bianco · c3 cavallo del bianco · g3 pedone del bianco · d2 pedone del bianco · e2 pedone del bianco · f2 pedone del bianco · g2 alfiere del bianco · h2 pedone del bianco · b1 torre del bianco · c1 alfiere del bianco · d1 donna del bianco · e1 re del bianco · g1 cavallo del bianco · h1 torre del bianco | b8 torre del nero · c8 alfiere del nero · d8 donna del nero · e8 re del nero · g8 cavallo del nero · h8 torre del nero · d7 pedone del nero · e7 pedone del nero · f7 pedone del nero · g7 alfiere del nero · h7 pedone del nero · c6 cavallo del nero · g6 pedone del nero · b5 pedone del nero · b4 pedone del bianco · c3 cavallo del bianco · g3 pedone del bianco · d2 pedone del bianco · e2 pedone del bianco · f2 pedone del bianco · g2 alfiere del bianco · h2 pedone del bianco · b1 torre del bianco · c1 alfiere del bianco · d1 donna del bianco · e1 re del bianco · g1 cavallo del bianco · h1 torre del bianco | b8 torre del nero · c8 alfiere del nero · d8 donna del nero · e8 re del nero · g8 cavallo del nero · h8 torre del nero · d7 pedone del nero · e7 pedone del nero · f7 pedone del nero · g7 alfiere del nero · h7 pedone del nero · c6 cavallo del nero · g6 pedone del nero · b5 pedone del nero · b4 pedone del bianco · c3 cavallo del bianco · g3 pedone del bianco · d2 pedone del bianco · e2 pedone del bianco · f2 pedone del bianco · g2 alfiere del bianco · h2 pedone del bianco · b1 torre del bianco · c1 alfiere del bianco · d1 donna del bianco · e1 re del bianco · g1 cavallo del bianco · h1 torre del bianco | b8 torre del nero · c8 alfiere del nero · d8 donna del nero · e8 re del nero · g8 cavallo del nero · h8 torre del nero · d7 pedone del nero · e7 pedone del nero · f7 pedone del nero · g7 alfiere del nero · h7 pedone del nero · c6 cavallo del nero · g6 pedone del nero · b5 pedone del nero · b4 pedone del bianco · c3 cavallo del bianco · g3 pedone del bianco · d2 pedone del bianco · e2 pedone del bianco · f2 pedone del bianco · g2 alfiere del bianco · h2 pedone del bianco · b1 torre del bianco · c1 alfiere del bianco · d1 donna del bianco · e1 re del bianco · g1 cavallo del bianco · h1 torre del bianco | 8 |
| 7 | b8 torre del nero · c8 alfiere del nero · d8 donna del nero · e8 re del nero · g8 cavallo del nero · h8 torre del nero · d7 pedone del nero · e7 pedone del nero · f7 pedone del nero · g7 alfiere del nero · h7 pedone del nero · c6 cavallo del nero · g6 pedone del nero · b5 pedone del nero · b4 pedone del bianco · c3 cavallo del bianco · g3 pedone del bianco · d2 pedone del bianco · e2 pedone del bianco · f2 pedone del bianco · g2 alfiere del bianco · h2 pedone del bianco · b1 torre del bianco · c1 alfiere del bianco · d1 donna del bianco · e1 re del bianco · g1 cavallo del bianco · h1 torre del bianco | b8 torre del nero · c8 alfiere del nero · d8 donna del nero · e8 re del nero · g8 cavallo del nero · h8 torre del nero · d7 pedone del nero · e7 pedone del nero · f7 pedone del nero · g7 alfiere del nero · h7 pedone del nero · c6 cavallo del nero · g6 pedone del nero · b5 pedone del nero · b4 pedone del bianco · c3 cavallo del bianco · g3 pedone del bianco · d2 pedone del bianco · e2 pedone del bianco · f2 pedone del bianco · g2 alfiere del bianco · h2 pedone del bianco · b1 torre del bianco · c1 alfiere del bianco · d1 donna del bianco · e1 re del bianco · g1 cavallo del bianco · h1 torre del bianco | b8 torre del nero · c8 alfiere del nero · d8 donna del nero · e8 re del nero · g8 cavallo del nero · h8 torre del nero · d7 pedone del nero · e7 pedone del nero · f7 pedone del nero · g7 alfiere del nero · h7 pedone del nero · c6 cavallo del nero · g6 pedone del nero · b5 pedone del nero · b4 pedone del bianco · c3 cavallo del bianco · g3 pedone del bianco · d2 pedone del bianco · e2 pedone del bianco · f2 pedone del bianco · g2 alfiere del bianco · h2 pedone del bianco · b1 torre del bianco · c1 alfiere del bianco · d1 donna del bianco · e1 re del bianco · g1 cavallo del bianco · h1 torre del bianco | b8 torre del nero · c8 alfiere del nero · d8 donna del nero · e8 re del nero · g8 cavallo del nero · h8 torre del nero · d7 pedone del nero · e7 pedone del nero · f7 pedone del nero · g7 alfiere del nero · h7 pedone del nero · c6 cavallo del nero · g6 pedone del nero · b5 pedone del nero · b4 pedone del bianco · c3 cavallo del bianco · g3 pedone del bianco · d2 pedone del bianco · e2 pedone del bianco · f2 pedone del bianco · g2 alfiere del bianco · h2 pedone del bianco · b1 torre del bianco · c1 alfiere del bianco · d1 donna del bianco · e1 re del bianco · g1 cavallo del bianco · h1 torre del bianco | b8 torre del nero · c8 alfiere del nero · d8 donna del nero · e8 re del nero · g8 cavallo del nero · h8 torre del nero · d7 pedone del nero · e7 pedone del nero · f7 pedone del nero · g7 alfiere del nero · h7 pedone del nero · c6 cavallo del nero · g6 pedone del nero · b5 pedone del nero · b4 pedone del bianco · c3 cavallo del bianco · g3 pedone del bianco · d2 pedone del bianco · e2 pedone del bianco · f2 pedone del bianco · g2 alfiere del bianco · h2 pedone del bianco · b1 torre del bianco · c1 alfiere del bianco · d1 donna del bianco · e1 re del bianco · g1 cavallo del bianco · h1 torre del bianco | b8 torre del nero · c8 alfiere del nero · d8 donna del nero · e8 re del nero · g8 cavallo del nero · h8 torre del nero · d7 pedone del nero · e7 pedone del nero · f7 pedone del nero · g7 alfiere del nero · h7 pedone del nero · c6 cavallo del nero · g6 pedone del nero · b5 pedone del nero · b4 pedone del bianco · c3 cavallo del bianco · g3 pedone del bianco · d2 pedone del bianco · e2 pedone del bianco · f2 pedone del bianco · g2 alfiere del bianco · h2 pedone del bianco · b1 torre del bianco · c1 alfiere del bianco · d1 donna del bianco · e1 re del bianco · g1 cavallo del bianco · h1 torre del bianco | b8 torre del nero · c8 alfiere del nero · d8 donna del nero · e8 re del nero · g8 cavallo del nero · h8 torre del nero · d7 pedone del nero · e7 pedone del nero · f7 pedone del nero · g7 alfiere del nero · h7 pedone del nero · c6 cavallo del nero · g6 pedone del nero · b5 pedone del nero · b4 pedone del bianco · c3 cavallo del bianco · g3 pedone del bianco · d2 pedone del bianco · e2 pedone del bianco · f2 pedone del bianco · g2 alfiere del bianco · h2 pedone del bianco · b1 torre del bianco · c1 alfiere del bianco · d1 donna del bianco · e1 re del bianco · g1 cavallo del bianco · h1 torre del bianco | b8 torre del nero · c8 alfiere del nero · d8 donna del nero · e8 re del nero · g8 cavallo del nero · h8 torre del nero · d7 pedone del nero · e7 pedone del nero · f7 pedone del nero · g7 alfiere del nero · h7 pedone del nero · c6 cavallo del nero · g6 pedone del nero · b5 pedone del nero · b4 pedone del bianco · c3 cavallo del bianco · g3 pedone del bianco · d2 pedone del bianco · e2 pedone del bianco · f2 pedone del bianco · g2 alfiere del bianco · h2 pedone del bianco · b1 torre del bianco · c1 alfiere del bianco · d1 donna del bianco · e1 re del bianco · g1 cavallo del bianco · h1 torre del bianco | 7 |
| 6 | b8 torre del nero · c8 alfiere del nero · d8 donna del nero · e8 re del nero · g8 cavallo del nero · h8 torre del nero · d7 pedone del nero · e7 pedone del nero · f7 pedone del nero · g7 alfiere del nero · h7 pedone del nero · c6 cavallo del nero · g6 pedone del nero · b5 pedone del nero · b4 pedone del bianco · c3 cavallo del bianco · g3 pedone del bianco · d2 pedone del bianco · e2 pedone del bianco · f2 pedone del bianco · g2 alfiere del bianco · h2 pedone del bianco · b1 torre del bianco · c1 alfiere del bianco · d1 donna del bianco · e1 re del bianco · g1 cavallo del bianco · h1 torre del bianco | b8 torre del nero · c8 alfiere del nero · d8 donna del nero · e8 re del nero · g8 cavallo del nero · h8 torre del nero · d7 pedone del nero · e7 pedone del nero · f7 pedone del nero · g7 alfiere del nero · h7 pedone del nero · c6 cavallo del nero · g6 pedone del nero · b5 pedone del nero · b4 pedone del bianco · c3 cavallo del bianco · g3 pedone del bianco · d2 pedone del bianco · e2 pedone del bianco · f2 pedone del bianco · g2 alfiere del bianco · h2 pedone del bianco · b1 torre del bianco · c1 alfiere del bianco · d1 donna del bianco · e1 re del bianco · g1 cavallo del bianco · h1 torre del bianco | b8 torre del nero · c8 alfiere del nero · d8 donna del nero · e8 re del nero · g8 cavallo del nero · h8 torre del nero · d7 pedone del nero · e7 pedone del nero · f7 pedone del nero · g7 alfiere del nero · h7 pedone del nero · c6 cavallo del nero · g6 pedone del nero · b5 pedone del nero · b4 pedone del bianco · c3 cavallo del bianco · g3 pedone del bianco · d2 pedone del bianco · e2 pedone del bianco · f2 pedone del bianco · g2 alfiere del bianco · h2 pedone del bianco · b1 torre del bianco · c1 alfiere del bianco · d1 donna del bianco · e1 re del bianco · g1 cavallo del bianco · h1 torre del bianco | b8 torre del nero · c8 alfiere del nero · d8 donna del nero · e8 re del nero · g8 cavallo del nero · h8 torre del nero · d7 pedone del nero · e7 pedone del nero · f7 pedone del nero · g7 alfiere del nero · h7 pedone del nero · c6 cavallo del nero · g6 pedone del nero · b5 pedone del nero · b4 pedone del bianco · c3 cavallo del bianco · g3 pedone del bianco · d2 pedone del bianco · e2 pedone del bianco · f2 pedone del bianco · g2 alfiere del bianco · h2 pedone del bianco · b1 torre del bianco · c1 alfiere del bianco · d1 donna del bianco · e1 re del bianco · g1 cavallo del bianco · h1 torre del bianco | b8 torre del nero · c8 alfiere del nero · d8 donna del nero · e8 re del nero · g8 cavallo del nero · h8 torre del nero · d7 pedone del nero · e7 pedone del nero · f7 pedone del nero · g7 alfiere del nero · h7 pedone del nero · c6 cavallo del nero · g6 pedone del nero · b5 pedone del nero · b4 pedone del bianco · c3 cavallo del bianco · g3 pedone del bianco · d2 pedone del bianco · e2 pedone del bianco · f2 pedone del bianco · g2 alfiere del bianco · h2 pedone del bianco · b1 torre del bianco · c1 alfiere del bianco · d1 donna del bianco · e1 re del bianco · g1 cavallo del bianco · h1 torre del bianco | b8 torre del nero · c8 alfiere del nero · d8 donna del nero · e8 re del nero · g8 cavallo del nero · h8 torre del nero · d7 pedone del nero · e7 pedone del nero · f7 pedone del nero · g7 alfiere del nero · h7 pedone del nero · c6 cavallo del nero · g6 pedone del nero · b5 pedone del nero · b4 pedone del bianco · c3 cavallo del bianco · g3 pedone del bianco · d2 pedone del bianco · e2 pedone del bianco · f2 pedone del bianco · g2 alfiere del bianco · h2 pedone del bianco · b1 torre del bianco · c1 alfiere del bianco · d1 donna del bianco · e1 re del bianco · g1 cavallo del bianco · h1 torre del bianco | b8 torre del nero · c8 alfiere del nero · d8 donna del nero · e8 re del nero · g8 cavallo del nero · h8 torre del nero · d7 pedone del nero · e7 pedone del nero · f7 pedone del nero · g7 alfiere del nero · h7 pedone del nero · c6 cavallo del nero · g6 pedone del nero · b5 pedone del nero · b4 pedone del bianco · c3 cavallo del bianco · g3 pedone del bianco · d2 pedone del bianco · e2 pedone del bianco · f2 pedone del bianco · g2 alfiere del bianco · h2 pedone del bianco · b1 torre del bianco · c1 alfiere del bianco · d1 donna del bianco · e1 re del bianco · g1 cavallo del bianco · h1 torre del bianco | b8 torre del nero · c8 alfiere del nero · d8 donna del nero · e8 re del nero · g8 cavallo del nero · h8 torre del nero · d7 pedone del nero · e7 pedone del nero · f7 pedone del nero · g7 alfiere del nero · h7 pedone del nero · c6 cavallo del nero · g6 pedone del nero · b5 pedone del nero · b4 pedone del bianco · c3 cavallo del bianco · g3 pedone del bianco · d2 pedone del bianco · e2 pedone del bianco · f2 pedone del bianco · g2 alfiere del bianco · h2 pedone del bianco · b1 torre del bianco · c1 alfiere del bianco · d1 donna del bianco · e1 re del bianco · g1 cavallo del bianco · h1 torre del bianco | 6 |
| 5 | b8 torre del nero · c8 alfiere del nero · d8 donna del nero · e8 re del nero · g8 cavallo del nero · h8 torre del nero · d7 pedone del nero · e7 pedone del nero · f7 pedone del nero · g7 alfiere del nero · h7 pedone del nero · c6 cavallo del nero · g6 pedone del nero · b5 pedone del nero · b4 pedone del bianco · c3 cavallo del bianco · g3 pedone del bianco · d2 pedone del bianco · e2 pedone del bianco · f2 pedone del bianco · g2 alfiere del bianco · h2 pedone del bianco · b1 torre del bianco · c1 alfiere del bianco · d1 donna del bianco · e1 re del bianco · g1 cavallo del bianco · h1 torre del bianco | b8 torre del nero · c8 alfiere del nero · d8 donna del nero · e8 re del nero · g8 cavallo del nero · h8 torre del nero · d7 pedone del nero · e7 pedone del nero · f7 pedone del nero · g7 alfiere del nero · h7 pedone del nero · c6 cavallo del nero · g6 pedone del nero · b5 pedone del nero · b4 pedone del bianco · c3 cavallo del bianco · g3 pedone del bianco · d2 pedone del bianco · e2 pedone del bianco · f2 pedone del bianco · g2 alfiere del bianco · h2 pedone del bianco · b1 torre del bianco · c1 alfiere del bianco · d1 donna del bianco · e1 re del bianco · g1 cavallo del bianco · h1 torre del bianco | b8 torre del nero · c8 alfiere del nero · d8 donna del nero · e8 re del nero · g8 cavallo del nero · h8 torre del nero · d7 pedone del nero · e7 pedone del nero · f7 pedone del nero · g7 alfiere del nero · h7 pedone del nero · c6 cavallo del nero · g6 pedone del nero · b5 pedone del nero · b4 pedone del bianco · c3 cavallo del bianco · g3 pedone del bianco · d2 pedone del bianco · e2 pedone del bianco · f2 pedone del bianco · g2 alfiere del bianco · h2 pedone del bianco · b1 torre del bianco · c1 alfiere del bianco · d1 donna del bianco · e1 re del bianco · g1 cavallo del bianco · h1 torre del bianco | b8 torre del nero · c8 alfiere del nero · d8 donna del nero · e8 re del nero · g8 cavallo del nero · h8 torre del nero · d7 pedone del nero · e7 pedone del nero · f7 pedone del nero · g7 alfiere del nero · h7 pedone del nero · c6 cavallo del nero · g6 pedone del nero · b5 pedone del nero · b4 pedone del bianco · c3 cavallo del bianco · g3 pedone del bianco · d2 pedone del bianco · e2 pedone del bianco · f2 pedone del bianco · g2 alfiere del bianco · h2 pedone del bianco · b1 torre del bianco · c1 alfiere del bianco · d1 donna del bianco · e1 re del bianco · g1 cavallo del bianco · h1 torre del bianco | b8 torre del nero · c8 alfiere del nero · d8 donna del nero · e8 re del nero · g8 cavallo del nero · h8 torre del nero · d7 pedone del nero · e7 pedone del nero · f7 pedone del nero · g7 alfiere del nero · h7 pedone del nero · c6 cavallo del nero · g6 pedone del nero · b5 pedone del nero · b4 pedone del bianco · c3 cavallo del bianco · g3 pedone del bianco · d2 pedone del bianco · e2 pedone del bianco · f2 pedone del bianco · g2 alfiere del bianco · h2 pedone del bianco · b1 torre del bianco · c1 alfiere del bianco · d1 donna del bianco · e1 re del bianco · g1 cavallo del bianco · h1 torre del bianco | b8 torre del nero · c8 alfiere del nero · d8 donna del nero · e8 re del nero · g8 cavallo del nero · h8 torre del nero · d7 pedone del nero · e7 pedone del nero · f7 pedone del nero · g7 alfiere del nero · h7 pedone del nero · c6 cavallo del nero · g6 pedone del nero · b5 pedone del nero · b4 pedone del bianco · c3 cavallo del bianco · g3 pedone del bianco · d2 pedone del bianco · e2 pedone del bianco · f2 pedone del bianco · g2 alfiere del bianco · h2 pedone del bianco · b1 torre del bianco · c1 alfiere del bianco · d1 donna del bianco · e1 re del bianco · g1 cavallo del bianco · h1 torre del bianco | b8 torre del nero · c8 alfiere del nero · d8 donna del nero · e8 re del nero · g8 cavallo del nero · h8 torre del nero · d7 pedone del nero · e7 pedone del nero · f7 pedone del nero · g7 alfiere del nero · h7 pedone del nero · c6 cavallo del nero · g6 pedone del nero · b5 pedone del nero · b4 pedone del bianco · c3 cavallo del bianco · g3 pedone del bianco · d2 pedone del bianco · e2 pedone del bianco · f2 pedone del bianco · g2 alfiere del bianco · h2 pedone del bianco · b1 torre del bianco · c1 alfiere del bianco · d1 donna del bianco · e1 re del bianco · g1 cavallo del bianco · h1 torre del bianco | b8 torre del nero · c8 alfiere del nero · d8 donna del nero · e8 re del nero · g8 cavallo del nero · h8 torre del nero · d7 pedone del nero · e7 pedone del nero · f7 pedone del nero · g7 alfiere del nero · h7 pedone del nero · c6 cavallo del nero · g6 pedone del nero · b5 pedone del nero · b4 pedone del bianco · c3 cavallo del bianco · g3 pedone del bianco · d2 pedone del bianco · e2 pedone del bianco · f2 pedone del bianco · g2 alfiere del bianco · h2 pedone del bianco · b1 torre del bianco · c1 alfiere del bianco · d1 donna del bianco · e1 re del bianco · g1 cavallo del bianco · h1 torre del bianco | 5 |
| 4 | b8 torre del nero · c8 alfiere del nero · d8 donna del nero · e8 re del nero · g8 cavallo del nero · h8 torre del nero · d7 pedone del nero · e7 pedone del nero · f7 pedone del nero · g7 alfiere del nero · h7 pedone del nero · c6 cavallo del nero · g6 pedone del nero · b5 pedone del nero · b4 pedone del bianco · c3 cavallo del bianco · g3 pedone del bianco · d2 pedone del bianco · e2 pedone del bianco · f2 pedone del bianco · g2 alfiere del bianco · h2 pedone del bianco · b1 torre del bianco · c1 alfiere del bianco · d1 donna del bianco · e1 re del bianco · g1 cavallo del bianco · h1 torre del bianco | b8 torre del nero · c8 alfiere del nero · d8 donna del nero · e8 re del nero · g8 cavallo del nero · h8 torre del nero · d7 pedone del nero · e7 pedone del nero · f7 pedone del nero · g7 alfiere del nero · h7 pedone del nero · c6 cavallo del nero · g6 pedone del nero · b5 pedone del nero · b4 pedone del bianco · c3 cavallo del bianco · g3 pedone del bianco · d2 pedone del bianco · e2 pedone del bianco · f2 pedone del bianco · g2 alfiere del bianco · h2 pedone del bianco · b1 torre del bianco · c1 alfiere del bianco · d1 donna del bianco · e1 re del bianco · g1 cavallo del bianco · h1 torre del bianco | b8 torre del nero · c8 alfiere del nero · d8 donna del nero · e8 re del nero · g8 cavallo del nero · h8 torre del nero · d7 pedone del nero · e7 pedone del nero · f7 pedone del nero · g7 alfiere del nero · h7 pedone del nero · c6 cavallo del nero · g6 pedone del nero · b5 pedone del nero · b4 pedone del bianco · c3 cavallo del bianco · g3 pedone del bianco · d2 pedone del bianco · e2 pedone del bianco · f2 pedone del bianco · g2 alfiere del bianco · h2 pedone del bianco · b1 torre del bianco · c1 alfiere del bianco · d1 donna del bianco · e1 re del bianco · g1 cavallo del bianco · h1 torre del bianco | b8 torre del nero · c8 alfiere del nero · d8 donna del nero · e8 re del nero · g8 cavallo del nero · h8 torre del nero · d7 pedone del nero · e7 pedone del nero · f7 pedone del nero · g7 alfiere del nero · h7 pedone del nero · c6 cavallo del nero · g6 pedone del nero · b5 pedone del nero · b4 pedone del bianco · c3 cavallo del bianco · g3 pedone del bianco · d2 pedone del bianco · e2 pedone del bianco · f2 pedone del bianco · g2 alfiere del bianco · h2 pedone del bianco · b1 torre del bianco · c1 alfiere del bianco · d1 donna del bianco · e1 re del bianco · g1 cavallo del bianco · h1 torre del bianco | b8 torre del nero · c8 alfiere del nero · d8 donna del nero · e8 re del nero · g8 cavallo del nero · h8 torre del nero · d7 pedone del nero · e7 pedone del nero · f7 pedone del nero · g7 alfiere del nero · h7 pedone del nero · c6 cavallo del nero · g6 pedone del nero · b5 pedone del nero · b4 pedone del bianco · c3 cavallo del bianco · g3 pedone del bianco · d2 pedone del bianco · e2 pedone del bianco · f2 pedone del bianco · g2 alfiere del bianco · h2 pedone del bianco · b1 torre del bianco · c1 alfiere del bianco · d1 donna del bianco · e1 re del bianco · g1 cavallo del bianco · h1 torre del bianco | b8 torre del nero · c8 alfiere del nero · d8 donna del nero · e8 re del nero · g8 cavallo del nero · h8 torre del nero · d7 pedone del nero · e7 pedone del nero · f7 pedone del nero · g7 alfiere del nero · h7 pedone del nero · c6 cavallo del nero · g6 pedone del nero · b5 pedone del nero · b4 pedone del bianco · c3 cavallo del bianco · g3 pedone del bianco · d2 pedone del bianco · e2 pedone del bianco · f2 pedone del bianco · g2 alfiere del bianco · h2 pedone del bianco · b1 torre del bianco · c1 alfiere del bianco · d1 donna del bianco · e1 re del bianco · g1 cavallo del bianco · h1 torre del bianco | b8 torre del nero · c8 alfiere del nero · d8 donna del nero · e8 re del nero · g8 cavallo del nero · h8 torre del nero · d7 pedone del nero · e7 pedone del nero · f7 pedone del nero · g7 alfiere del nero · h7 pedone del nero · c6 cavallo del nero · g6 pedone del nero · b5 pedone del nero · b4 pedone del bianco · c3 cavallo del bianco · g3 pedone del bianco · d2 pedone del bianco · e2 pedone del bianco · f2 pedone del bianco · g2 alfiere del bianco · h2 pedone del bianco · b1 torre del bianco · c1 alfiere del bianco · d1 donna del bianco · e1 re del bianco · g1 cavallo del bianco · h1 torre del bianco | b8 torre del nero · c8 alfiere del nero · d8 donna del nero · e8 re del nero · g8 cavallo del nero · h8 torre del nero · d7 pedone del nero · e7 pedone del nero · f7 pedone del nero · g7 alfiere del nero · h7 pedone del nero · c6 cavallo del nero · g6 pedone del nero · b5 pedone del nero · b4 pedone del bianco · c3 cavallo del bianco · g3 pedone del bianco · d2 pedone del bianco · e2 pedone del bianco · f2 pedone del bianco · g2 alfiere del bianco · h2 pedone del bianco · b1 torre del bianco · c1 alfiere del bianco · d1 donna del bianco · e1 re del bianco · g1 cavallo del bianco · h1 torre del bianco | 4 |
| 3 | b8 torre del nero · c8 alfiere del nero · d8 donna del nero · e8 re del nero · g8 cavallo del nero · h8 torre del nero · d7 pedone del nero · e7 pedone del nero · f7 pedone del nero · g7 alfiere del nero · h7 pedone del nero · c6 cavallo del nero · g6 pedone del nero · b5 pedone del nero · b4 pedone del bianco · c3 cavallo del bianco · g3 pedone del bianco · d2 pedone del bianco · e2 pedone del bianco · f2 pedone del bianco · g2 alfiere del bianco · h2 pedone del bianco · b1 torre del bianco · c1 alfiere del bianco · d1 donna del bianco · e1 re del bianco · g1 cavallo del bianco · h1 torre del bianco | b8 torre del nero · c8 alfiere del nero · d8 donna del nero · e8 re del nero · g8 cavallo del nero · h8 torre del nero · d7 pedone del nero · e7 pedone del nero · f7 pedone del nero · g7 alfiere del nero · h7 pedone del nero · c6 cavallo del nero · g6 pedone del nero · b5 pedone del nero · b4 pedone del bianco · c3 cavallo del bianco · g3 pedone del bianco · d2 pedone del bianco · e2 pedone del bianco · f2 pedone del bianco · g2 alfiere del bianco · h2 pedone del bianco · b1 torre del bianco · c1 alfiere del bianco · d1 donna del bianco · e1 re del bianco · g1 cavallo del bianco · h1 torre del bianco | b8 torre del nero · c8 alfiere del nero · d8 donna del nero · e8 re del nero · g8 cavallo del nero · h8 torre del nero · d7 pedone del nero · e7 pedone del nero · f7 pedone del nero · g7 alfiere del nero · h7 pedone del nero · c6 cavallo del nero · g6 pedone del nero · b5 pedone del nero · b4 pedone del bianco · c3 cavallo del bianco · g3 pedone del bianco · d2 pedone del bianco · e2 pedone del bianco · f2 pedone del bianco · g2 alfiere del bianco · h2 pedone del bianco · b1 torre del bianco · c1 alfiere del bianco · d1 donna del bianco · e1 re del bianco · g1 cavallo del bianco · h1 torre del bianco | b8 torre del nero · c8 alfiere del nero · d8 donna del nero · e8 re del nero · g8 cavallo del nero · h8 torre del nero · d7 pedone del nero · e7 pedone del nero · f7 pedone del nero · g7 alfiere del nero · h7 pedone del nero · c6 cavallo del nero · g6 pedone del nero · b5 pedone del nero · b4 pedone del bianco · c3 cavallo del bianco · g3 pedone del bianco · d2 pedone del bianco · e2 pedone del bianco · f2 pedone del bianco · g2 alfiere del bianco · h2 pedone del bianco · b1 torre del bianco · c1 alfiere del bianco · d1 donna del bianco · e1 re del bianco · g1 cavallo del bianco · h1 torre del bianco | b8 torre del nero · c8 alfiere del nero · d8 donna del nero · e8 re del nero · g8 cavallo del nero · h8 torre del nero · d7 pedone del nero · e7 pedone del nero · f7 pedone del nero · g7 alfiere del nero · h7 pedone del nero · c6 cavallo del nero · g6 pedone del nero · b5 pedone del nero · b4 pedone del bianco · c3 cavallo del bianco · g3 pedone del bianco · d2 pedone del bianco · e2 pedone del bianco · f2 pedone del bianco · g2 alfiere del bianco · h2 pedone del bianco · b1 torre del bianco · c1 alfiere del bianco · d1 donna del bianco · e1 re del bianco · g1 cavallo del bianco · h1 torre del bianco | b8 torre del nero · c8 alfiere del nero · d8 donna del nero · e8 re del nero · g8 cavallo del nero · h8 torre del nero · d7 pedone del nero · e7 pedone del nero · f7 pedone del nero · g7 alfiere del nero · h7 pedone del nero · c6 cavallo del nero · g6 pedone del nero · b5 pedone del nero · b4 pedone del bianco · c3 cavallo del bianco · g3 pedone del bianco · d2 pedone del bianco · e2 pedone del bianco · f2 pedone del bianco · g2 alfiere del bianco · h2 pedone del bianco · b1 torre del bianco · c1 alfiere del bianco · d1 donna del bianco · e1 re del bianco · g1 cavallo del bianco · h1 torre del bianco | b8 torre del nero · c8 alfiere del nero · d8 donna del nero · e8 re del nero · g8 cavallo del nero · h8 torre del nero · d7 pedone del nero · e7 pedone del nero · f7 pedone del nero · g7 alfiere del nero · h7 pedone del nero · c6 cavallo del nero · g6 pedone del nero · b5 pedone del nero · b4 pedone del bianco · c3 cavallo del bianco · g3 pedone del bianco · d2 pedone del bianco · e2 pedone del bianco · f2 pedone del bianco · g2 alfiere del bianco · h2 pedone del bianco · b1 torre del bianco · c1 alfiere del bianco · d1 donna del bianco · e1 re del bianco · g1 cavallo del bianco · h1 torre del bianco | b8 torre del nero · c8 alfiere del nero · d8 donna del nero · e8 re del nero · g8 cavallo del nero · h8 torre del nero · d7 pedone del nero · e7 pedone del nero · f7 pedone del nero · g7 alfiere del nero · h7 pedone del nero · c6 cavallo del nero · g6 pedone del nero · b5 pedone del nero · b4 pedone del bianco · c3 cavallo del bianco · g3 pedone del bianco · d2 pedone del bianco · e2 pedone del bianco · f2 pedone del bianco · g2 alfiere del bianco · h2 pedone del bianco · b1 torre del bianco · c1 alfiere del bianco · d1 donna del bianco · e1 re del bianco · g1 cavallo del bianco · h1 torre del bianco | 3 |
| 2 | b8 torre del nero · c8 alfiere del nero · d8 donna del nero · e8 re del nero · g8 cavallo del nero · h8 torre del nero · d7 pedone del nero · e7 pedone del nero · f7 pedone del nero · g7 alfiere del nero · h7 pedone del nero · c6 cavallo del nero · g6 pedone del nero · b5 pedone del nero · b4 pedone del bianco · c3 cavallo del bianco · g3 pedone del bianco · d2 pedone del bianco · e2 pedone del bianco · f2 pedone del bianco · g2 alfiere del bianco · h2 pedone del bianco · b1 torre del bianco · c1 alfiere del bianco · d1 donna del bianco · e1 re del bianco · g1 cavallo del bianco · h1 torre del bianco | b8 torre del nero · c8 alfiere del nero · d8 donna del nero · e8 re del nero · g8 cavallo del nero · h8 torre del nero · d7 pedone del nero · e7 pedone del nero · f7 pedone del nero · g7 alfiere del nero · h7 pedone del nero · c6 cavallo del nero · g6 pedone del nero · b5 pedone del nero · b4 pedone del bianco · c3 cavallo del bianco · g3 pedone del bianco · d2 pedone del bianco · e2 pedone del bianco · f2 pedone del bianco · g2 alfiere del bianco · h2 pedone del bianco · b1 torre del bianco · c1 alfiere del bianco · d1 donna del bianco · e1 re del bianco · g1 cavallo del bianco · h1 torre del bianco | b8 torre del nero · c8 alfiere del nero · d8 donna del nero · e8 re del nero · g8 cavallo del nero · h8 torre del nero · d7 pedone del nero · e7 pedone del nero · f7 pedone del nero · g7 alfiere del nero · h7 pedone del nero · c6 cavallo del nero · g6 pedone del nero · b5 pedone del nero · b4 pedone del bianco · c3 cavallo del bianco · g3 pedone del bianco · d2 pedone del bianco · e2 pedone del bianco · f2 pedone del bianco · g2 alfiere del bianco · h2 pedone del bianco · b1 torre del bianco · c1 alfiere del bianco · d1 donna del bianco · e1 re del bianco · g1 cavallo del bianco · h1 torre del bianco | b8 torre del nero · c8 alfiere del nero · d8 donna del nero · e8 re del nero · g8 cavallo del nero · h8 torre del nero · d7 pedone del nero · e7 pedone del nero · f7 pedone del nero · g7 alfiere del nero · h7 pedone del nero · c6 cavallo del nero · g6 pedone del nero · b5 pedone del nero · b4 pedone del bianco · c3 cavallo del bianco · g3 pedone del bianco · d2 pedone del bianco · e2 pedone del bianco · f2 pedone del bianco · g2 alfiere del bianco · h2 pedone del bianco · b1 torre del bianco · c1 alfiere del bianco · d1 donna del bianco · e1 re del bianco · g1 cavallo del bianco · h1 torre del bianco | b8 torre del nero · c8 alfiere del nero · d8 donna del nero · e8 re del nero · g8 cavallo del nero · h8 torre del nero · d7 pedone del nero · e7 pedone del nero · f7 pedone del nero · g7 alfiere del nero · h7 pedone del nero · c6 cavallo del nero · g6 pedone del nero · b5 pedone del nero · b4 pedone del bianco · c3 cavallo del bianco · g3 pedone del bianco · d2 pedone del bianco · e2 pedone del bianco · f2 pedone del bianco · g2 alfiere del bianco · h2 pedone del bianco · b1 torre del bianco · c1 alfiere del bianco · d1 donna del bianco · e1 re del bianco · g1 cavallo del bianco · h1 torre del bianco | b8 torre del nero · c8 alfiere del nero · d8 donna del nero · e8 re del nero · g8 cavallo del nero · h8 torre del nero · d7 pedone del nero · e7 pedone del nero · f7 pedone del nero · g7 alfiere del nero · h7 pedone del nero · c6 cavallo del nero · g6 pedone del nero · b5 pedone del nero · b4 pedone del bianco · c3 cavallo del bianco · g3 pedone del bianco · d2 pedone del bianco · e2 pedone del bianco · f2 pedone del bianco · g2 alfiere del bianco · h2 pedone del bianco · b1 torre del bianco · c1 alfiere del bianco · d1 donna del bianco · e1 re del bianco · g1 cavallo del bianco · h1 torre del bianco | b8 torre del nero · c8 alfiere del nero · d8 donna del nero · e8 re del nero · g8 cavallo del nero · h8 torre del nero · d7 pedone del nero · e7 pedone del nero · f7 pedone del nero · g7 alfiere del nero · h7 pedone del nero · c6 cavallo del nero · g6 pedone del nero · b5 pedone del nero · b4 pedone del bianco · c3 cavallo del bianco · g3 pedone del bianco · d2 pedone del bianco · e2 pedone del bianco · f2 pedone del bianco · g2 alfiere del bianco · h2 pedone del bianco · b1 torre del bianco · c1 alfiere del bianco · d1 donna del bianco · e1 re del bianco · g1 cavallo del bianco · h1 torre del bianco | b8 torre del nero · c8 alfiere del nero · d8 donna del nero · e8 re del nero · g8 cavallo del nero · h8 torre del nero · d7 pedone del nero · e7 pedone del nero · f7 pedone del nero · g7 alfiere del nero · h7 pedone del nero · c6 cavallo del nero · g6 pedone del nero · b5 pedone del nero · b4 pedone del bianco · c3 cavallo del bianco · g3 pedone del bianco · d2 pedone del bianco · e2 pedone del bianco · f2 pedone del bianco · g2 alfiere del bianco · h2 pedone del bianco · b1 torre del bianco · c1 alfiere del bianco · d1 donna del bianco · e1 re del bianco · g1 cavallo del bianco · h1 torre del bianco | 2 |
| 1 | b8 torre del nero · c8 alfiere del nero · d8 donna del nero · e8 re del nero · g8 cavallo del nero · h8 torre del nero · d7 pedone del nero · e7 pedone del nero · f7 pedone del nero · g7 alfiere del nero · h7 pedone del nero · c6 cavallo del nero · g6 pedone del nero · b5 pedone del nero · b4 pedone del bianco · c3 cavallo del bianco · g3 pedone del bianco · d2 pedone del bianco · e2 pedone del bianco · f2 pedone del bianco · g2 alfiere del bianco · h2 pedone del bianco · b1 torre del bianco · c1 alfiere del bianco · d1 donna del bianco · e1 re del bianco · g1 cavallo del bianco · h1 torre del bianco | b8 torre del nero · c8 alfiere del nero · d8 donna del nero · e8 re del nero · g8 cavallo del nero · h8 torre del nero · d7 pedone del nero · e7 pedone del nero · f7 pedone del nero · g7 alfiere del nero · h7 pedone del nero · c6 cavallo del nero · g6 pedone del nero · b5 pedone del nero · b4 pedone del bianco · c3 cavallo del bianco · g3 pedone del bianco · d2 pedone del bianco · e2 pedone del bianco · f2 pedone del bianco · g2 alfiere del bianco · h2 pedone del bianco · b1 torre del bianco · c1 alfiere del bianco · d1 donna del bianco · e1 re del bianco · g1 cavallo del bianco · h1 torre del bianco | b8 torre del nero · c8 alfiere del nero · d8 donna del nero · e8 re del nero · g8 cavallo del nero · h8 torre del nero · d7 pedone del nero · e7 pedone del nero · f7 pedone del nero · g7 alfiere del nero · h7 pedone del nero · c6 cavallo del nero · g6 pedone del nero · b5 pedone del nero · b4 pedone del bianco · c3 cavallo del bianco · g3 pedone del bianco · d2 pedone del bianco · e2 pedone del bianco · f2 pedone del bianco · g2 alfiere del bianco · h2 pedone del bianco · b1 torre del bianco · c1 alfiere del bianco · d1 donna del bianco · e1 re del bianco · g1 cavallo del bianco · h1 torre del bianco | b8 torre del nero · c8 alfiere del nero · d8 donna del nero · e8 re del nero · g8 cavallo del nero · h8 torre del nero · d7 pedone del nero · e7 pedone del nero · f7 pedone del nero · g7 alfiere del nero · h7 pedone del nero · c6 cavallo del nero · g6 pedone del nero · b5 pedone del nero · b4 pedone del bianco · c3 cavallo del bianco · g3 pedone del bianco · d2 pedone del bianco · e2 pedone del bianco · f2 pedone del bianco · g2 alfiere del bianco · h2 pedone del bianco · b1 torre del bianco · c1 alfiere del bianco · d1 donna del bianco · e1 re del bianco · g1 cavallo del bianco · h1 torre del bianco | b8 torre del nero · c8 alfiere del nero · d8 donna del nero · e8 re del nero · g8 cavallo del nero · h8 torre del nero · d7 pedone del nero · e7 pedone del nero · f7 pedone del nero · g7 alfiere del nero · h7 pedone del nero · c6 cavallo del nero · g6 pedone del nero · b5 pedone del nero · b4 pedone del bianco · c3 cavallo del bianco · g3 pedone del bianco · d2 pedone del bianco · e2 pedone del bianco · f2 pedone del bianco · g2 alfiere del bianco · h2 pedone del bianco · b1 torre del bianco · c1 alfiere del bianco · d1 donna del bianco · e1 re del bianco · g1 cavallo del bianco · h1 torre del bianco | b8 torre del nero · c8 alfiere del nero · d8 donna del nero · e8 re del nero · g8 cavallo del nero · h8 torre del nero · d7 pedone del nero · e7 pedone del nero · f7 pedone del nero · g7 alfiere del nero · h7 pedone del nero · c6 cavallo del nero · g6 pedone del nero · b5 pedone del nero · b4 pedone del bianco · c3 cavallo del bianco · g3 pedone del bianco · d2 pedone del bianco · e2 pedone del bianco · f2 pedone del bianco · g2 alfiere del bianco · h2 pedone del bianco · b1 torre del bianco · c1 alfiere del bianco · d1 donna del bianco · e1 re del bianco · g1 cavallo del bianco · h1 torre del bianco | b8 torre del nero · c8 alfiere del nero · d8 donna del nero · e8 re del nero · g8 cavallo del nero · h8 torre del nero · d7 pedone del nero · e7 pedone del nero · f7 pedone del nero · g7 alfiere del nero · h7 pedone del nero · c6 cavallo del nero · g6 pedone del nero · b5 pedone del nero · b4 pedone del bianco · c3 cavallo del bianco · g3 pedone del bianco · d2 pedone del bianco · e2 pedone del bianco · f2 pedone del bianco · g2 alfiere del bianco · h2 pedone del bianco · b1 torre del bianco · c1 alfiere del bianco · d1 donna del bianco · e1 re del bianco · g1 cavallo del bianco · h1 torre del bianco | b8 torre del nero · c8 alfiere del nero · d8 donna del nero · e8 re del nero · g8 cavallo del nero · h8 torre del nero · d7 pedone del nero · e7 pedone del nero · f7 pedone del nero · g7 alfiere del nero · h7 pedone del nero · c6 cavallo del nero · g6 pedone del nero · b5 pedone del nero · b4 pedone del bianco · c3 cavallo del bianco · g3 pedone del bianco · d2 pedone del bianco · e2 pedone del bianco · f2 pedone del bianco · g2 alfiere del bianco · h2 pedone del bianco · b1 torre del bianco · c1 alfiere del bianco · d1 donna del bianco · e1 re del bianco · g1 cavallo del bianco · h1 torre del bianco | 1 |
|   | a | b | c | d | e | f | g | h |   |

|   | a | b | c | d | e | f | g | h |   |
| 8 | c8 torre del nero · d8 donna del nero · e8 torre del nero · g8 re del nero · f7 pedone del nero · g6 pedone del nero · b5 pedone del bianco · e5 pedone del nero · f5 alfiere del nero · h5 pedone del nero · d4 pedone del nero · e4 cavallo del nero · b3 torre del bianco · g3 pedone del bianco · h3 pedone del bianco · b2 alfiere del bianco · e2 pedone del bianco · f2 pedone del bianco · g2 alfiere del bianco · h2 re del bianco · d1 donna del bianco · f1 torre del bianco | c8 torre del nero · d8 donna del nero · e8 torre del nero · g8 re del nero · f7 pedone del nero · g6 pedone del nero · b5 pedone del bianco · e5 pedone del nero · f5 alfiere del nero · h5 pedone del nero · d4 pedone del nero · e4 cavallo del nero · b3 torre del bianco · g3 pedone del bianco · h3 pedone del bianco · b2 alfiere del bianco · e2 pedone del bianco · f2 pedone del bianco · g2 alfiere del bianco · h2 re del bianco · d1 donna del bianco · f1 torre del bianco | c8 torre del nero · d8 donna del nero · e8 torre del nero · g8 re del nero · f7 pedone del nero · g6 pedone del nero · b5 pedone del bianco · e5 pedone del nero · f5 alfiere del nero · h5 pedone del nero · d4 pedone del nero · e4 cavallo del nero · b3 torre del bianco · g3 pedone del bianco · h3 pedone del bianco · b2 alfiere del bianco · e2 pedone del bianco · f2 pedone del bianco · g2 alfiere del bianco · h2 re del bianco · d1 donna del bianco · f1 torre del bianco | c8 torre del nero · d8 donna del nero · e8 torre del nero · g8 re del nero · f7 pedone del nero · g6 pedone del nero · b5 pedone del bianco · e5 pedone del nero · f5 alfiere del nero · h5 pedone del nero · d4 pedone del nero · e4 cavallo del nero · b3 torre del bianco · g3 pedone del bianco · h3 pedone del bianco · b2 alfiere del bianco · e2 pedone del bianco · f2 pedone del bianco · g2 alfiere del bianco · h2 re del bianco · d1 donna del bianco · f1 torre del bianco | c8 torre del nero · d8 donna del nero · e8 torre del nero · g8 re del nero · f7 pedone del nero · g6 pedone del nero · b5 pedone del bianco · e5 pedone del nero · f5 alfiere del nero · h5 pedone del nero · d4 pedone del nero · e4 cavallo del nero · b3 torre del bianco · g3 pedone del bianco · h3 pedone del bianco · b2 alfiere del bianco · e2 pedone del bianco · f2 pedone del bianco · g2 alfiere del bianco · h2 re del bianco · d1 donna del bianco · f1 torre del bianco | c8 torre del nero · d8 donna del nero · e8 torre del nero · g8 re del nero · f7 pedone del nero · g6 pedone del nero · b5 pedone del bianco · e5 pedone del nero · f5 alfiere del nero · h5 pedone del nero · d4 pedone del nero · e4 cavallo del nero · b3 torre del bianco · g3 pedone del bianco · h3 pedone del bianco · b2 alfiere del bianco · e2 pedone del bianco · f2 pedone del bianco · g2 alfiere del bianco · h2 re del bianco · d1 donna del bianco · f1 torre del bianco | c8 torre del nero · d8 donna del nero · e8 torre del nero · g8 re del nero · f7 pedone del nero · g6 pedone del nero · b5 pedone del bianco · e5 pedone del nero · f5 alfiere del nero · h5 pedone del nero · d4 pedone del nero · e4 cavallo del nero · b3 torre del bianco · g3 pedone del bianco · h3 pedone del bianco · b2 alfiere del bianco · e2 pedone del bianco · f2 pedone del bianco · g2 alfiere del bianco · h2 re del bianco · d1 donna del bianco · f1 torre del bianco | c8 torre del nero · d8 donna del nero · e8 torre del nero · g8 re del nero · f7 pedone del nero · g6 pedone del nero · b5 pedone del bianco · e5 pedone del nero · f5 alfiere del nero · h5 pedone del nero · d4 pedone del nero · e4 cavallo del nero · b3 torre del bianco · g3 pedone del bianco · h3 pedone del bianco · b2 alfiere del bianco · e2 pedone del bianco · f2 pedone del bianco · g2 alfiere del bianco · h2 re del bianco · d1 donna del bianco · f1 torre del bianco | 8 |
| 7 | c8 torre del nero · d8 donna del nero · e8 torre del nero · g8 re del nero · f7 pedone del nero · g6 pedone del nero · b5 pedone del bianco · e5 pedone del nero · f5 alfiere del nero · h5 pedone del nero · d4 pedone del nero · e4 cavallo del nero · b3 torre del bianco · g3 pedone del bianco · h3 pedone del bianco · b2 alfiere del bianco · e2 pedone del bianco · f2 pedone del bianco · g2 alfiere del bianco · h2 re del bianco · d1 donna del bianco · f1 torre del bianco | c8 torre del nero · d8 donna del nero · e8 torre del nero · g8 re del nero · f7 pedone del nero · g6 pedone del nero · b5 pedone del bianco · e5 pedone del nero · f5 alfiere del nero · h5 pedone del nero · d4 pedone del nero · e4 cavallo del nero · b3 torre del bianco · g3 pedone del bianco · h3 pedone del bianco · b2 alfiere del bianco · e2 pedone del bianco · f2 pedone del bianco · g2 alfiere del bianco · h2 re del bianco · d1 donna del bianco · f1 torre del bianco | c8 torre del nero · d8 donna del nero · e8 torre del nero · g8 re del nero · f7 pedone del nero · g6 pedone del nero · b5 pedone del bianco · e5 pedone del nero · f5 alfiere del nero · h5 pedone del nero · d4 pedone del nero · e4 cavallo del nero · b3 torre del bianco · g3 pedone del bianco · h3 pedone del bianco · b2 alfiere del bianco · e2 pedone del bianco · f2 pedone del bianco · g2 alfiere del bianco · h2 re del bianco · d1 donna del bianco · f1 torre del bianco | c8 torre del nero · d8 donna del nero · e8 torre del nero · g8 re del nero · f7 pedone del nero · g6 pedone del nero · b5 pedone del bianco · e5 pedone del nero · f5 alfiere del nero · h5 pedone del nero · d4 pedone del nero · e4 cavallo del nero · b3 torre del bianco · g3 pedone del bianco · h3 pedone del bianco · b2 alfiere del bianco · e2 pedone del bianco · f2 pedone del bianco · g2 alfiere del bianco · h2 re del bianco · d1 donna del bianco · f1 torre del bianco | c8 torre del nero · d8 donna del nero · e8 torre del nero · g8 re del nero · f7 pedone del nero · g6 pedone del nero · b5 pedone del bianco · e5 pedone del nero · f5 alfiere del nero · h5 pedone del nero · d4 pedone del nero · e4 cavallo del nero · b3 torre del bianco · g3 pedone del bianco · h3 pedone del bianco · b2 alfiere del bianco · e2 pedone del bianco · f2 pedone del bianco · g2 alfiere del bianco · h2 re del bianco · d1 donna del bianco · f1 torre del bianco | c8 torre del nero · d8 donna del nero · e8 torre del nero · g8 re del nero · f7 pedone del nero · g6 pedone del nero · b5 pedone del bianco · e5 pedone del nero · f5 alfiere del nero · h5 pedone del nero · d4 pedone del nero · e4 cavallo del nero · b3 torre del bianco · g3 pedone del bianco · h3 pedone del bianco · b2 alfiere del bianco · e2 pedone del bianco · f2 pedone del bianco · g2 alfiere del bianco · h2 re del bianco · d1 donna del bianco · f1 torre del bianco | c8 torre del nero · d8 donna del nero · e8 torre del nero · g8 re del nero · f7 pedone del nero · g6 pedone del nero · b5 pedone del bianco · e5 pedone del nero · f5 alfiere del nero · h5 pedone del nero · d4 pedone del nero · e4 cavallo del nero · b3 torre del bianco · g3 pedone del bianco · h3 pedone del bianco · b2 alfiere del bianco · e2 pedone del bianco · f2 pedone del bianco · g2 alfiere del bianco · h2 re del bianco · d1 donna del bianco · f1 torre del bianco | c8 torre del nero · d8 donna del nero · e8 torre del nero · g8 re del nero · f7 pedone del nero · g6 pedone del nero · b5 pedone del bianco · e5 pedone del nero · f5 alfiere del nero · h5 pedone del nero · d4 pedone del nero · e4 cavallo del nero · b3 torre del bianco · g3 pedone del bianco · h3 pedone del bianco · b2 alfiere del bianco · e2 pedone del bianco · f2 pedone del bianco · g2 alfiere del bianco · h2 re del bianco · d1 donna del bianco · f1 torre del bianco | 7 |
| 6 | c8 torre del nero · d8 donna del nero · e8 torre del nero · g8 re del nero · f7 pedone del nero · g6 pedone del nero · b5 pedone del bianco · e5 pedone del nero · f5 alfiere del nero · h5 pedone del nero · d4 pedone del nero · e4 cavallo del nero · b3 torre del bianco · g3 pedone del bianco · h3 pedone del bianco · b2 alfiere del bianco · e2 pedone del bianco · f2 pedone del bianco · g2 alfiere del bianco · h2 re del bianco · d1 donna del bianco · f1 torre del bianco | c8 torre del nero · d8 donna del nero · e8 torre del nero · g8 re del nero · f7 pedone del nero · g6 pedone del nero · b5 pedone del bianco · e5 pedone del nero · f5 alfiere del nero · h5 pedone del nero · d4 pedone del nero · e4 cavallo del nero · b3 torre del bianco · g3 pedone del bianco · h3 pedone del bianco · b2 alfiere del bianco · e2 pedone del bianco · f2 pedone del bianco · g2 alfiere del bianco · h2 re del bianco · d1 donna del bianco · f1 torre del bianco | c8 torre del nero · d8 donna del nero · e8 torre del nero · g8 re del nero · f7 pedone del nero · g6 pedone del nero · b5 pedone del bianco · e5 pedone del nero · f5 alfiere del nero · h5 pedone del nero · d4 pedone del nero · e4 cavallo del nero · b3 torre del bianco · g3 pedone del bianco · h3 pedone del bianco · b2 alfiere del bianco · e2 pedone del bianco · f2 pedone del bianco · g2 alfiere del bianco · h2 re del bianco · d1 donna del bianco · f1 torre del bianco | c8 torre del nero · d8 donna del nero · e8 torre del nero · g8 re del nero · f7 pedone del nero · g6 pedone del nero · b5 pedone del bianco · e5 pedone del nero · f5 alfiere del nero · h5 pedone del nero · d4 pedone del nero · e4 cavallo del nero · b3 torre del bianco · g3 pedone del bianco · h3 pedone del bianco · b2 alfiere del bianco · e2 pedone del bianco · f2 pedone del bianco · g2 alfiere del bianco · h2 re del bianco · d1 donna del bianco · f1 torre del bianco | c8 torre del nero · d8 donna del nero · e8 torre del nero · g8 re del nero · f7 pedone del nero · g6 pedone del nero · b5 pedone del bianco · e5 pedone del nero · f5 alfiere del nero · h5 pedone del nero · d4 pedone del nero · e4 cavallo del nero · b3 torre del bianco · g3 pedone del bianco · h3 pedone del bianco · b2 alfiere del bianco · e2 pedone del bianco · f2 pedone del bianco · g2 alfiere del bianco · h2 re del bianco · d1 donna del bianco · f1 torre del bianco | c8 torre del nero · d8 donna del nero · e8 torre del nero · g8 re del nero · f7 pedone del nero · g6 pedone del nero · b5 pedone del bianco · e5 pedone del nero · f5 alfiere del nero · h5 pedone del nero · d4 pedone del nero · e4 cavallo del nero · b3 torre del bianco · g3 pedone del bianco · h3 pedone del bianco · b2 alfiere del bianco · e2 pedone del bianco · f2 pedone del bianco · g2 alfiere del bianco · h2 re del bianco · d1 donna del bianco · f1 torre del bianco | c8 torre del nero · d8 donna del nero · e8 torre del nero · g8 re del nero · f7 pedone del nero · g6 pedone del nero · b5 pedone del bianco · e5 pedone del nero · f5 alfiere del nero · h5 pedone del nero · d4 pedone del nero · e4 cavallo del nero · b3 torre del bianco · g3 pedone del bianco · h3 pedone del bianco · b2 alfiere del bianco · e2 pedone del bianco · f2 pedone del bianco · g2 alfiere del bianco · h2 re del bianco · d1 donna del bianco · f1 torre del bianco | c8 torre del nero · d8 donna del nero · e8 torre del nero · g8 re del nero · f7 pedone del nero · g6 pedone del nero · b5 pedone del bianco · e5 pedone del nero · f5 alfiere del nero · h5 pedone del nero · d4 pedone del nero · e4 cavallo del nero · b3 torre del bianco · g3 pedone del bianco · h3 pedone del bianco · b2 alfiere del bianco · e2 pedone del bianco · f2 pedone del bianco · g2 alfiere del bianco · h2 re del bianco · d1 donna del bianco · f1 torre del bianco | 6 |
| 5 | c8 torre del nero · d8 donna del nero · e8 torre del nero · g8 re del nero · f7 pedone del nero · g6 pedone del nero · b5 pedone del bianco · e5 pedone del nero · f5 alfiere del nero · h5 pedone del nero · d4 pedone del nero · e4 cavallo del nero · b3 torre del bianco · g3 pedone del bianco · h3 pedone del bianco · b2 alfiere del bianco · e2 pedone del bianco · f2 pedone del bianco · g2 alfiere del bianco · h2 re del bianco · d1 donna del bianco · f1 torre del bianco | c8 torre del nero · d8 donna del nero · e8 torre del nero · g8 re del nero · f7 pedone del nero · g6 pedone del nero · b5 pedone del bianco · e5 pedone del nero · f5 alfiere del nero · h5 pedone del nero · d4 pedone del nero · e4 cavallo del nero · b3 torre del bianco · g3 pedone del bianco · h3 pedone del bianco · b2 alfiere del bianco · e2 pedone del bianco · f2 pedone del bianco · g2 alfiere del bianco · h2 re del bianco · d1 donna del bianco · f1 torre del bianco | c8 torre del nero · d8 donna del nero · e8 torre del nero · g8 re del nero · f7 pedone del nero · g6 pedone del nero · b5 pedone del bianco · e5 pedone del nero · f5 alfiere del nero · h5 pedone del nero · d4 pedone del nero · e4 cavallo del nero · b3 torre del bianco · g3 pedone del bianco · h3 pedone del bianco · b2 alfiere del bianco · e2 pedone del bianco · f2 pedone del bianco · g2 alfiere del bianco · h2 re del bianco · d1 donna del bianco · f1 torre del bianco | c8 torre del nero · d8 donna del nero · e8 torre del nero · g8 re del nero · f7 pedone del nero · g6 pedone del nero · b5 pedone del bianco · e5 pedone del nero · f5 alfiere del nero · h5 pedone del nero · d4 pedone del nero · e4 cavallo del nero · b3 torre del bianco · g3 pedone del bianco · h3 pedone del bianco · b2 alfiere del bianco · e2 pedone del bianco · f2 pedone del bianco · g2 alfiere del bianco · h2 re del bianco · d1 donna del bianco · f1 torre del bianco | c8 torre del nero · d8 donna del nero · e8 torre del nero · g8 re del nero · f7 pedone del nero · g6 pedone del nero · b5 pedone del bianco · e5 pedone del nero · f5 alfiere del nero · h5 pedone del nero · d4 pedone del nero · e4 cavallo del nero · b3 torre del bianco · g3 pedone del bianco · h3 pedone del bianco · b2 alfiere del bianco · e2 pedone del bianco · f2 pedone del bianco · g2 alfiere del bianco · h2 re del bianco · d1 donna del bianco · f1 torre del bianco | c8 torre del nero · d8 donna del nero · e8 torre del nero · g8 re del nero · f7 pedone del nero · g6 pedone del nero · b5 pedone del bianco · e5 pedone del nero · f5 alfiere del nero · h5 pedone del nero · d4 pedone del nero · e4 cavallo del nero · b3 torre del bianco · g3 pedone del bianco · h3 pedone del bianco · b2 alfiere del bianco · e2 pedone del bianco · f2 pedone del bianco · g2 alfiere del bianco · h2 re del bianco · d1 donna del bianco · f1 torre del bianco | c8 torre del nero · d8 donna del nero · e8 torre del nero · g8 re del nero · f7 pedone del nero · g6 pedone del nero · b5 pedone del bianco · e5 pedone del nero · f5 alfiere del nero · h5 pedone del nero · d4 pedone del nero · e4 cavallo del nero · b3 torre del bianco · g3 pedone del bianco · h3 pedone del bianco · b2 alfiere del bianco · e2 pedone del bianco · f2 pedone del bianco · g2 alfiere del bianco · h2 re del bianco · d1 donna del bianco · f1 torre del bianco | c8 torre del nero · d8 donna del nero · e8 torre del nero · g8 re del nero · f7 pedone del nero · g6 pedone del nero · b5 pedone del bianco · e5 pedone del nero · f5 alfiere del nero · h5 pedone del nero · d4 pedone del nero · e4 cavallo del nero · b3 torre del bianco · g3 pedone del bianco · h3 pedone del bianco · b2 alfiere del bianco · e2 pedone del bianco · f2 pedone del bianco · g2 alfiere del bianco · h2 re del bianco · d1 donna del bianco · f1 torre del bianco | 5 |
| 4 | c8 torre del nero · d8 donna del nero · e8 torre del nero · g8 re del nero · f7 pedone del nero · g6 pedone del nero · b5 pedone del bianco · e5 pedone del nero · f5 alfiere del nero · h5 pedone del nero · d4 pedone del nero · e4 cavallo del nero · b3 torre del bianco · g3 pedone del bianco · h3 pedone del bianco · b2 alfiere del bianco · e2 pedone del bianco · f2 pedone del bianco · g2 alfiere del bianco · h2 re del bianco · d1 donna del bianco · f1 torre del bianco | c8 torre del nero · d8 donna del nero · e8 torre del nero · g8 re del nero · f7 pedone del nero · g6 pedone del nero · b5 pedone del bianco · e5 pedone del nero · f5 alfiere del nero · h5 pedone del nero · d4 pedone del nero · e4 cavallo del nero · b3 torre del bianco · g3 pedone del bianco · h3 pedone del bianco · b2 alfiere del bianco · e2 pedone del bianco · f2 pedone del bianco · g2 alfiere del bianco · h2 re del bianco · d1 donna del bianco · f1 torre del bianco | c8 torre del nero · d8 donna del nero · e8 torre del nero · g8 re del nero · f7 pedone del nero · g6 pedone del nero · b5 pedone del bianco · e5 pedone del nero · f5 alfiere del nero · h5 pedone del nero · d4 pedone del nero · e4 cavallo del nero · b3 torre del bianco · g3 pedone del bianco · h3 pedone del bianco · b2 alfiere del bianco · e2 pedone del bianco · f2 pedone del bianco · g2 alfiere del bianco · h2 re del bianco · d1 donna del bianco · f1 torre del bianco | c8 torre del nero · d8 donna del nero · e8 torre del nero · g8 re del nero · f7 pedone del nero · g6 pedone del nero · b5 pedone del bianco · e5 pedone del nero · f5 alfiere del nero · h5 pedone del nero · d4 pedone del nero · e4 cavallo del nero · b3 torre del bianco · g3 pedone del bianco · h3 pedone del bianco · b2 alfiere del bianco · e2 pedone del bianco · f2 pedone del bianco · g2 alfiere del bianco · h2 re del bianco · d1 donna del bianco · f1 torre del bianco | c8 torre del nero · d8 donna del nero · e8 torre del nero · g8 re del nero · f7 pedone del nero · g6 pedone del nero · b5 pedone del bianco · e5 pedone del nero · f5 alfiere del nero · h5 pedone del nero · d4 pedone del nero · e4 cavallo del nero · b3 torre del bianco · g3 pedone del bianco · h3 pedone del bianco · b2 alfiere del bianco · e2 pedone del bianco · f2 pedone del bianco · g2 alfiere del bianco · h2 re del bianco · d1 donna del bianco · f1 torre del bianco | c8 torre del nero · d8 donna del nero · e8 torre del nero · g8 re del nero · f7 pedone del nero · g6 pedone del nero · b5 pedone del bianco · e5 pedone del nero · f5 alfiere del nero · h5 pedone del nero · d4 pedone del nero · e4 cavallo del nero · b3 torre del bianco · g3 pedone del bianco · h3 pedone del bianco · b2 alfiere del bianco · e2 pedone del bianco · f2 pedone del bianco · g2 alfiere del bianco · h2 re del bianco · d1 donna del bianco · f1 torre del bianco | c8 torre del nero · d8 donna del nero · e8 torre del nero · g8 re del nero · f7 pedone del nero · g6 pedone del nero · b5 pedone del bianco · e5 pedone del nero · f5 alfiere del nero · h5 pedone del nero · d4 pedone del nero · e4 cavallo del nero · b3 torre del bianco · g3 pedone del bianco · h3 pedone del bianco · b2 alfiere del bianco · e2 pedone del bianco · f2 pedone del bianco · g2 alfiere del bianco · h2 re del bianco · d1 donna del bianco · f1 torre del bianco | c8 torre del nero · d8 donna del nero · e8 torre del nero · g8 re del nero · f7 pedone del nero · g6 pedone del nero · b5 pedone del bianco · e5 pedone del nero · f5 alfiere del nero · h5 pedone del nero · d4 pedone del nero · e4 cavallo del nero · b3 torre del bianco · g3 pedone del bianco · h3 pedone del bianco · b2 alfiere del bianco · e2 pedone del bianco · f2 pedone del bianco · g2 alfiere del bianco · h2 re del bianco · d1 donna del bianco · f1 torre del bianco | 4 |
| 3 | c8 torre del nero · d8 donna del nero · e8 torre del nero · g8 re del nero · f7 pedone del nero · g6 pedone del nero · b5 pedone del bianco · e5 pedone del nero · f5 alfiere del nero · h5 pedone del nero · d4 pedone del nero · e4 cavallo del nero · b3 torre del bianco · g3 pedone del bianco · h3 pedone del bianco · b2 alfiere del bianco · e2 pedone del bianco · f2 pedone del bianco · g2 alfiere del bianco · h2 re del bianco · d1 donna del bianco · f1 torre del bianco | c8 torre del nero · d8 donna del nero · e8 torre del nero · g8 re del nero · f7 pedone del nero · g6 pedone del nero · b5 pedone del bianco · e5 pedone del nero · f5 alfiere del nero · h5 pedone del nero · d4 pedone del nero · e4 cavallo del nero · b3 torre del bianco · g3 pedone del bianco · h3 pedone del bianco · b2 alfiere del bianco · e2 pedone del bianco · f2 pedone del bianco · g2 alfiere del bianco · h2 re del bianco · d1 donna del bianco · f1 torre del bianco | c8 torre del nero · d8 donna del nero · e8 torre del nero · g8 re del nero · f7 pedone del nero · g6 pedone del nero · b5 pedone del bianco · e5 pedone del nero · f5 alfiere del nero · h5 pedone del nero · d4 pedone del nero · e4 cavallo del nero · b3 torre del bianco · g3 pedone del bianco · h3 pedone del bianco · b2 alfiere del bianco · e2 pedone del bianco · f2 pedone del bianco · g2 alfiere del bianco · h2 re del bianco · d1 donna del bianco · f1 torre del bianco | c8 torre del nero · d8 donna del nero · e8 torre del nero · g8 re del nero · f7 pedone del nero · g6 pedone del nero · b5 pedone del bianco · e5 pedone del nero · f5 alfiere del nero · h5 pedone del nero · d4 pedone del nero · e4 cavallo del nero · b3 torre del bianco · g3 pedone del bianco · h3 pedone del bianco · b2 alfiere del bianco · e2 pedone del bianco · f2 pedone del bianco · g2 alfiere del bianco · h2 re del bianco · d1 donna del bianco · f1 torre del bianco | c8 torre del nero · d8 donna del nero · e8 torre del nero · g8 re del nero · f7 pedone del nero · g6 pedone del nero · b5 pedone del bianco · e5 pedone del nero · f5 alfiere del nero · h5 pedone del nero · d4 pedone del nero · e4 cavallo del nero · b3 torre del bianco · g3 pedone del bianco · h3 pedone del bianco · b2 alfiere del bianco · e2 pedone del bianco · f2 pedone del bianco · g2 alfiere del bianco · h2 re del bianco · d1 donna del bianco · f1 torre del bianco | c8 torre del nero · d8 donna del nero · e8 torre del nero · g8 re del nero · f7 pedone del nero · g6 pedone del nero · b5 pedone del bianco · e5 pedone del nero · f5 alfiere del nero · h5 pedone del nero · d4 pedone del nero · e4 cavallo del nero · b3 torre del bianco · g3 pedone del bianco · h3 pedone del bianco · b2 alfiere del bianco · e2 pedone del bianco · f2 pedone del bianco · g2 alfiere del bianco · h2 re del bianco · d1 donna del bianco · f1 torre del bianco | c8 torre del nero · d8 donna del nero · e8 torre del nero · g8 re del nero · f7 pedone del nero · g6 pedone del nero · b5 pedone del bianco · e5 pedone del nero · f5 alfiere del nero · h5 pedone del nero · d4 pedone del nero · e4 cavallo del nero · b3 torre del bianco · g3 pedone del bianco · h3 pedone del bianco · b2 alfiere del bianco · e2 pedone del bianco · f2 pedone del bianco · g2 alfiere del bianco · h2 re del bianco · d1 donna del bianco · f1 torre del bianco | c8 torre del nero · d8 donna del nero · e8 torre del nero · g8 re del nero · f7 pedone del nero · g6 pedone del nero · b5 pedone del bianco · e5 pedone del nero · f5 alfiere del nero · h5 pedone del nero · d4 pedone del nero · e4 cavallo del nero · b3 torre del bianco · g3 pedone del bianco · h3 pedone del bianco · b2 alfiere del bianco · e2 pedone del bianco · f2 pedone del bianco · g2 alfiere del bianco · h2 re del bianco · d1 donna del bianco · f1 torre del bianco | 3 |
| 2 | c8 torre del nero · d8 donna del nero · e8 torre del nero · g8 re del nero · f7 pedone del nero · g6 pedone del nero · b5 pedone del bianco · e5 pedone del nero · f5 alfiere del nero · h5 pedone del nero · d4 pedone del nero · e4 cavallo del nero · b3 torre del bianco · g3 pedone del bianco · h3 pedone del bianco · b2 alfiere del bianco · e2 pedone del bianco · f2 pedone del bianco · g2 alfiere del bianco · h2 re del bianco · d1 donna del bianco · f1 torre del bianco | c8 torre del nero · d8 donna del nero · e8 torre del nero · g8 re del nero · f7 pedone del nero · g6 pedone del nero · b5 pedone del bianco · e5 pedone del nero · f5 alfiere del nero · h5 pedone del nero · d4 pedone del nero · e4 cavallo del nero · b3 torre del bianco · g3 pedone del bianco · h3 pedone del bianco · b2 alfiere del bianco · e2 pedone del bianco · f2 pedone del bianco · g2 alfiere del bianco · h2 re del bianco · d1 donna del bianco · f1 torre del bianco | c8 torre del nero · d8 donna del nero · e8 torre del nero · g8 re del nero · f7 pedone del nero · g6 pedone del nero · b5 pedone del bianco · e5 pedone del nero · f5 alfiere del nero · h5 pedone del nero · d4 pedone del nero · e4 cavallo del nero · b3 torre del bianco · g3 pedone del bianco · h3 pedone del bianco · b2 alfiere del bianco · e2 pedone del bianco · f2 pedone del bianco · g2 alfiere del bianco · h2 re del bianco · d1 donna del bianco · f1 torre del bianco | c8 torre del nero · d8 donna del nero · e8 torre del nero · g8 re del nero · f7 pedone del nero · g6 pedone del nero · b5 pedone del bianco · e5 pedone del nero · f5 alfiere del nero · h5 pedone del nero · d4 pedone del nero · e4 cavallo del nero · b3 torre del bianco · g3 pedone del bianco · h3 pedone del bianco · b2 alfiere del bianco · e2 pedone del bianco · f2 pedone del bianco · g2 alfiere del bianco · h2 re del bianco · d1 donna del bianco · f1 torre del bianco | c8 torre del nero · d8 donna del nero · e8 torre del nero · g8 re del nero · f7 pedone del nero · g6 pedone del nero · b5 pedone del bianco · e5 pedone del nero · f5 alfiere del nero · h5 pedone del nero · d4 pedone del nero · e4 cavallo del nero · b3 torre del bianco · g3 pedone del bianco · h3 pedone del bianco · b2 alfiere del bianco · e2 pedone del bianco · f2 pedone del bianco · g2 alfiere del bianco · h2 re del bianco · d1 donna del bianco · f1 torre del bianco | c8 torre del nero · d8 donna del nero · e8 torre del nero · g8 re del nero · f7 pedone del nero · g6 pedone del nero · b5 pedone del bianco · e5 pedone del nero · f5 alfiere del nero · h5 pedone del nero · d4 pedone del nero · e4 cavallo del nero · b3 torre del bianco · g3 pedone del bianco · h3 pedone del bianco · b2 alfiere del bianco · e2 pedone del bianco · f2 pedone del bianco · g2 alfiere del bianco · h2 re del bianco · d1 donna del bianco · f1 torre del bianco | c8 torre del nero · d8 donna del nero · e8 torre del nero · g8 re del nero · f7 pedone del nero · g6 pedone del nero · b5 pedone del bianco · e5 pedone del nero · f5 alfiere del nero · h5 pedone del nero · d4 pedone del nero · e4 cavallo del nero · b3 torre del bianco · g3 pedone del bianco · h3 pedone del bianco · b2 alfiere del bianco · e2 pedone del bianco · f2 pedone del bianco · g2 alfiere del bianco · h2 re del bianco · d1 donna del bianco · f1 torre del bianco | c8 torre del nero · d8 donna del nero · e8 torre del nero · g8 re del nero · f7 pedone del nero · g6 pedone del nero · b5 pedone del bianco · e5 pedone del nero · f5 alfiere del nero · h5 pedone del nero · d4 pedone del nero · e4 cavallo del nero · b3 torre del bianco · g3 pedone del bianco · h3 pedone del bianco · b2 alfiere del bianco · e2 pedone del bianco · f2 pedone del bianco · g2 alfiere del bianco · h2 re del bianco · d1 donna del bianco · f1 torre del bianco | 2 |
| 1 | c8 torre del nero · d8 donna del nero · e8 torre del nero · g8 re del nero · f7 pedone del nero · g6 pedone del nero · b5 pedone del bianco · e5 pedone del nero · f5 alfiere del nero · h5 pedone del nero · d4 pedone del nero · e4 cavallo del nero · b3 torre del bianco · g3 pedone del bianco · h3 pedone del bianco · b2 alfiere del bianco · e2 pedone del bianco · f2 pedone del bianco · g2 alfiere del bianco · h2 re del bianco · d1 donna del bianco · f1 torre del bianco | c8 torre del nero · d8 donna del nero · e8 torre del nero · g8 re del nero · f7 pedone del nero · g6 pedone del nero · b5 pedone del bianco · e5 pedone del nero · f5 alfiere del nero · h5 pedone del nero · d4 pedone del nero · e4 cavallo del nero · b3 torre del bianco · g3 pedone del bianco · h3 pedone del bianco · b2 alfiere del bianco · e2 pedone del bianco · f2 pedone del bianco · g2 alfiere del bianco · h2 re del bianco · d1 donna del bianco · f1 torre del bianco | c8 torre del nero · d8 donna del nero · e8 torre del nero · g8 re del nero · f7 pedone del nero · g6 pedone del nero · b5 pedone del bianco · e5 pedone del nero · f5 alfiere del nero · h5 pedone del nero · d4 pedone del nero · e4 cavallo del nero · b3 torre del bianco · g3 pedone del bianco · h3 pedone del bianco · b2 alfiere del bianco · e2 pedone del bianco · f2 pedone del bianco · g2 alfiere del bianco · h2 re del bianco · d1 donna del bianco · f1 torre del bianco | c8 torre del nero · d8 donna del nero · e8 torre del nero · g8 re del nero · f7 pedone del nero · g6 pedone del nero · b5 pedone del bianco · e5 pedone del nero · f5 alfiere del nero · h5 pedone del nero · d4 pedone del nero · e4 cavallo del nero · b3 torre del bianco · g3 pedone del bianco · h3 pedone del bianco · b2 alfiere del bianco · e2 pedone del bianco · f2 pedone del bianco · g2 alfiere del bianco · h2 re del bianco · d1 donna del bianco · f1 torre del bianco | c8 torre del nero · d8 donna del nero · e8 torre del nero · g8 re del nero · f7 pedone del nero · g6 pedone del nero · b5 pedone del bianco · e5 pedone del nero · f5 alfiere del nero · h5 pedone del nero · d4 pedone del nero · e4 cavallo del nero · b3 torre del bianco · g3 pedone del bianco · h3 pedone del bianco · b2 alfiere del bianco · e2 pedone del bianco · f2 pedone del bianco · g2 alfiere del bianco · h2 re del bianco · d1 donna del bianco · f1 torre del bianco | c8 torre del nero · d8 donna del nero · e8 torre del nero · g8 re del nero · f7 pedone del nero · g6 pedone del nero · b5 pedone del bianco · e5 pedone del nero · f5 alfiere del nero · h5 pedone del nero · d4 pedone del nero · e4 cavallo del nero · b3 torre del bianco · g3 pedone del bianco · h3 pedone del bianco · b2 alfiere del bianco · e2 pedone del bianco · f2 pedone del bianco · g2 alfiere del bianco · h2 re del bianco · d1 donna del bianco · f1 torre del bianco | c8 torre del nero · d8 donna del nero · e8 torre del nero · g8 re del nero · f7 pedone del nero · g6 pedone del nero · b5 pedone del bianco · e5 pedone del nero · f5 alfiere del nero · h5 pedone del nero · d4 pedone del nero · e4 cavallo del nero · b3 torre del bianco · g3 pedone del bianco · h3 pedone del bianco · b2 alfiere del bianco · e2 pedone del bianco · f2 pedone del bianco · g2 alfiere del bianco · h2 re del bianco · d1 donna del bianco · f1 torre del bianco | c8 torre del nero · d8 donna del nero · e8 torre del nero · g8 re del nero · f7 pedone del nero · g6 pedone del nero · b5 pedone del bianco · e5 pedone del nero · f5 alfiere del nero · h5 pedone del nero · d4 pedone del nero · e4 cavallo del nero · b3 torre del bianco · g3 pedone del bianco · h3 pedone del bianco · b2 alfiere del bianco · e2 pedone del bianco · f2 pedone del bianco · g2 alfiere del bianco · h2 re del bianco · d1 donna del bianco · f1 torre del bianco | 1 |
|   | a | b | c | d | e | f | g | h |   |

Due esempi di partite simmetriche che finiscono per favorire il Nero sono la Hodgson – Arkell (del 2001), e la Portisch – Tal', torneo dei candidati 1965, presentati qui di seguito.
Hodgson – Arkell, Newcastle 2001: 1.c4 c5 2.g3 g6 3.Ag2 Ag7 4.Cc3 Cc6 5.a3 a6 6.Tb1 Tb8 7.b4 cxb4 8.axb4 b5 9.cxb5 axb5 (l'obiettivo di entrambi i giocatori è spingere il pedone d e portare l'alfiere in f4 (f5 per il Nero) 10.Cf3 d5 11.d4 Cf6 12.Af4 Tb6 13.0-0 Af5 14.Tb3 O-O 15.Ce5 Ce4 16.h3 h5 (rompendo la simmetria) 17.Rh2 (il Bianco non trova nessuna mossa utile; Rowson suggerisce 17.h4, costringendo il Nero a giocare per primo) ...Te8 (mossa d'attesa che copre e7, in pericolo in alcune varianti, e prepara un'eventuale ...e5; il Bianco non può giocare 18.Re1 perché 18...Cf2 guadagna un pedone) 18.Ae3 Cxe5 19.dxe5 Tc6 (il Nero, con più pezzi attivi, ha almeno in parte l'iniziativa) 20.Cb5 Axe5 (20...Cxf2 21.Dxd5 è vincente per il Bianco) 21.Cd4 Axd4 22.Axd4 e5 (secondo Rowson, il Bianco ha una posizione superiore a causa del controllo sul centro, del cavallo dominante e delle prospettive per un attacco sul lato di re) 23.b5 Tc8 24.Ab2 d4 (il Bianco è in difficoltà: le varianti 25.e3 Cxg3 24.fxg3 Ac2 25.Df3 Axb3 26.exd4 Ac4, 25.g4 hxg4 26.hxg4 Cxf2 27.Txf2 Ac2 e 25.f4 Cc3 26.Axc3 dxc3 27.Dxd8 Texd8 favoriscono il Nero) 25.b6 Cxf2 26De1 (26.Txf2 Ac2) 26...Ce4 27.b7 Tb8 28.g4 hxg4 29.hxg4 Ae6 30.Tb5 Cf6! 31.Txf6 Dxf6 32.Dg3 Ac4 33.g5 Dh8+ 0-1
L'apertura della seguente partita, giocata nei quarti di finale del torneo dei candidati di qualificazione al campionato del mondo del 1966, prese una piega simile:
Portish – Tal': 1.Cf3 c5 2.c4 Cc6 3.Cc3 Cf6 4.g3 g6 5.Ag2 Ag7 6.O-O O-O 7.d3 a6 8.a3 Tb8 9.Tb1 b5 10.cxb5 axb5 11.b4 cxb4 12.axb4 d6 13.Ad2 Ad7 (il Bianco, pur avendo la mossa, non ha mosse ovvie per rompere la simmetria; Soltis notò che la posizione del Nero è più facile da giocare, sebbene non necessariamente migliore) 14.Dc1 (il Nero potrebbe imitare ancora il Bianco con 14...Dc8 19.Ah3 Ah6, ma invece decide di variare) 14...Tc8 15.Ah6 Cd4 (minacciando 16...Cxe2+) 16.Cxd4 Axh6 17.Dxh6 Txc3 18.Dd2 Dc7 19.Tfc1 Tc8. Sebbene la struttura pedonale sia ancora simmetrica, il Nero controlla la colonna c, che gli conferisce un vantaggio. Il Nero raggiunse il finale con due pedoni in più, ma il Bianco riuscì a pattare.

## Influenza sulla pratica di gioco
Nei tornei, la frequenza con cui i giocatori usano il Bianco e il Nero è una considerazione importante. Nei match tra due giocatori, i colori della prima partita sono determinati casualmente, e poi alternati, sebbene possa essere previsto uno scambio a metà del numero previsto di partite. Nei tornei disputati con la formula del girone all'italiana, i giocatori ricevono al più un Bianco in più del Nero, o viceversa; per ovviare a questo problema si usa a volte la formula del doppio girone, in cui ogni giocatore incontra ogni avversario una volta col Bianco e una col Nero. Quest'ultimo sistema è considerato quello che fornisce il risultato finale più accurato.
Nei tornei in cui si applica il sistema svizzero, il direttore del torneo deve cercare di alternare quanto più possibile i colori ricevuti dai giocatori, e può anche modificare gli appaiamenti che risulterebbero dal sistema per evitare che qualcuno riceva tre volte lo stesso colore, o per impedire che giochi tre volte più con il Nero che con il Bianco (o viceversa), che sarebbe giudicato uno svantaggio non indifferente, soprattutto si cerca di evitare l'accumularsi di tre partite col Nero su quattro consecutive. Squilibri di questo tipo, se non corretti, sono ancora più gravi quando si verificano in tornei con un numero pari di turni, perché comportano un surplus di almeno due partite con il Bianco o il Nero.